# Gagny
Ne doit pas être confondu avec Gogny.
Gagny est une commune française située dans le département de la Seine-Saint-Denis en région Île-de-France.

## Géographie

### Localisation

Gagny dans la Petite couronne parisienne.

Gagny est une ville située à 10 km à l'est de Paris (de la porte de Pantin ou de la porte de Bagnolet).
Elle se trouve dans l'Unité urbaine de Paris, l'aire d'attraction de Paris, ainsi que dans la zone d'emploi et le bassin de vie de cette ville.

### Communes limitrophes
Les communes limitrophes sont  Chelles, Clichy-sous-Bois, Gournay-sur-Marne, Le Raincy, Montfermeil, Neuilly-sur-Marne et Villemomble.

### Géologie et relief
La superficie de la commune est de 6,83 km2 ; son altitude varie de 37  à   120 mètres.

### Hydrographie

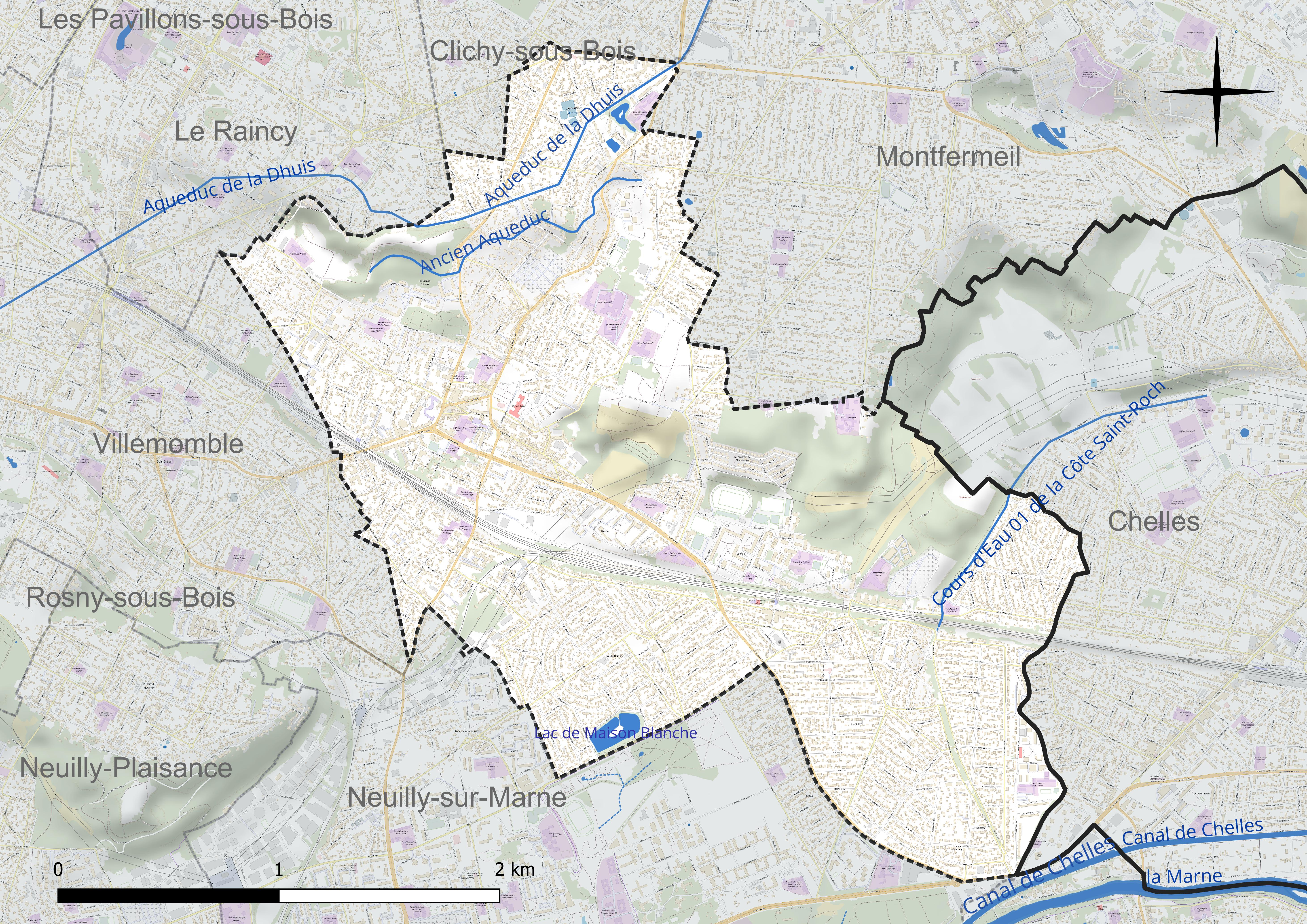
Carte hydrographique de la commune.

La commune est traversée au nord par l'Aqueduc de la Dhuis et la limite sud du territoire communal est tangentée par le canal de Chelles et la Marne (rivière).

### Climat
Pour des articles plus généraux, voir Climat de l'Île-de-France et Climat de la Seine-Saint-Denis.
En 2010, le climat de la commune est de type climat océanique dégradé des plaines du Centre et du Nord, selon une étude du CNRS s'appuyant sur une série de données couvrant la période 1971-2000. En 2020, Météo-France publie une typologie des climats de la France métropolitaine dans laquelle la commune est exposée à un climat océanique altéré et est dans la région climatique Sud-ouest du bassin Parisien, caractérisée par une faible pluviométrie, notamment au printemps (120 à 150 mm) et un hiver froid (3,5 °C).
Pour la période 1971-2000, la température annuelle moyenne est de 11,2 °C, avec une amplitude thermique annuelle de 15,7 °C. Le cumul annuel moyen de précipitations est de 681 mm, avec 10,5 jours de précipitations en janvier et 7,9 jours en juillet. Pour la période 1991-2020, la température moyenne annuelle observée sur la station météorologique la plus proche, située sur la commune de Neuilly-sur-Marne à 3 km à vol d'oiseau, est de 12,3 °C et le cumul annuel moyen de précipitations est de 721,2 mm,. Pour l'avenir, les paramètres climatiques de la commune estimés pour 2050 selon différents scénarios d'émission de gaz à effet de serre sont consultables sur un site dédié publié par Météo-France en novembre 2022.
| Mois                                  | jan.           | fév.             | mars          | avril         | mai           | juin          | jui.          | août          | sep.          | oct.            | nov.            | déc.            | année     |
| ------------------------------------- | -------------- | ---------------- | ------------- | ------------- | ------------- | ------------- | ------------- | ------------- | ------------- | --------------- | --------------- | --------------- | --------- |
| Température minimale moyenne (°C)     | 2,1            | 1,9              | 4             | 6,2           | 9,8           | 13,1          | 15,1          | 14,7          | 11,2          | 8,5             | 5               | 2,6             | 7,8       |
| Température moyenne (°C)              | 4,9            | 5,4              | 8,5           | 11,5          | 15,1          | 18,4          | 20,7          | 20,4          | 16,6          | 12,7            | 8,1             | 5,4             | 12,3      |
| Température maximale moyenne (°C)     | 7,7            | 9                | 13,1          | 16,8          | 20,4          | 23,8          | 26,2          | 26,2          | 22            | 16,9            | 11,3            | 8,1             | 16,8      |
| Record de froid (°C) date du record   | −17 17.01.1985 | −12,5 08.02.1991 | −9,5 13.03.13 | −4,3 06.04.21 | −0,6 06.05.19 | 4 04.06.01    | 7,5 31.07.15  | 5 30.08.1986  | 1,5 30.09.18  | −4,5 30.10.1997 | −8,7 24.11.1998 | −8,9 29.12.1996 | −17 1985  |
| Record de chaleur (°C) date du record | 16,6 28.01.02  | 21,4 27.02.19    | 26,9 31.03.21 | 29,9 20.04.18 | 33,1 27.05.05 | 38,3 27.06.11 | 42,5 25.07.19 | 40,5 12.08.03 | 36,3 08.09.23 | 29,7 03.10.11   | 22,5 08.11.15   | 18 07.12.00     | 42,5 2019 |
| Précipitations (mm)                   | 57,7           | 50,6             | 51,5          | 50,2          | 72,4          | 62,4          | 64,4          | 60,4          | 52,2          | 60,5            | 62,8            | 76,1            | 721,2     |

## Urbanisme

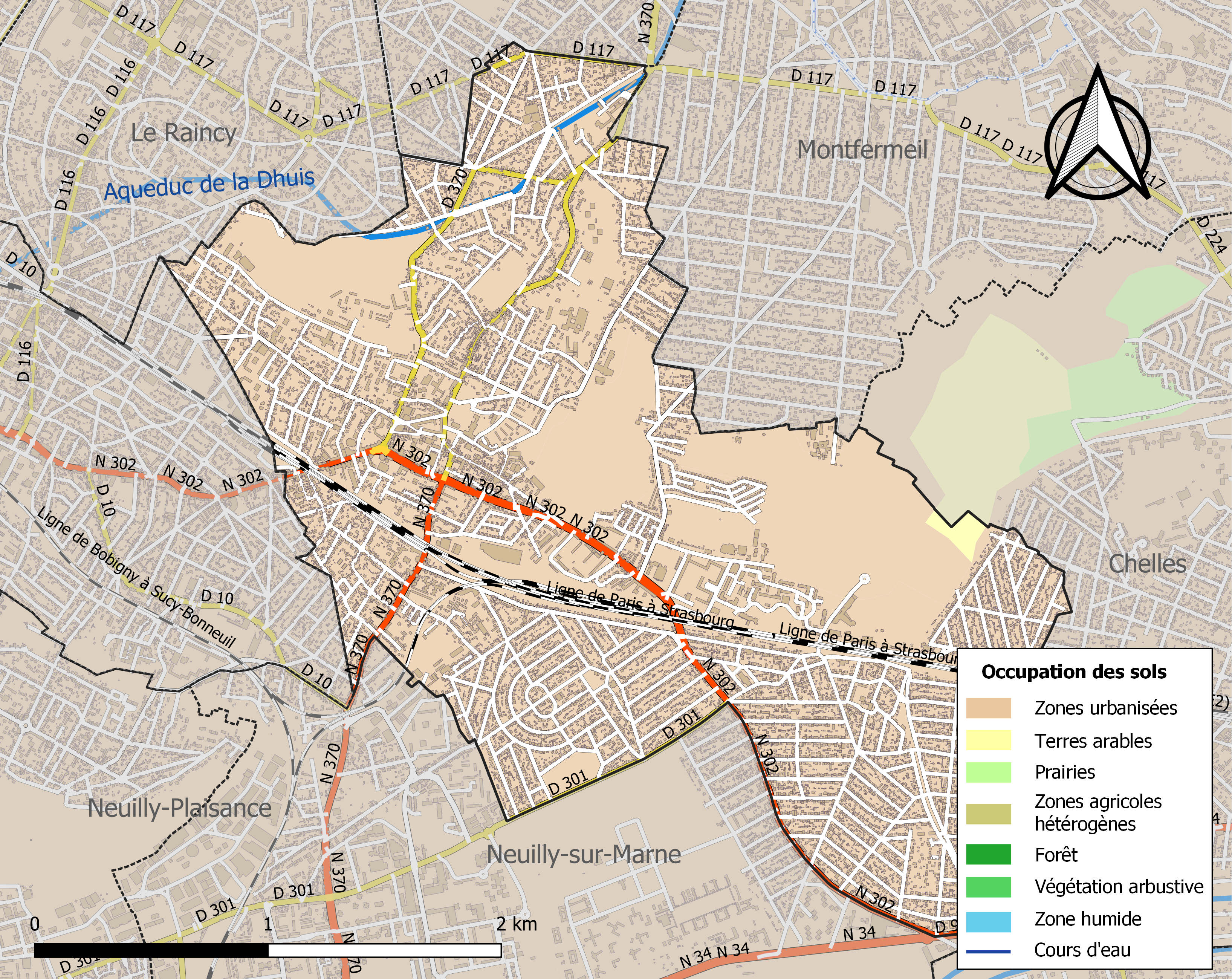
Carte des infrastructures et de l'occupation des sols de la commune en 2018 (CLC).

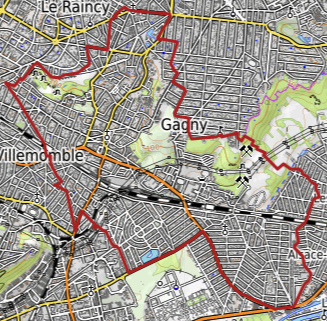
Carte topognaphique de la commune

### Typologie
Au 1er janvier 2024, Gagny est catégorisée grand centre urbain, selon la nouvelle grille communale de densité à sept niveaux définie par l'Insee en 2022.
Elle appartient à l'unité urbaine de Paris, une agglomération inter-départementale regroupant 407  communes, dont elle est une commune de la banlieue,,. Par ailleurs la commune fait partie de l'aire d'attraction de Paris, dont elle est une commune du pôle principal,. Cette aire regroupe 1 929 communes,.

### Habitat et logement
En 2020, le nombre total de logements dans la commune était de 16 586, alors qu'il était de 16 190 en 2015 et de 15 958 en 2010.
Parmi ces logements, 93,8 % étaient des résidences principales, 0,9 % des résidences secondaires et 5,4 % des logements vacants. Ces logements étaient pour 45,7 % d'entre eux des maisons individuelles et pour 53,5 % des appartements.
Le tableau ci-dessous présente la typologie des logements à Gagny en 2020 en comparaison avec celle de la Seine-Saint-Denis et de la France entière. Une caractéristique marquante du parc de logements est ainsi la faible proportion des résidences secondaires et logements occasionnels (0,9 %) par rapport au département (1,2 %) et à la France entière (9,7 %).
| Typologie                                               | Gagny | Seine-Saint-Denis | France entière |
| ------------------------------------------------------- | ----- | ----------------- | -------------- |
| Résidences principales (en %)                           | 93,8  | 92,7              | 82,1           |
| Résidences secondaires et logements occasionnels (en %) | 0,9   | 1,2               | 9,7            |
| Logements vacants (en %)                                | 5,4   | 6,1               | 8,2            |

La commune ne respecte par les obligations qui lui sont faites par l'article 55 de la loi SRU de disposer d'au moins 25 % de son parc de résidences principales constituées de logements sociaux. En effet, la ville n'atteint en 2019 qu'une proportion de 22,49 %, correspondant à un effort significatif de création de logements sociaux puisqu'en 2008, elle ne disposait que de 19,74 % de logements sociaux.
Elle n'est donc pas astreinte au paiement d'une pénalité financière.

### Voies de communication et transports

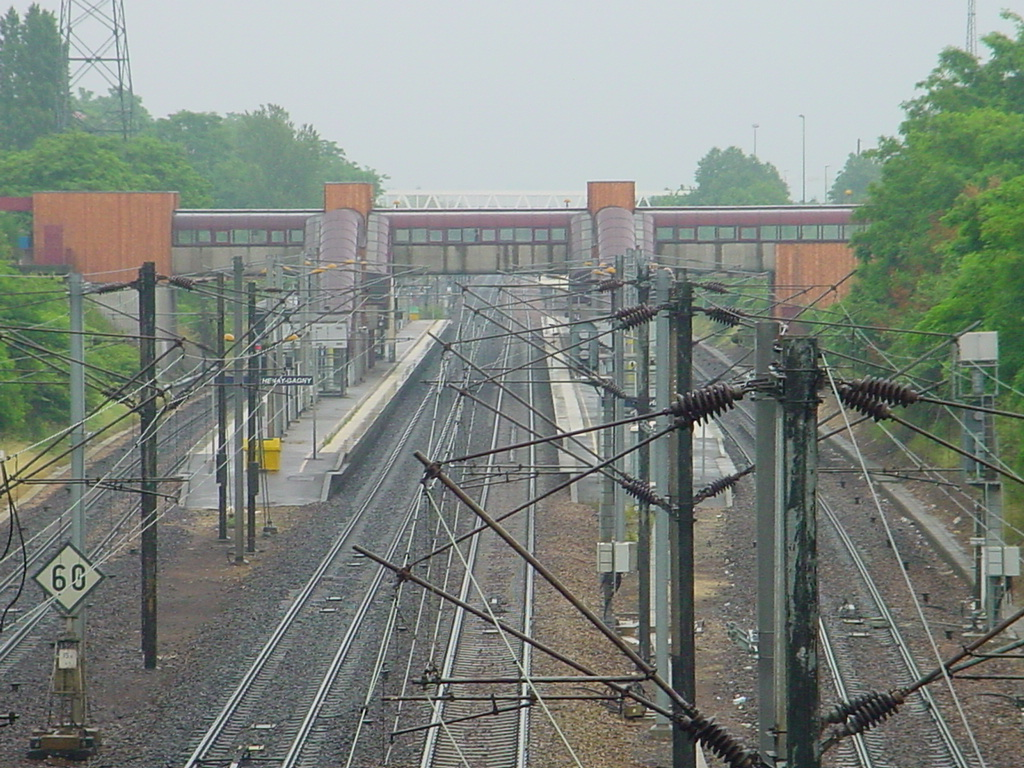
Gare RER du Chénay-Gagny.

La commune, traversée par la ligne de Paris-Est à Strasbourg-Ville, est desservie par deux gares du RER   : Gagny et Le Chénay-Gagny.
La ville est aussi desservie par plusieurs lignes de bus des réseaux RATP (113, 121, 214, 221 et 303), Transdev TRA (602, 603, 604, 623, 643 et 701) et le Noctilien N23 la nuit.
De plus, une navette municipale est mise à la disposition gratuite et accessible à tous les habitants de Gagny (sauf mineurs non accompagnés). Elle emprunte trois circuits (itinéraires et horaires ici).

## Toponymie
Ganiacum, Gaigniacum, Cavaniacum au VIe siècle et en 632, Waniacum ou Waniacus au IXe siècle, Guenniacum en 1228, Guagniacum en 1228, Guagnicum, Gaignia-cum, Guaniacum sous Philippe Auguste, Guegni et Gaigny au XIIIe siècle, Guengni.
La villa Ganniacum s'étirait entre la vallée de la Marne et les pentes de Montfermeil, et appartenait à Ganiaco ou Gannios.

## Histoire

### Moyen Âge
Prieuré fondé au XIe siècle par Adèle de Champagne. Seigneurie d'Étienne de Gagny, époux de Béatrice de Montfermeil au XIIIe siècle. Ce prieuré perdure jusqu'en 1771, date de sa suppression par l'autorité religieuse.

### Temps modernes
Gagny avait plusieurs châteaux, dont le plus important, démoli en 1765, appartenait à Dominique de Ferrari, maître d'hôtel ordinaire du roi (1660). Dans ce parc, on pouvait trouver la source Saint-Fiacre, qui alimentait en eau le parc du Raincy, à la fin du XVIIIe siècle.
Le château de Maison-Rouge, de style Louis XIII, est successivement la propriété de Hocquart, marquis de Montfermeil, puis en 1845 de Louis-Philippe, roi des Français, puis en 1864 de Michel-Victor Cruchet, sculpteur et ornemaniste a Paris, en 1894, quelque temps après la mort de son épouse, Michel-Victor Cruchet et ses deux enfants vendent le domaine de Maison Rouge à la communauté religieuse des Rédemptoristes. Les Rédemptoristes y installent alors un couvent, il est ensuite racheté en 1913 par (Sylvie Montegut et Jeanne d'Étreillis, nées Boué), couturières de renom. À la mort de la deuxième d’entre elles, en 1953, il est acquis par la ville de Gagny. Il fut saccagé à la fin de la Seconde Guerre mondiale, abandonné le château a été démoli en 1955.

### Révolution française et Empire
Durant la Révolution française, l'église, après avoir été désaffectée, est transformée en temple de la Raison.
Gagny est occupé à la fin de l'épopée napoléonienne par les troupes Alliées en 1814-1815.

### Époque contemporaine
La ville est à nouveau occupée par les Prussiens lors du siège de Paris de 1870.
Le 20 mai 1869, une petite partie du territoire de Gagny est prélevée et adjointe à une partie du territoire de Livry-Gargan et aussi une partie du territoire de Clichy-sous-Bois, pour créer la commune du Raincy.

Gagny au tout début du XXe siècle
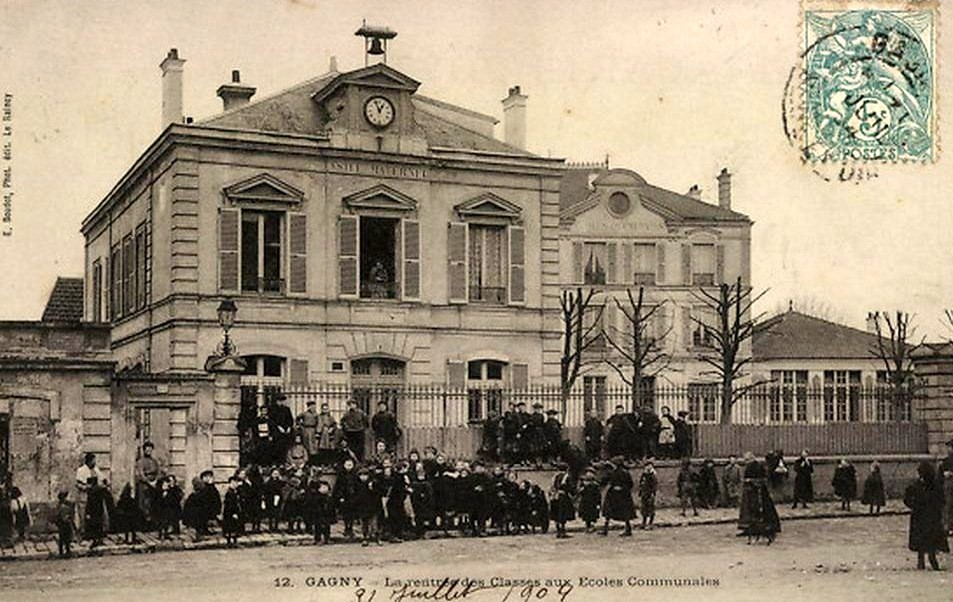
L'école communale Paul-Laguesse
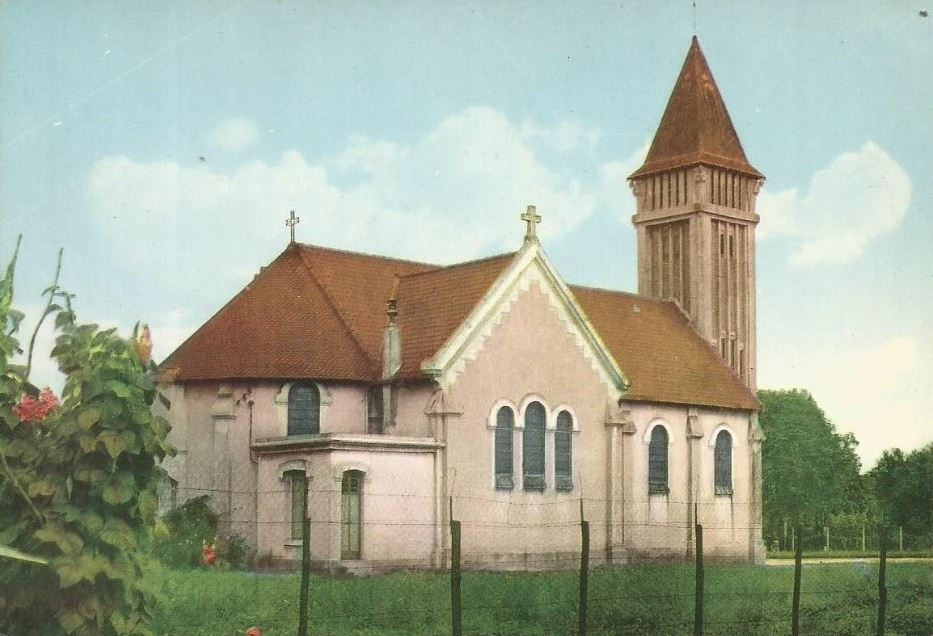
L'église.
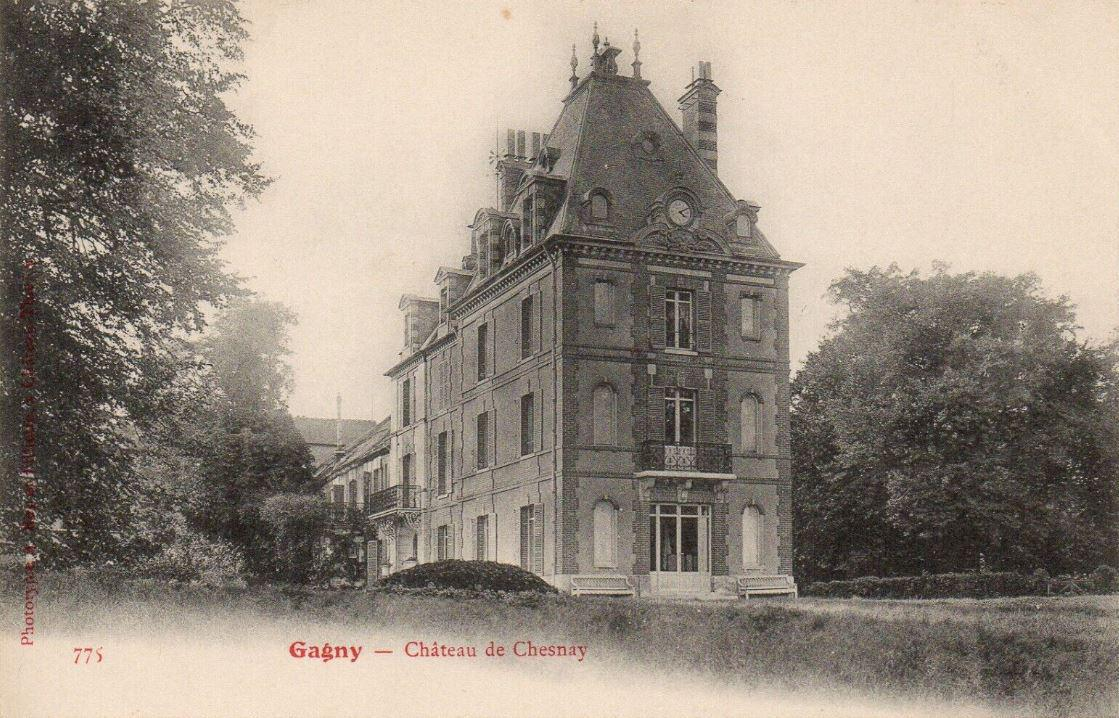
Le château de Chesnay.
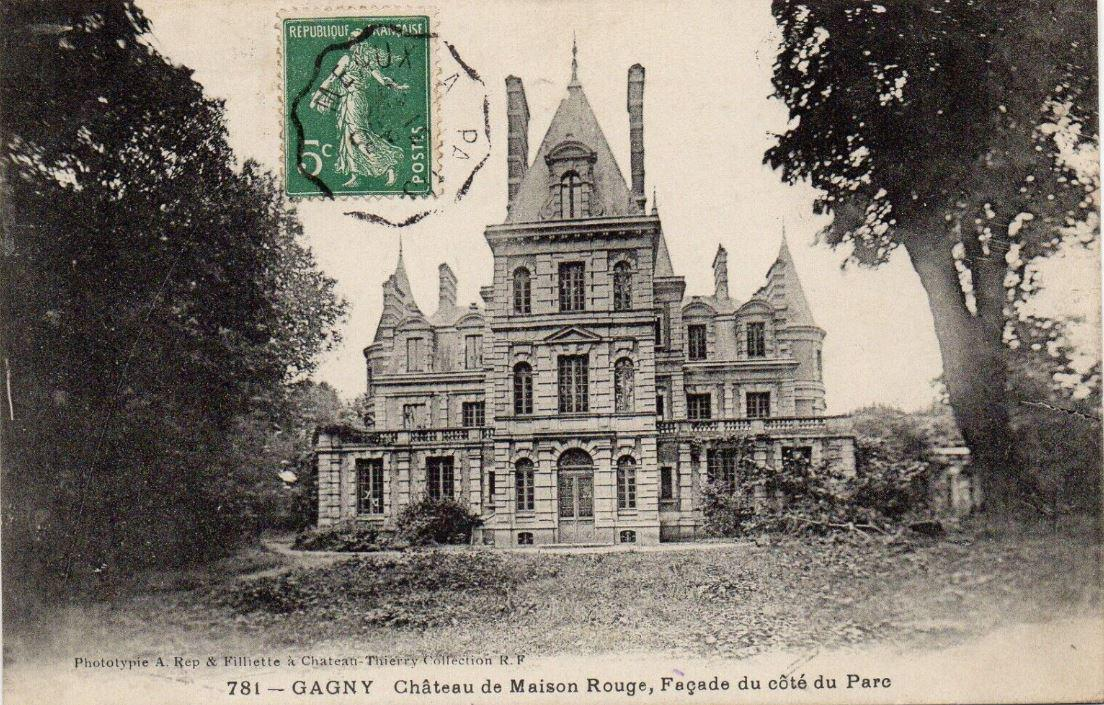
Le château de Maison-Rouge.
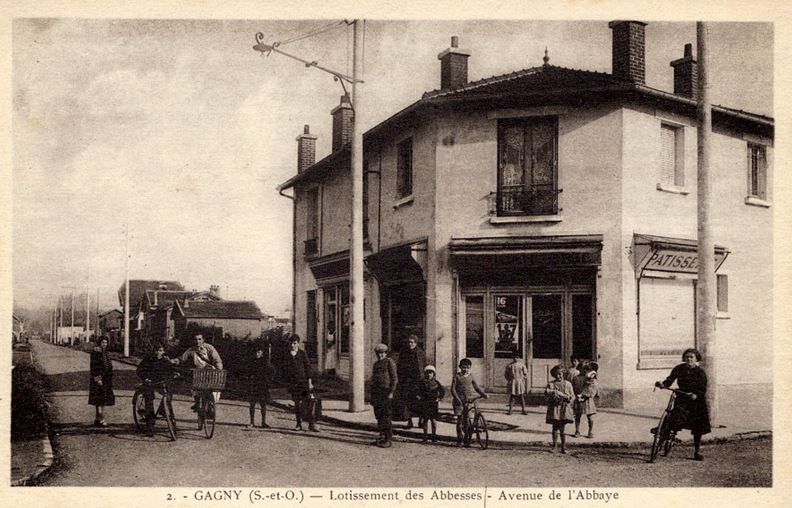
Avenue de l'Abbaye.
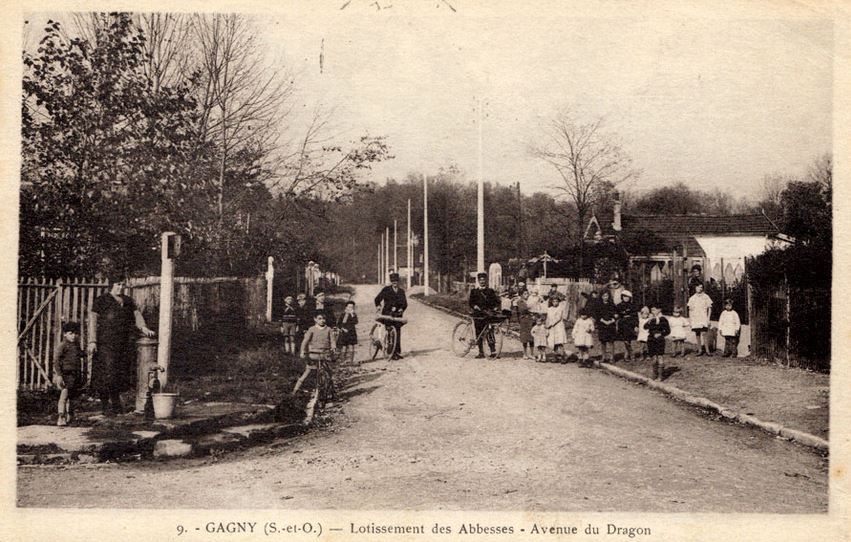
Le lotissement des Abesses.
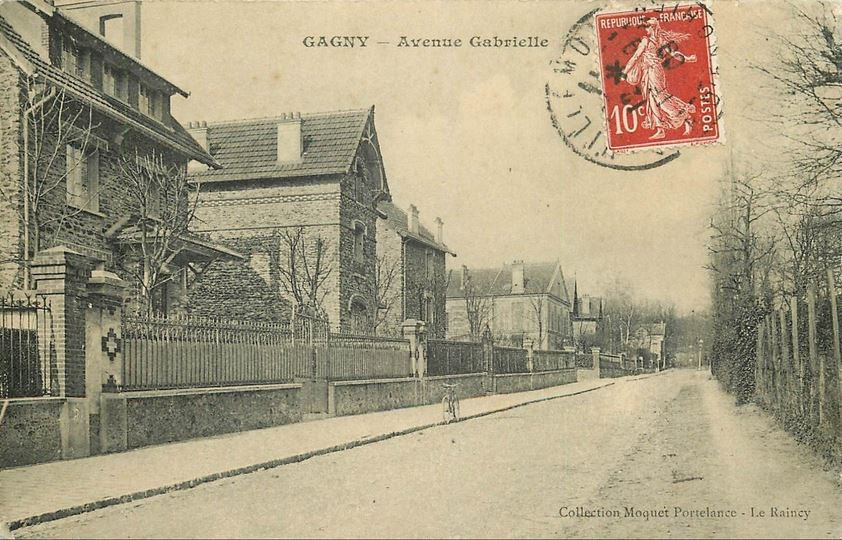
Avenue Gabrielle.
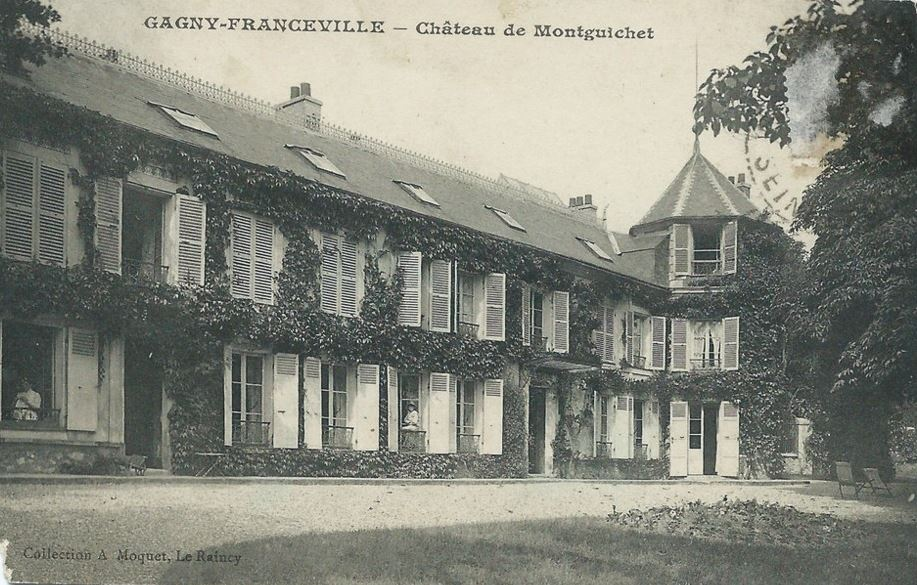
Château de Montguichet, à Gagny-Franceville
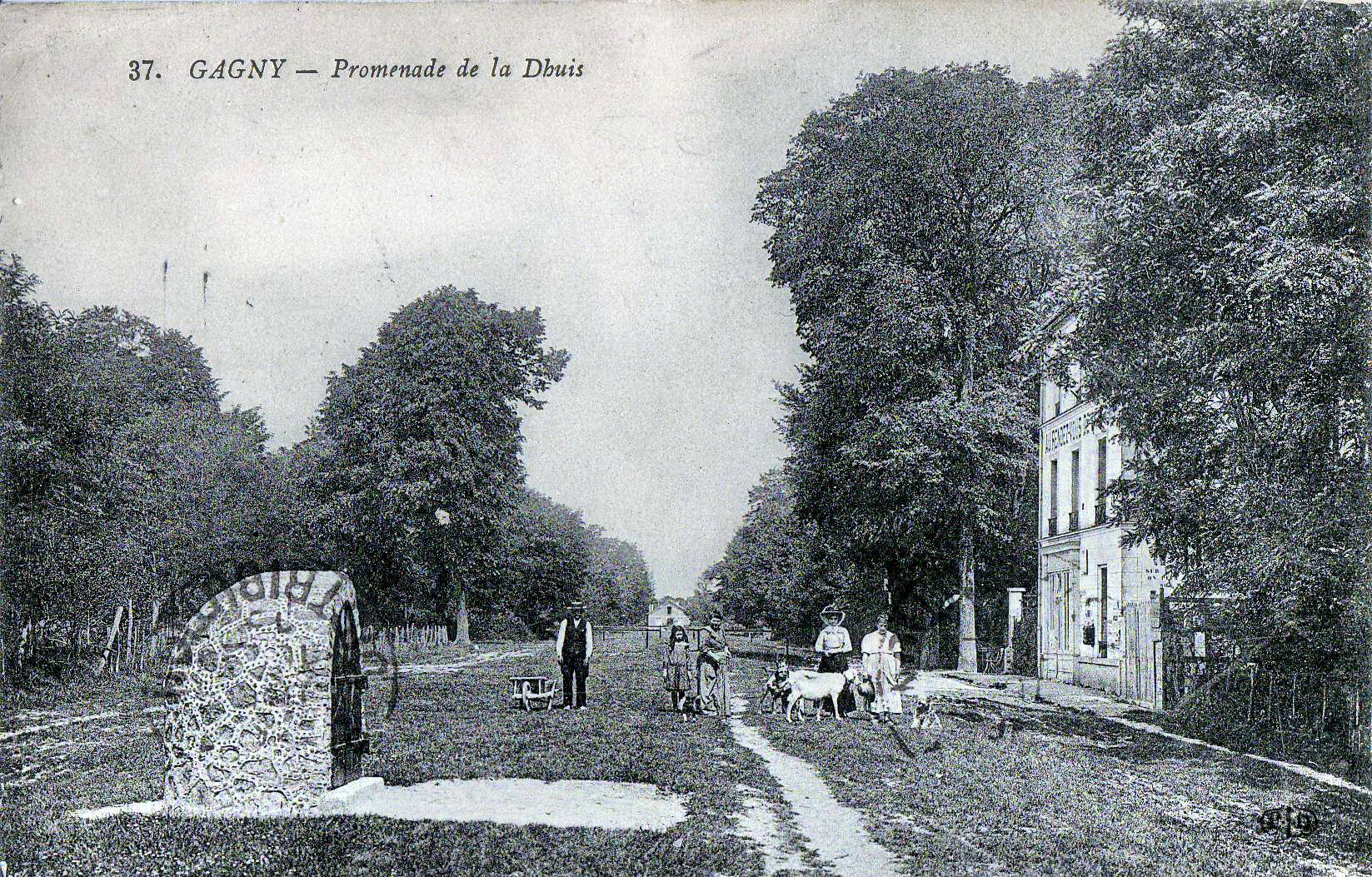
La promenade de la Dhuys.
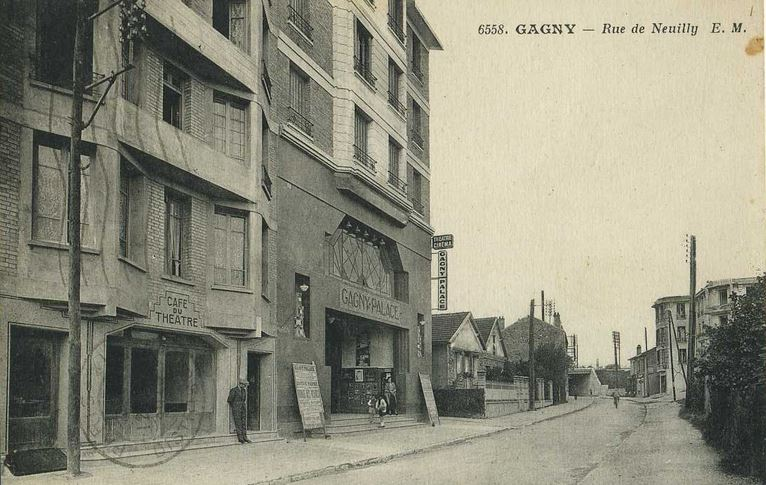
La rue de Neuilly.

#### Première Guerre mondiale

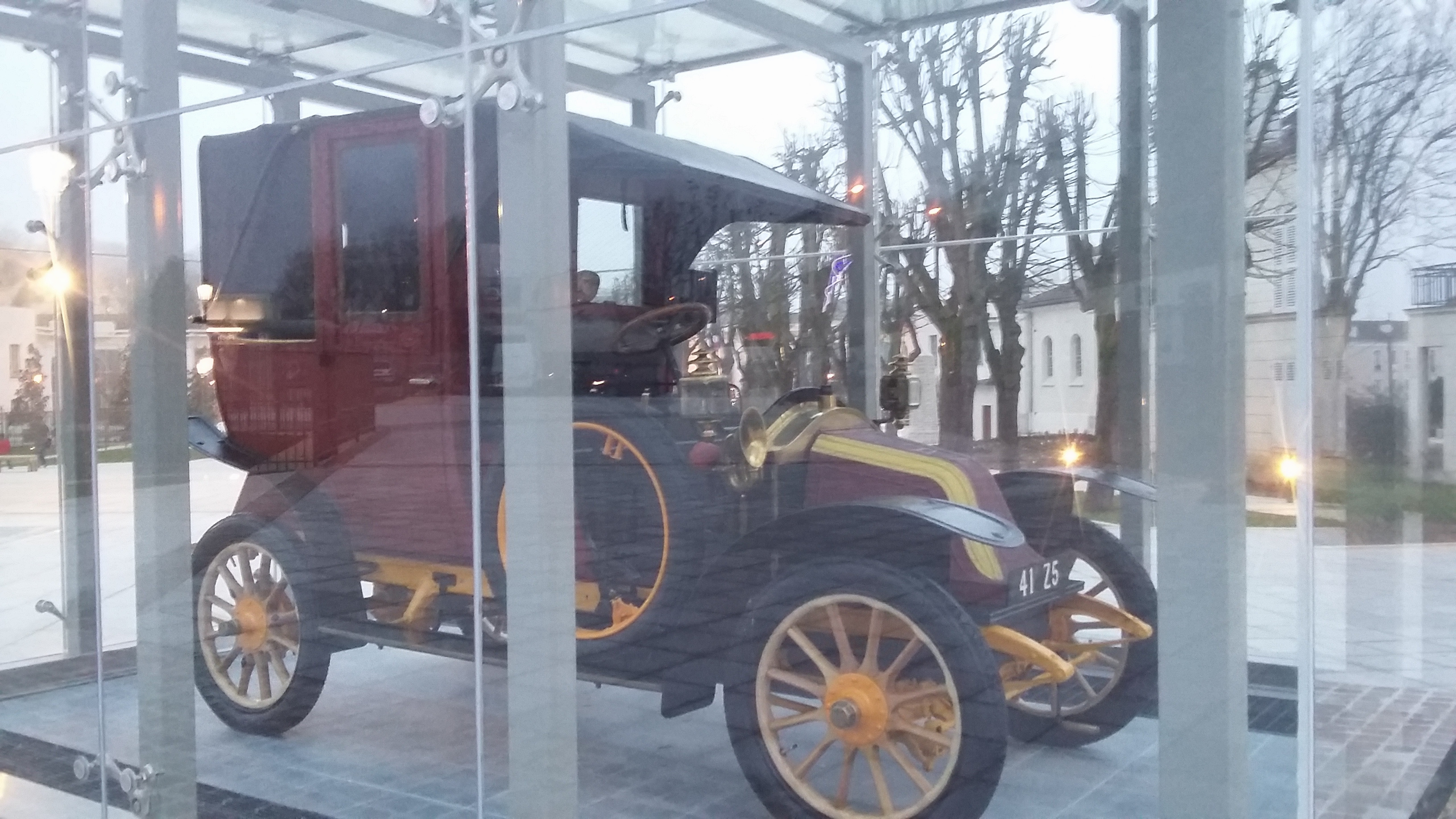
Le taxi de la Marne, Place Foch à Gagny

Épisode des taxis de la Marne : pendant la Première Guerre mondiale (1914-1918) les taxis réquisitionnés à Paris et sa banlieue sont rassemblés devant la mairie.et transportent les soldats jusqu'au front (à proximité de Nanteuil-le-Haudouin) pour repousser l'offensive allemande de la première bataille de la Marne. Un exemplaire du Taxi de la Marne acquis par la Ville est exposé en permanence sur la place Foch dans un écrin de verre.

#### Maison Blanche

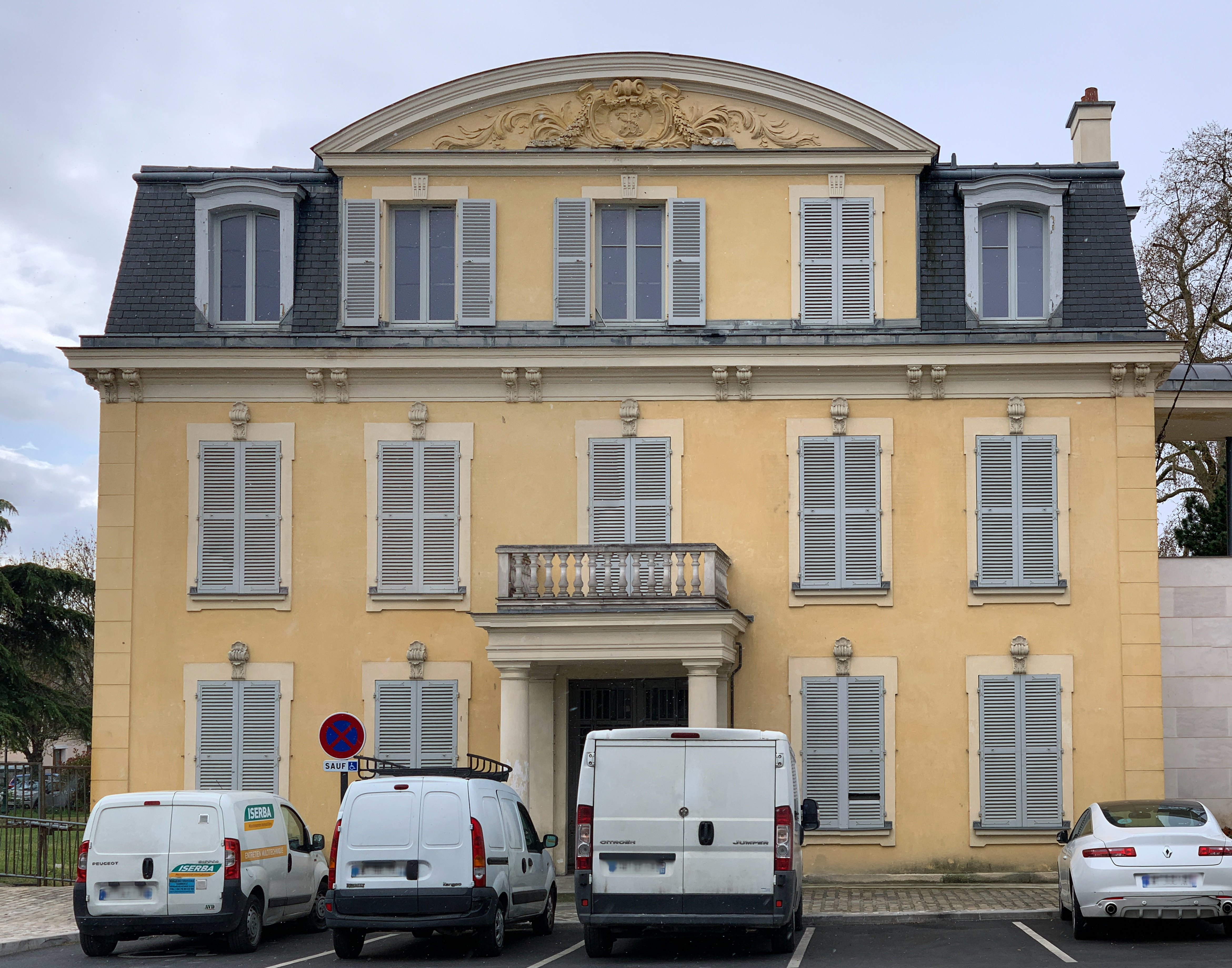
Château de Maison-Blanche.

Ce quartier, situé au sud de Gagny et à l'ouest de Chelles, possède au XIXe siècle un grand nombre de villas avec parc. Lors de la guerre franco-allemande de 1870, il est un haut lieu des combats du siège de Paris de 1870. On peut y voir un château restauré et un lac du même nom.

## Politique et administration

### Rattachements administratifs et électoraux
Rattachements administratifs
Jusqu’à la loi du 10 juillet 1964, la commune faisait partie du département de Seine-et-Oise. Le redécoupage des anciens départements de la Seine et de Seine-et-Oise fait que la commune appartient désormais à la Seine-Saint-Denis et à son arrondissement du Raincy après un transfert administratif effectif le 1er janvier 1968.
Elle faisait partie de 1801 à 1882 du canton de Gonesse, année où elle est intégrée au Canton du Raincy de Seine-et-Oise. Lors de la mise en place de la Seine-Saint-Denis, elle devient en 1967 le chef-lieu du canton de Gagny. Dans le cadre du redécoupage cantonal de 2014 en France, cette circonscription administrative territoriale a disparu, et le canton n'est plus qu'une circonscription électorale.
Rattachements électoraux
Pour les élections départementales, la commune fait partie depuis 2014 du canton de Gagny
Pour l'élection des députés, elle fait partie de la huitième circonscription de la Seine-Saint-Denis.

### Intercommunalité
Dans le cadre de la mise en œuvre de la volonté gouvernementale de favoriser le développement du centre de l'agglomération parisienne comme pôle mondial est créée, le 1er janvier 2016, la métropole du Grand Paris (MGP), dont la commune est membre.
Dans le cadre de la mise en place de la métropole du Grand Paris, la loi portant nouvelle organisation territoriale de la République du 7 août 2015 (Loi NOTRe) prévoit la création d'établissements publics territoriaux (EPT), qui regroupent l'ensemble des communes de la métropole à l'exception de Paris, et assurent des fonctions de proximité en matière de politique de la ville, d'équipements culturels, socioculturels, socio-éducatifs et sportifs, d'eau et assainissement, de gestion des déchets ménagers et d'action sociale.
La commune a donc également été intégrée le 1er janvier 2016 à l'établissement public territorial Grand Paris - Grand Est. Jusqu'à cette date, la commune n'était membre d'aucune intercommunalité.

### Tendances politiques et résultats
Lors du premier tour des élections municipales de 2014 dans la Seine-Saint-Denis, la liste UMP-UDI menée par le maire sortant Michel Teulet a obtenu la majorité absolue des suffrages exprimés, avec 6 840 voix (61,88 %, 32 conseillers municipaux élus), devançant très largement les listes menées respectivement par :

- Aurélien Berthou  (EELV-PS-PCF, 3 245 voix, 29,35 %, 6 conseillers municipaux élus) ;

- Jean-François Thevenot  (DVG) 968 voix, 8,75 %, 1 conseiller municipal élu).

Lors de ce scrutin, 49,06 % des électeurs se sont abstenus.
Lors du premier tour des élections municipales de 2020 dans la Seine-Saint-Denis, la liste  LR - SL menée par le maire sortant Rolin Cranoly — qui a succédé à Michel Teulet en 2019 après son décès — a obtenu la majorité absolue des suffrages exprimés, avec 4 452 voix (58,51 %, 31 conseillers municipaux élus, dont 1 métropolitain), devançant très largement les listes menées respectivement par, :

- Guillaume Fournier  (DVD, 1 875 voix, 24,64 %, 5 conseillers municipaux élus) ;

- Lydia Hornn (PRG - EÉLV - GRS - LFI - PCF - PS - G·s, 1 281 voix, 16,83 %, 3 conseillers municipaux élus.

Lors de ce scrutin marqué par la pandémie de Covid-19 en France, 64,01 % des électeurs se sont abstenus.

### Administration municipale
Compte tenu de l'importance de la population de la commune, le conseil municipal  est composé de 39 élus, dont le maire et ses adjoints.

### Jumelages
La commune est jumelée avec :
- Minden (Allemagne) depuis 1975 ;
- Charlottenburg-Wilmersdorf (Allemagne) depuis 1995. Arrondissement de Berlin ;
- Tavarnelle Val di Pesa (Italie) depuis 1967 ;
- Sutton (Royaume-Uni) depuis 1974 (borough de Londres) ;
- Gladsaxe (Danemark) depuis 1975 ;
- Apeldoorn (commune) (Pays-Bas) depuis 1995 ;

## Équipements et services publics

### Espaces publics
En plus des grands espaces verts de la commune (cf section Patrimoine naturel), les rues, carrefours, platebandes, parterres, terre-pleins sont ornés de plus de 3500 arbres, 25000 plantes annuelles, 13000 plantes bisannuelles, 80000 bulbes, 560 plantes vivaces.
En 2002, la ville de Gagny s'est vu décerner le label « 4 fleurs » par le Conseil National de Villes et Villages Fleuris (CNVVF),.
Par la suite, des réalisations de structures végétales ont fait la réputation de la ville:
- en 2010, Jurassic Park: T.Rex, diplodocus, tricératops, mammouths et autres animaux préhistoriques, ainsi que des champignons géants ont envahi les rues de la ville.

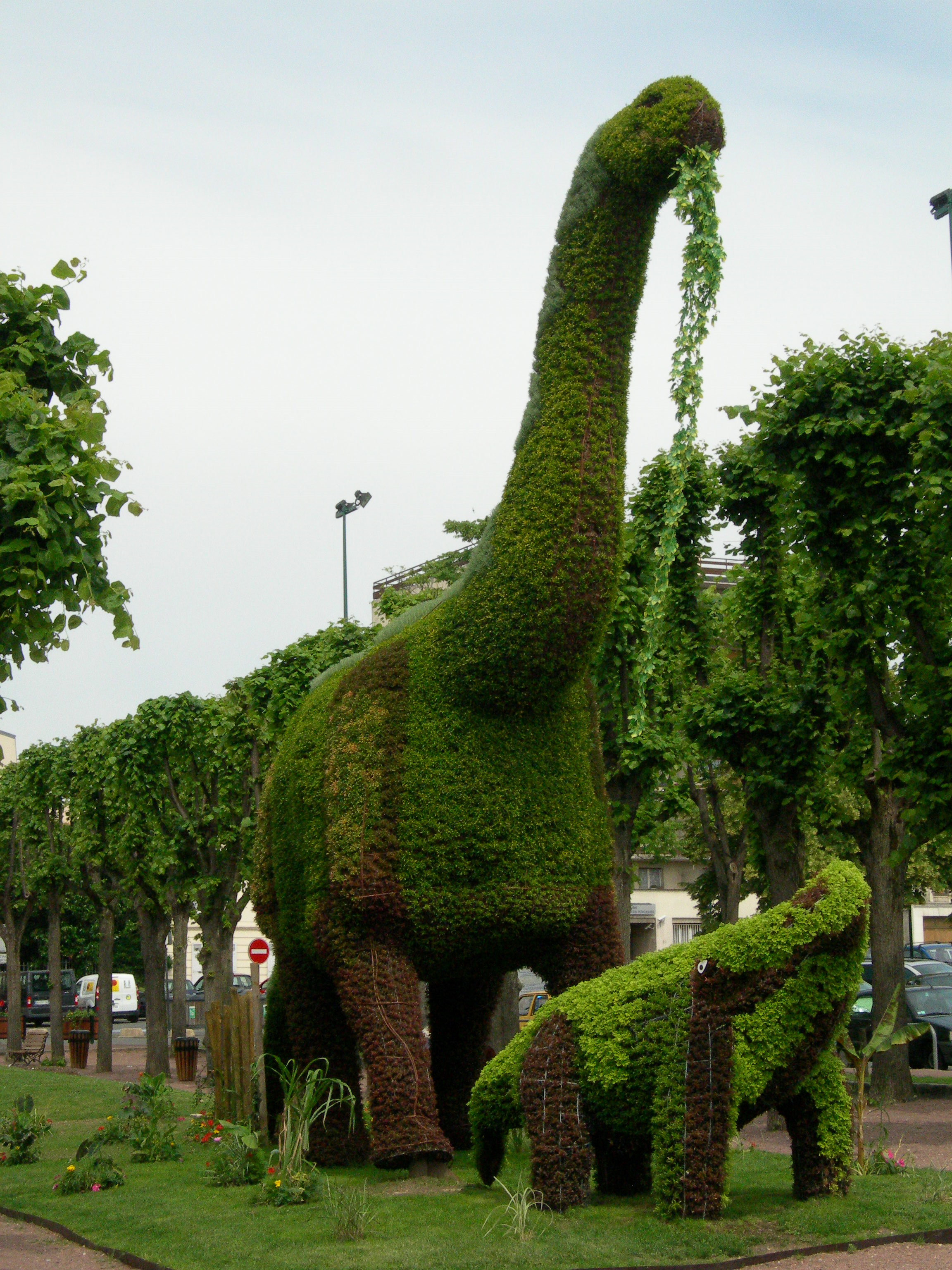
Diplodocus
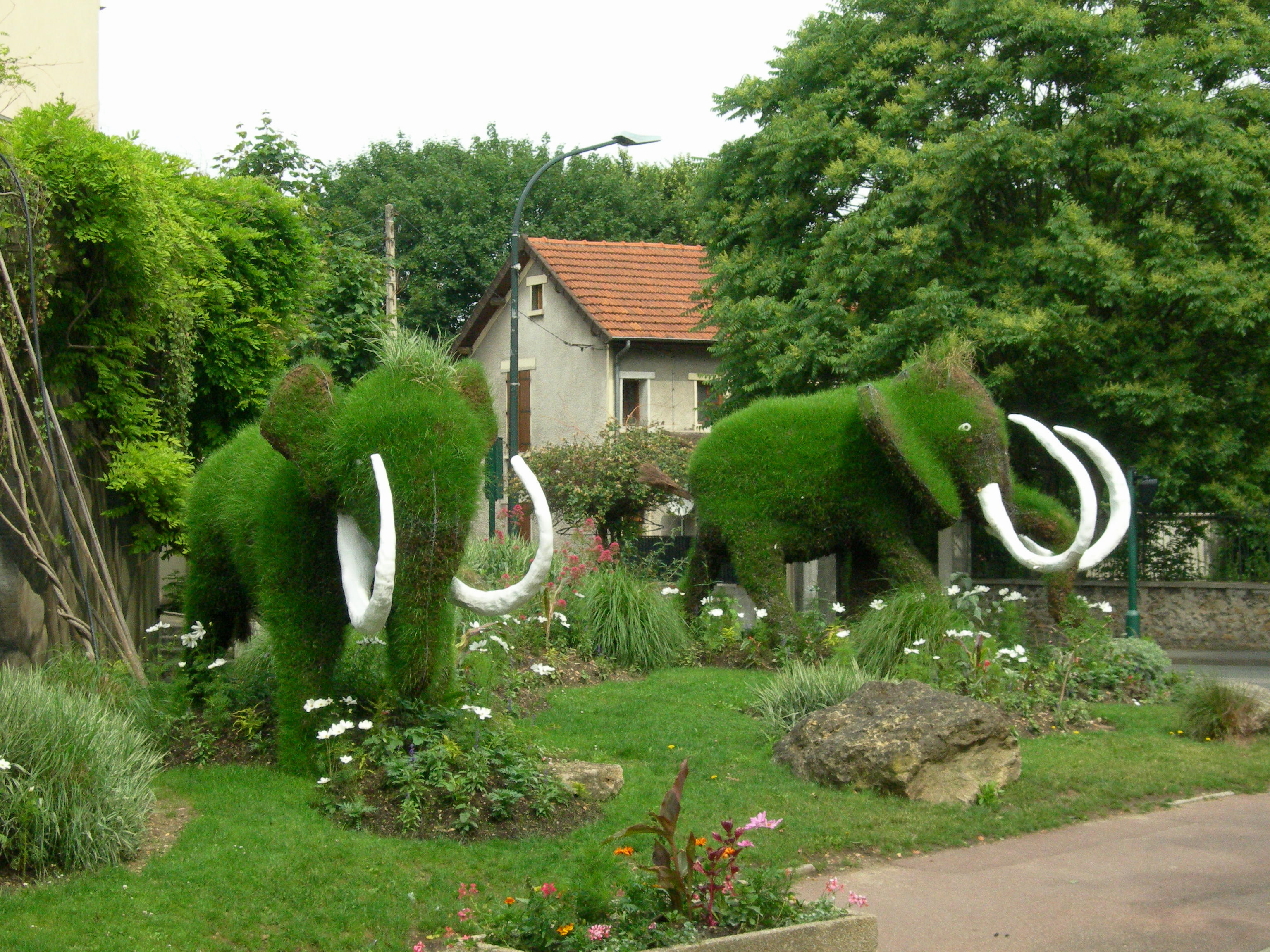
Mammouths
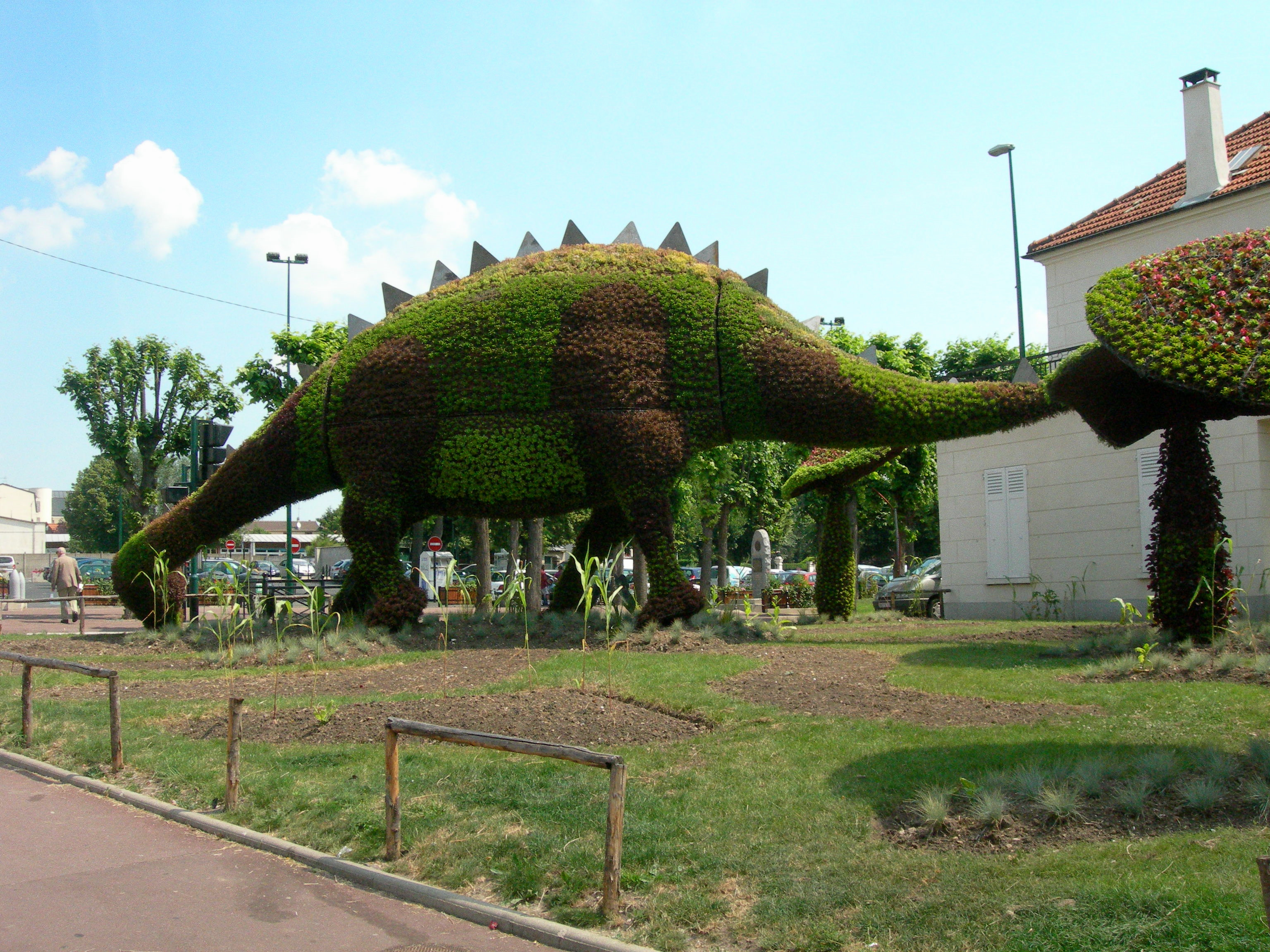
Stégosaure
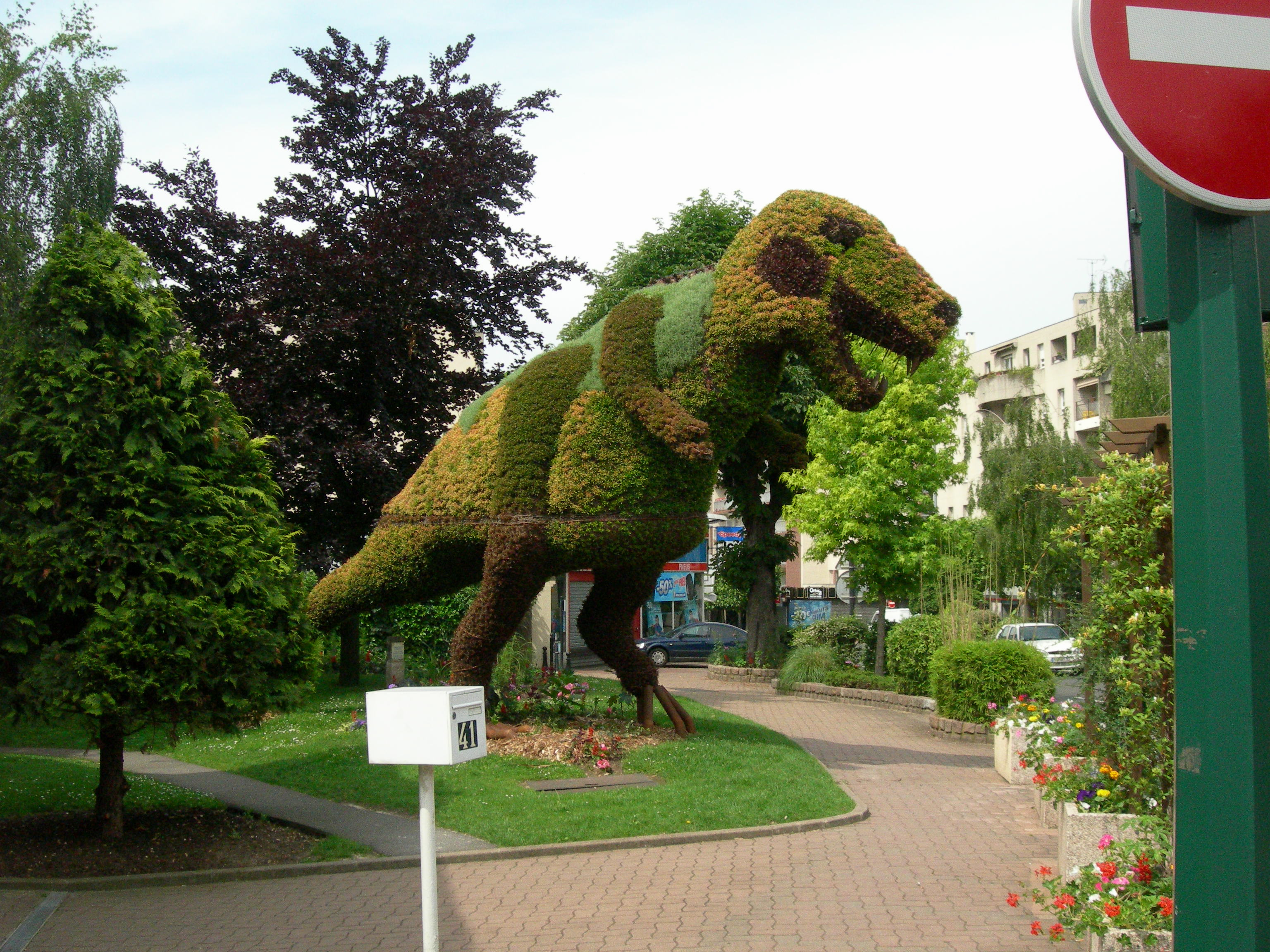
T-Rex
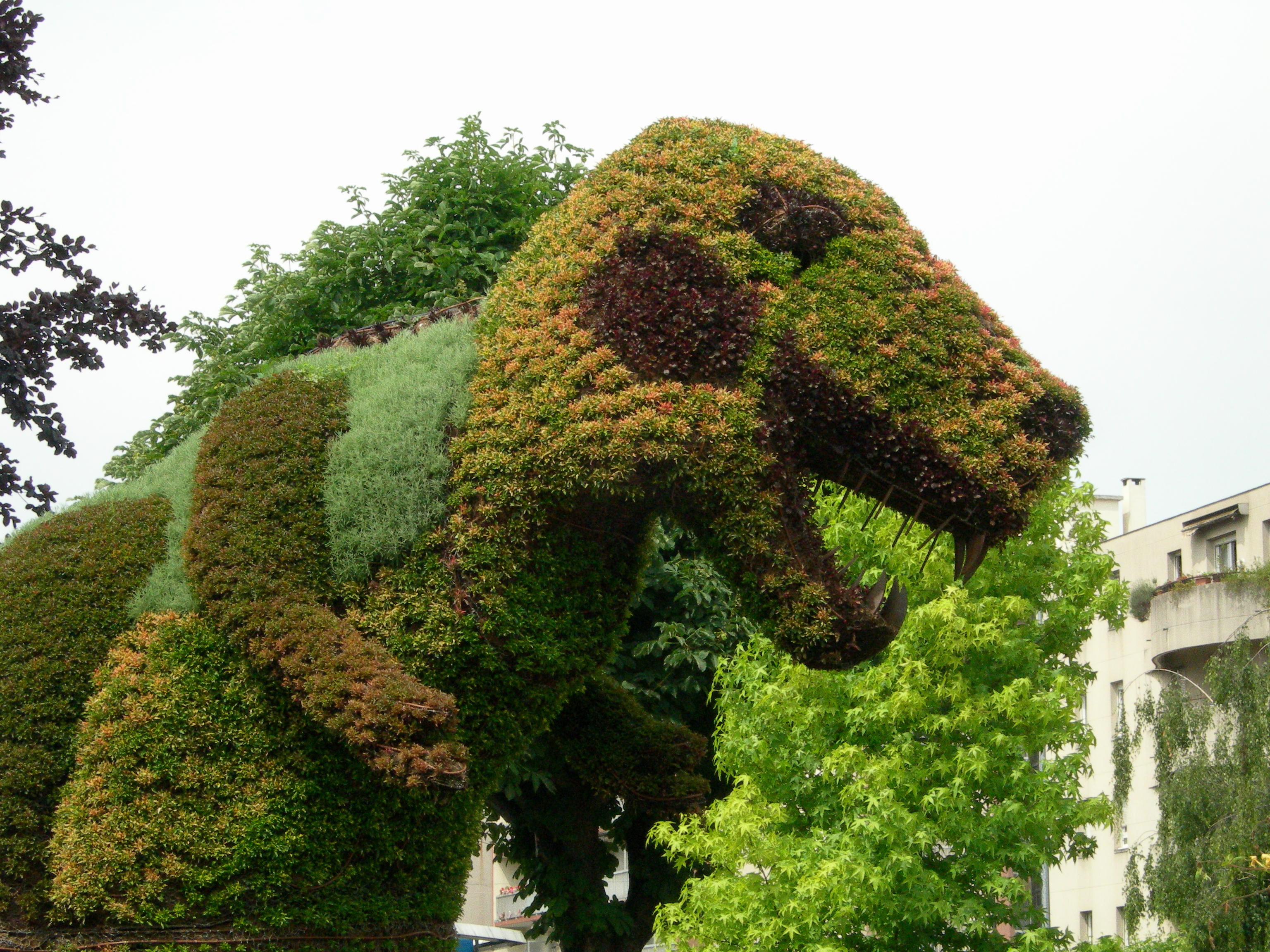
T-Rex
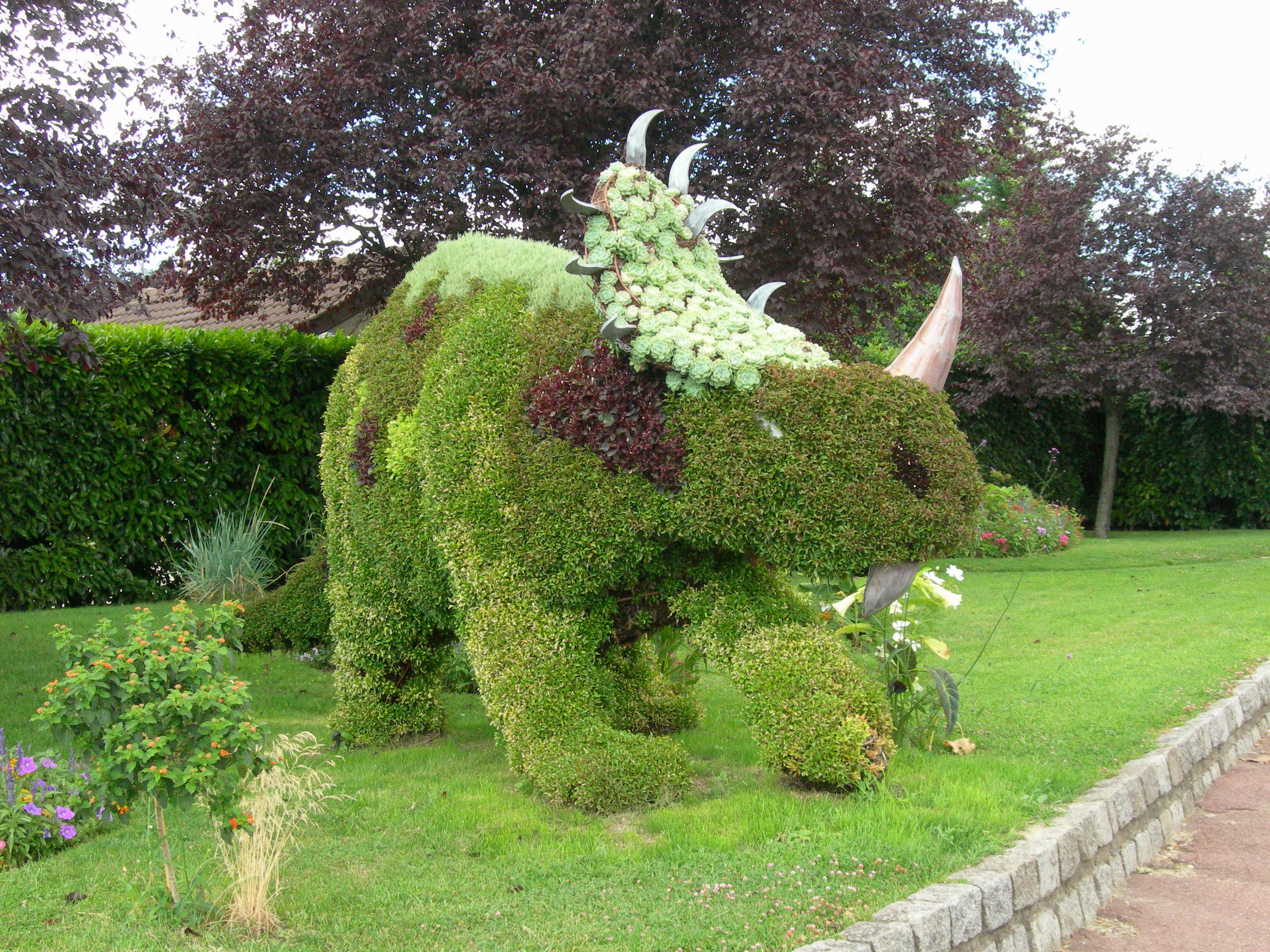
Tricératops

- en 2013, 16 Tableaux de maîtres ont été reproduit sous forme de chevalets végétaux[42].

- en 2014, également sous forme de chevalets, ce sont des monuments et sites (Tour Eiffel, Pont du Gard, Arc de Triomphe[43], Falaises d'Étretat) qui sont présentés[44].

- en 2018, les Fables fleuries de La Fontaine ont égayé les parterres[45].

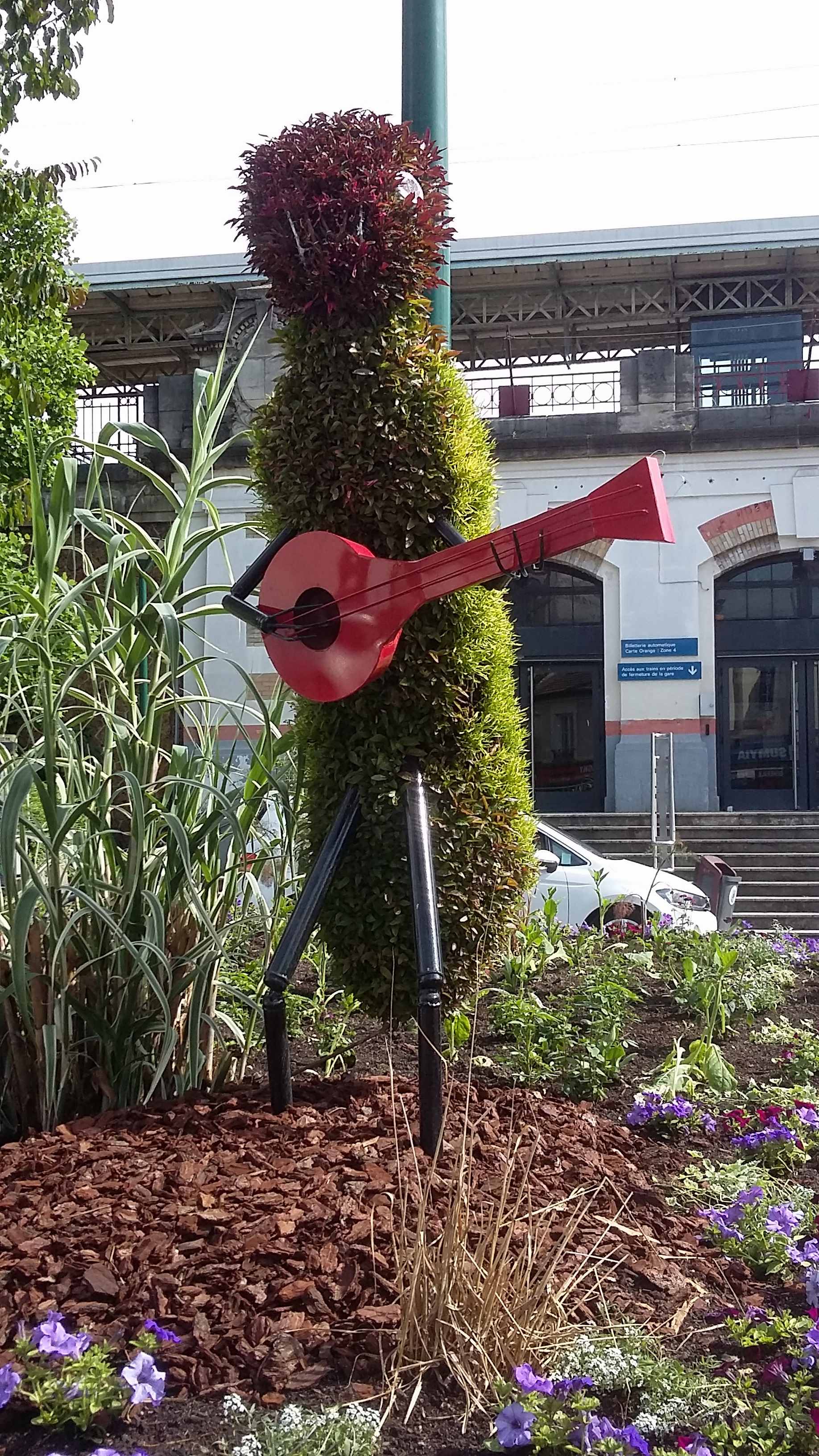
La cigale
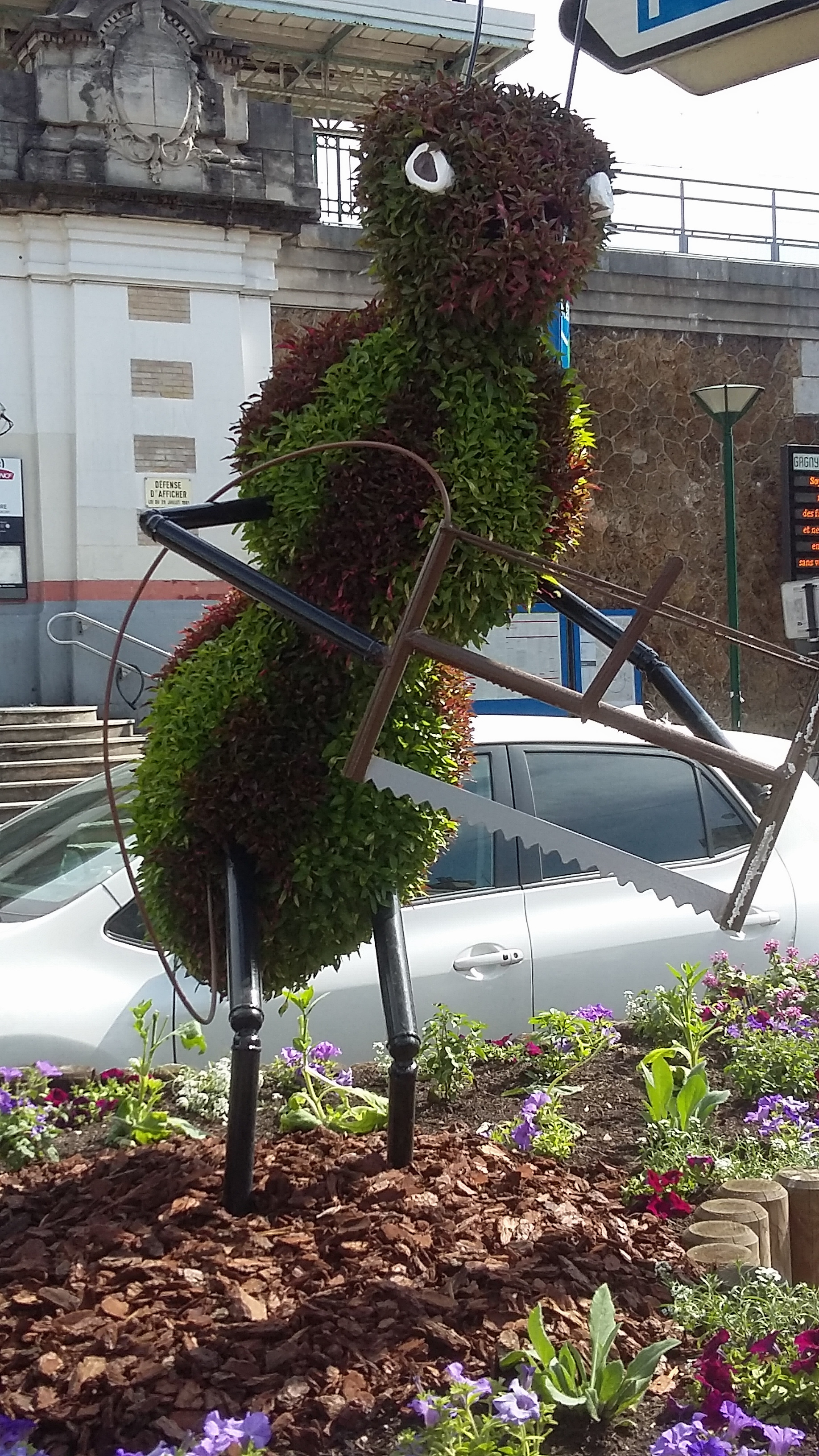
et la fourmi
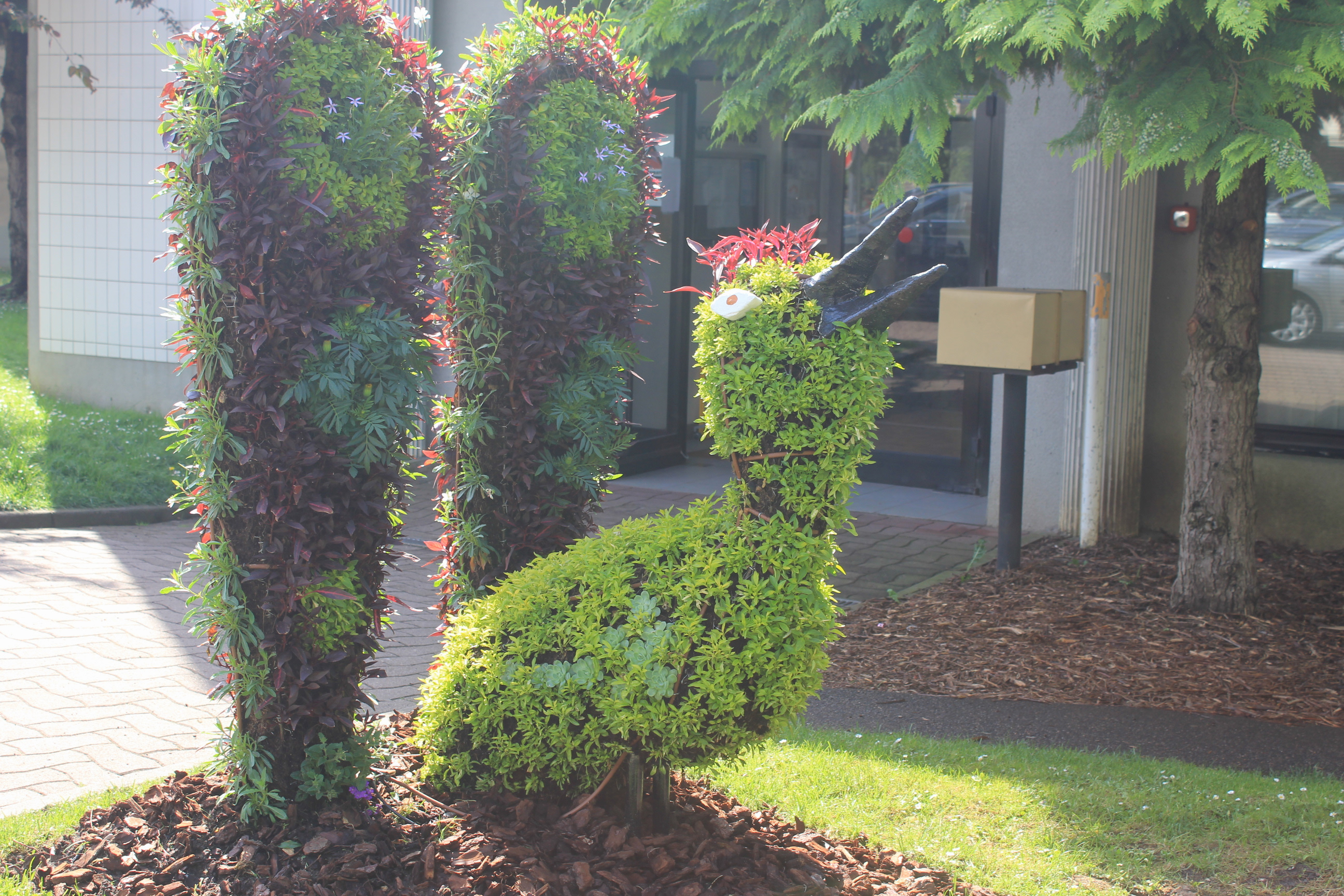
Le geai paré
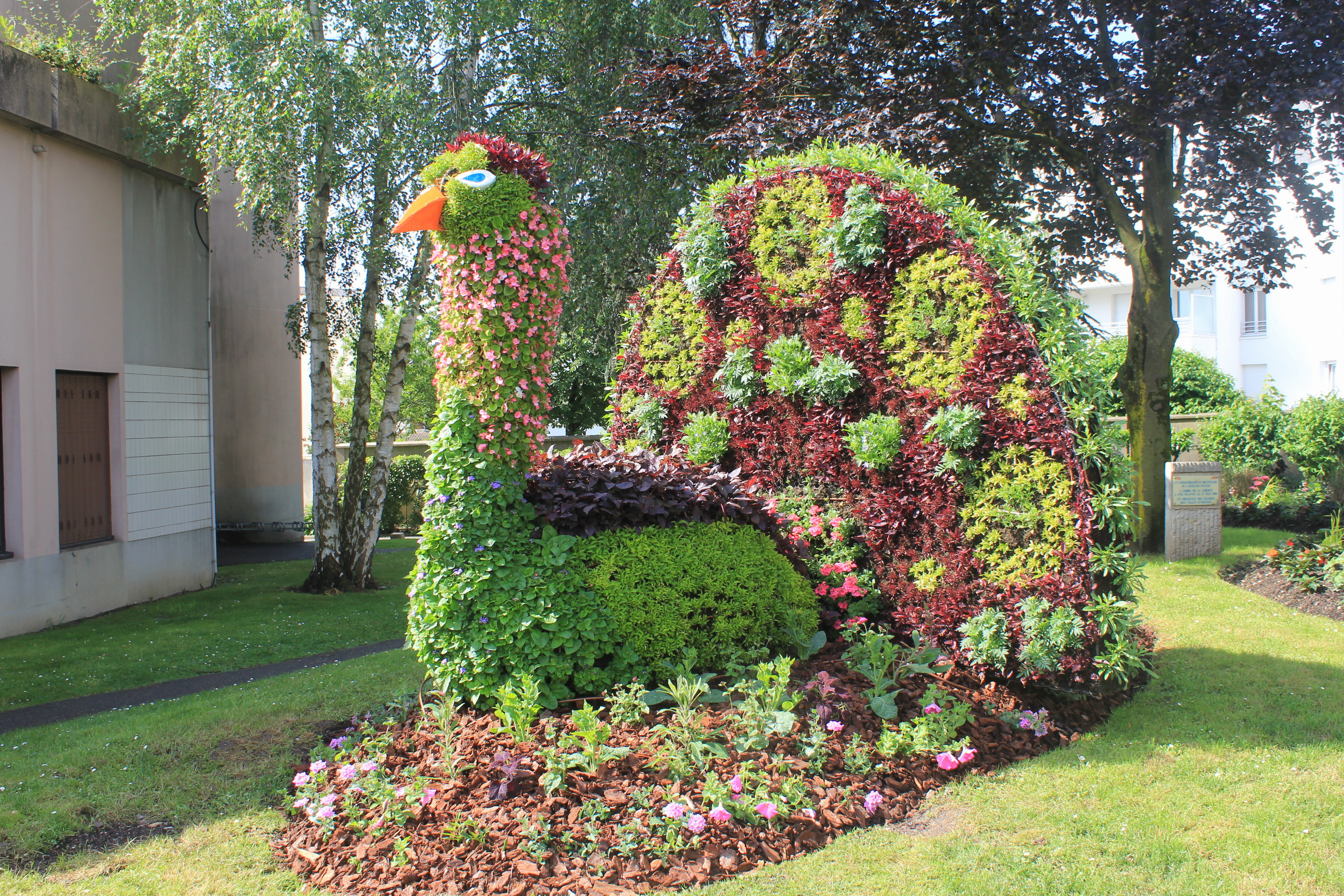
des plumes du paon
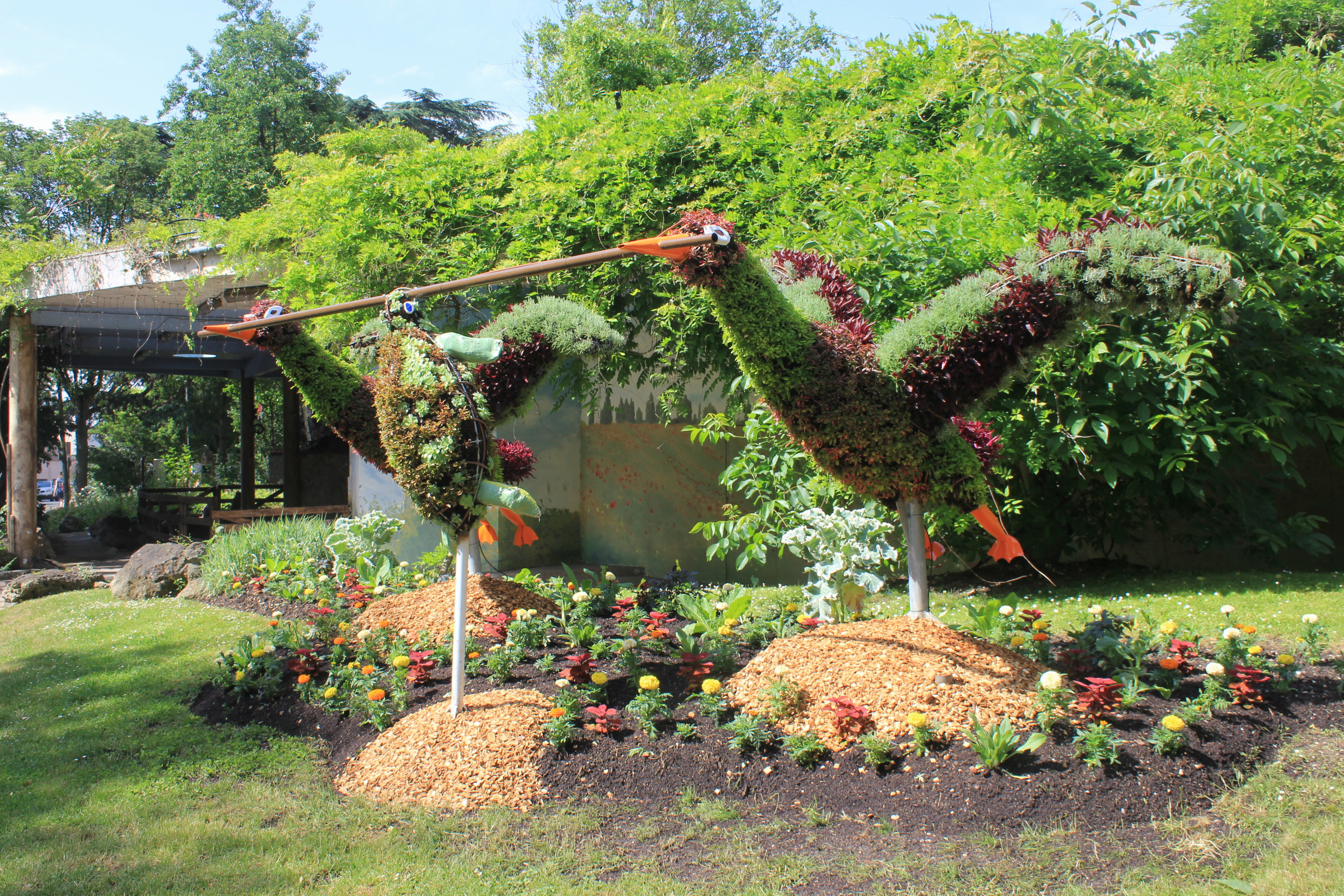
La Tortue et les Deux Canards
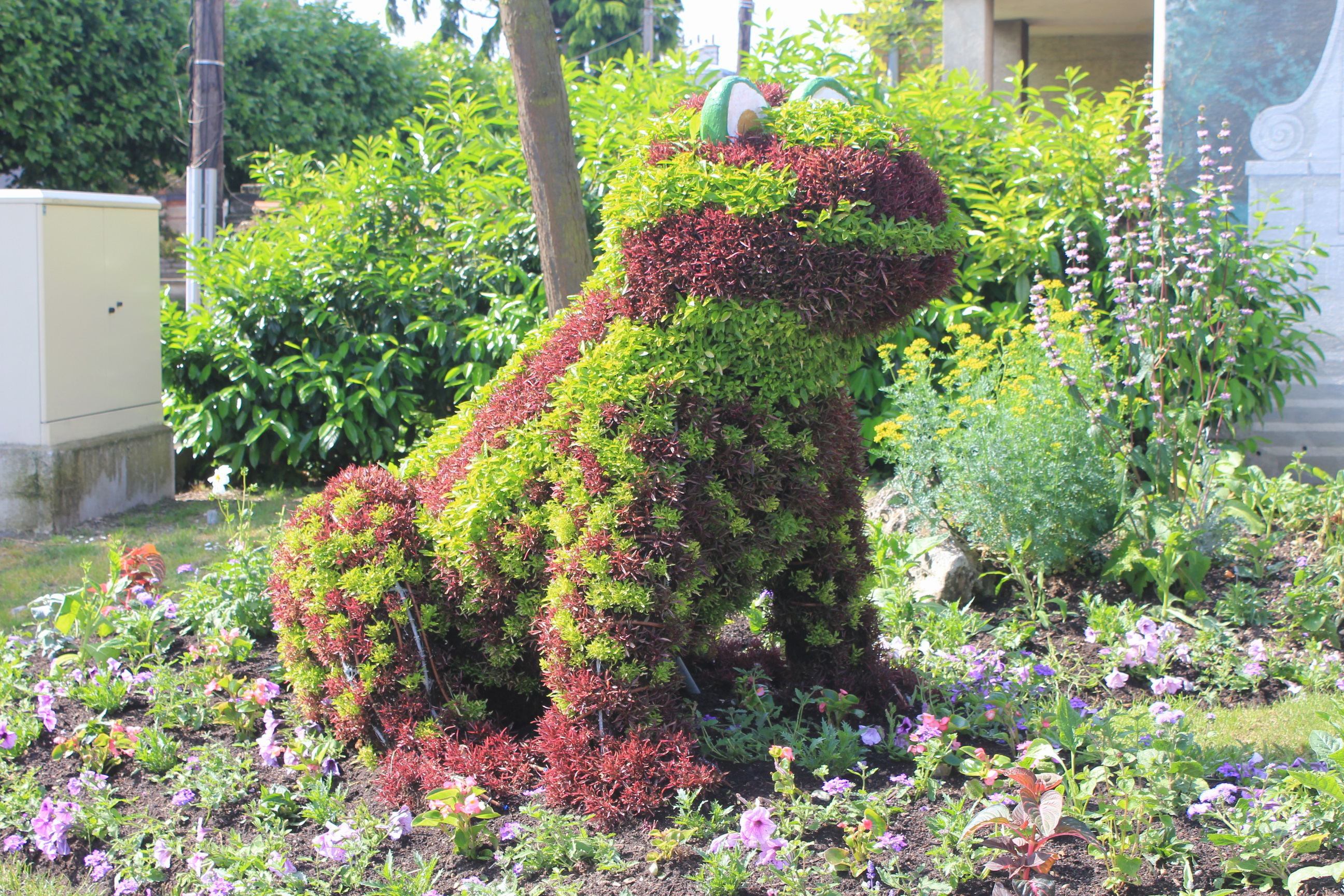
La grenouille qui voulait être
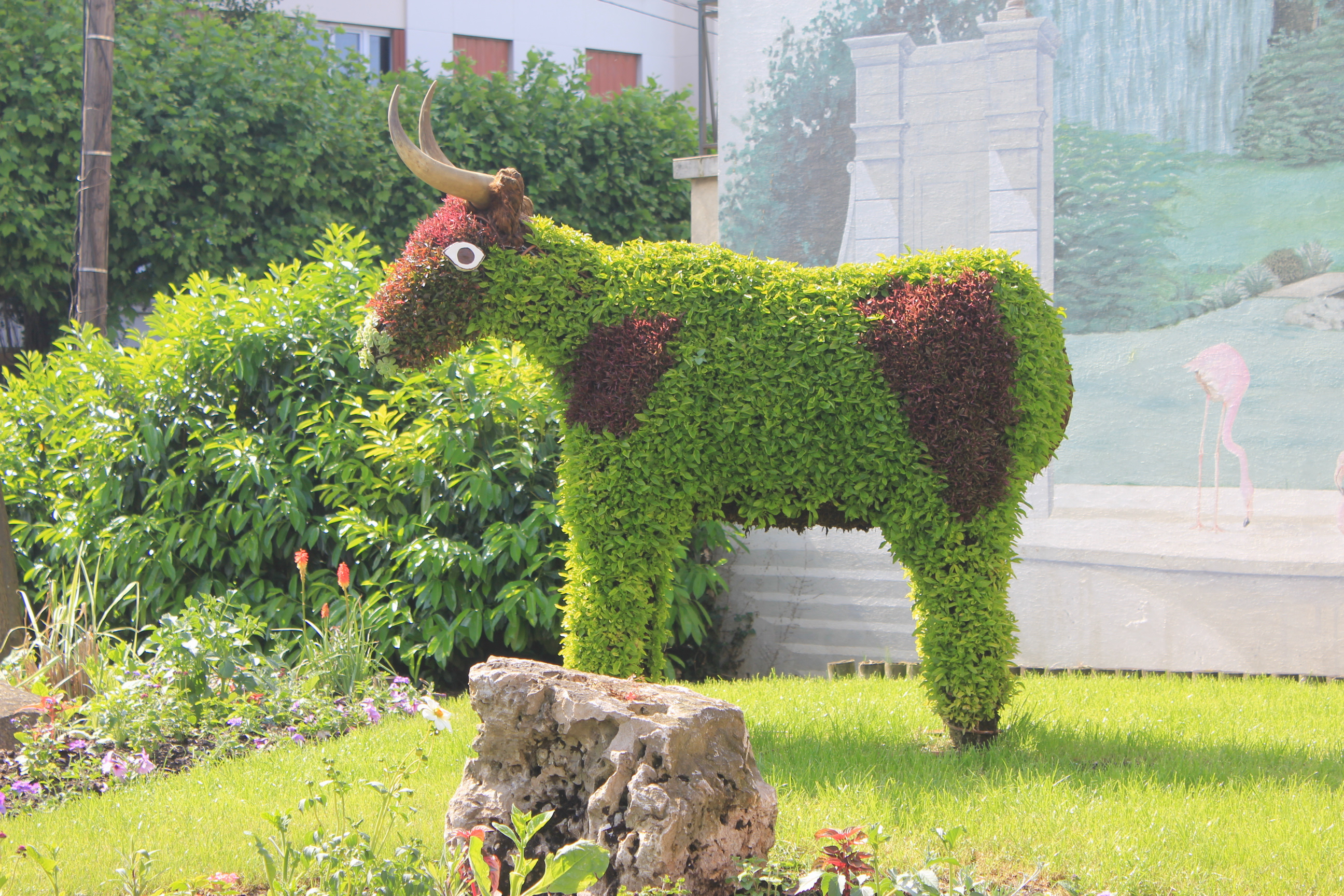
aussi grosse que le boeuf

En 2018, le jury national des Villes et Villages Fleuris a confirmé le label « 4 fleurs » et récompensé la ville en lui attribuant la « Fleur d'Or ».
Après leur retrait, les structures métalliques des dinosaures de 2010 ont été installées sur la colline du Bois de l'Etoile.

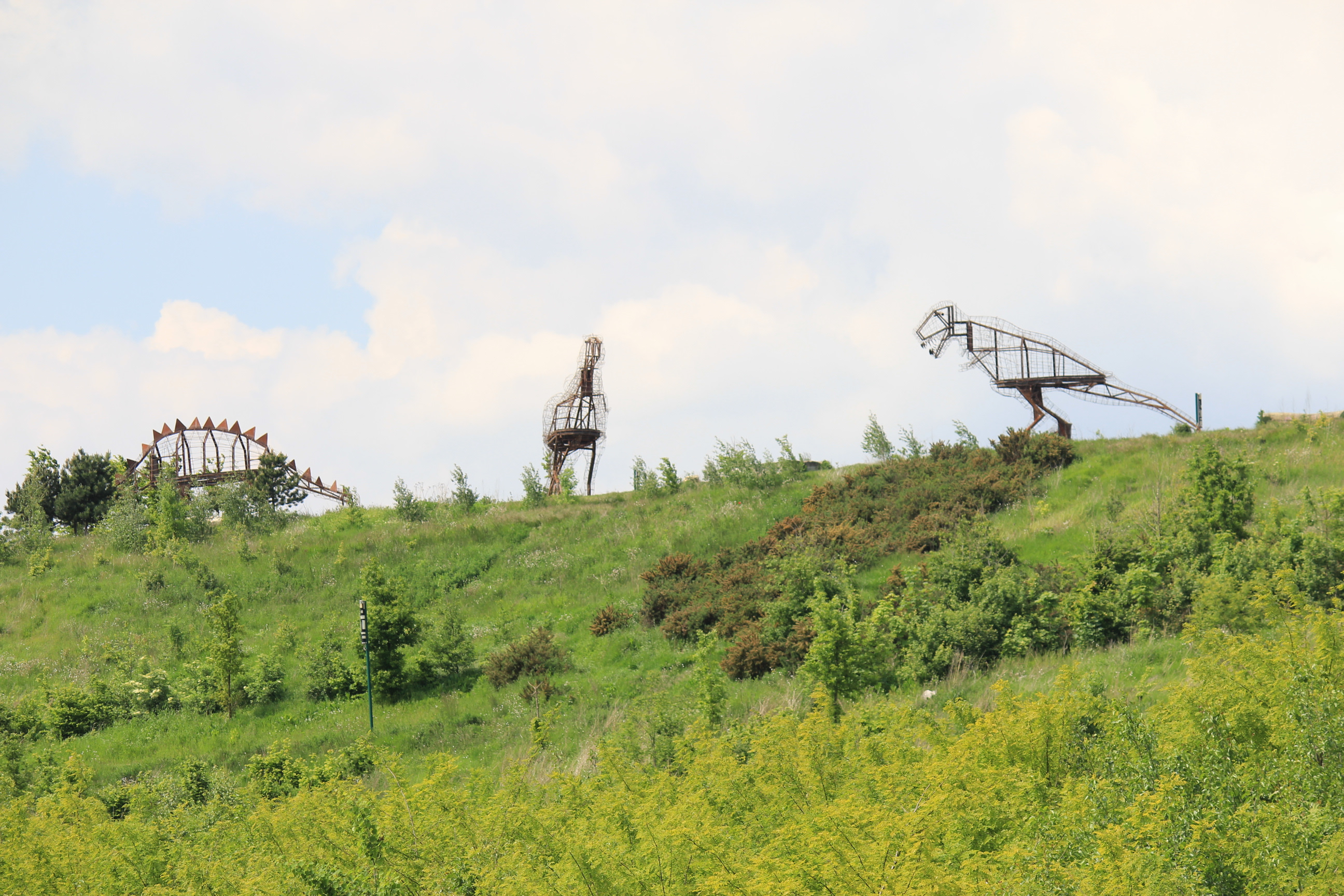
Dinosaures du Bois de l'Etoile
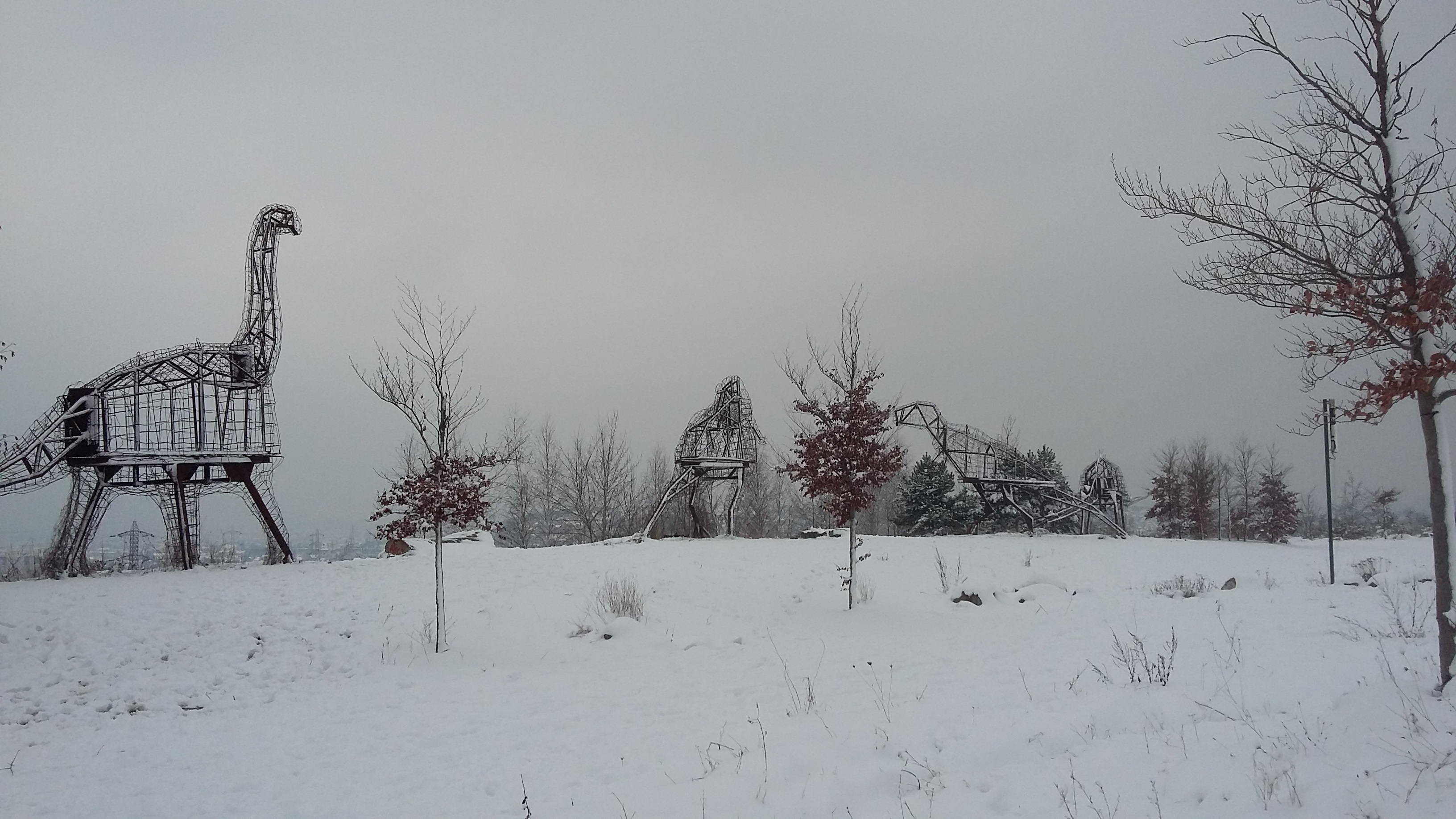
Dinosaures dans la neige

Au fil des années certaines d'entre elles, ainsi que celles des fables refont des apparitions dans les espaces du centre-ville et d'autres structures végétales ont été réalisées dont entre autres, le taxi de la Marne, symbole de la ville qui est réinstallé régulièrement, la girafe au milieu du rond-point des Villes Jumelées, la pieuvre devant le conservatoire, la girafe et le mammouth devant l'église Saint-Germain.

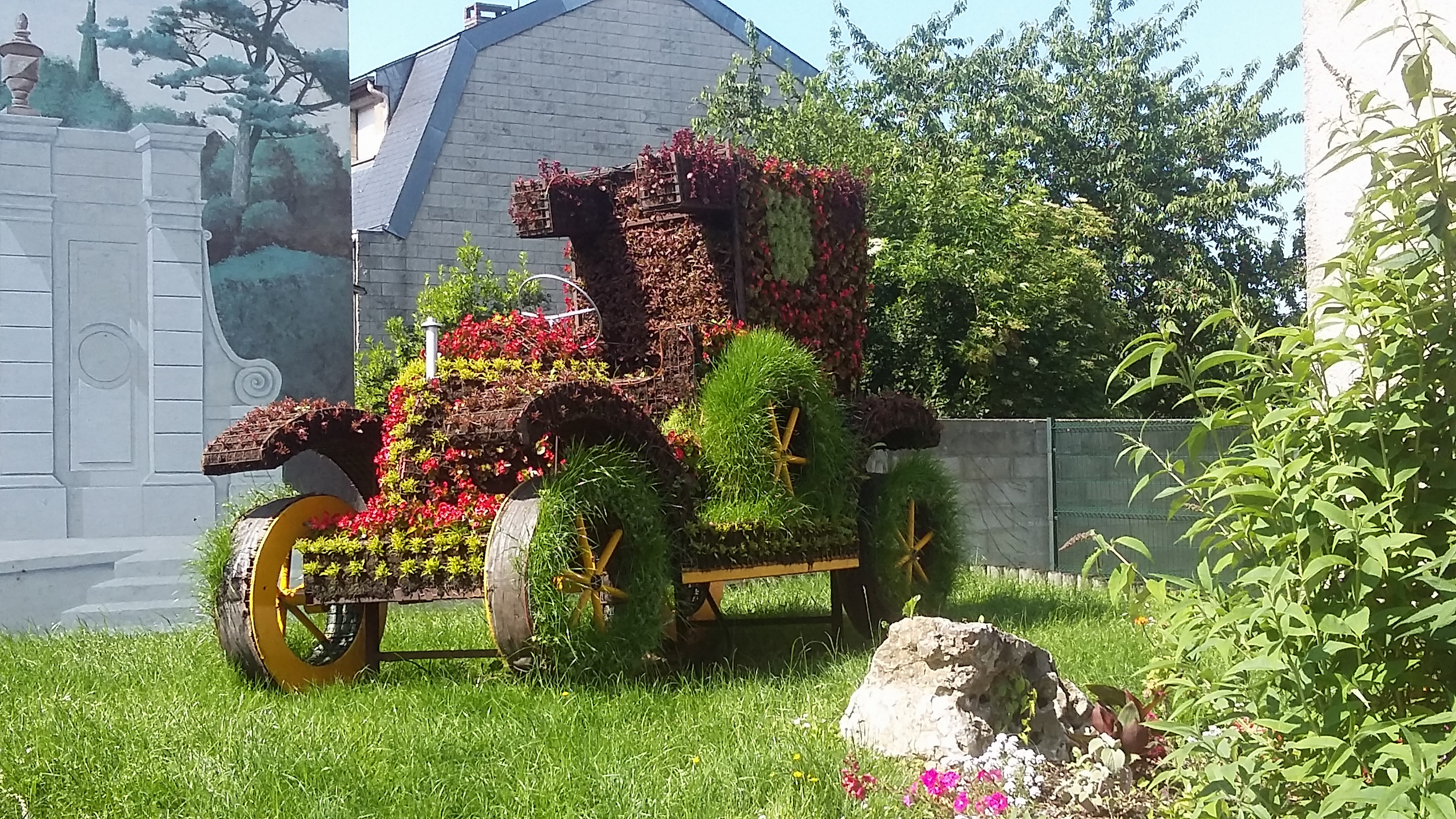
Taxi de la Marne 2019
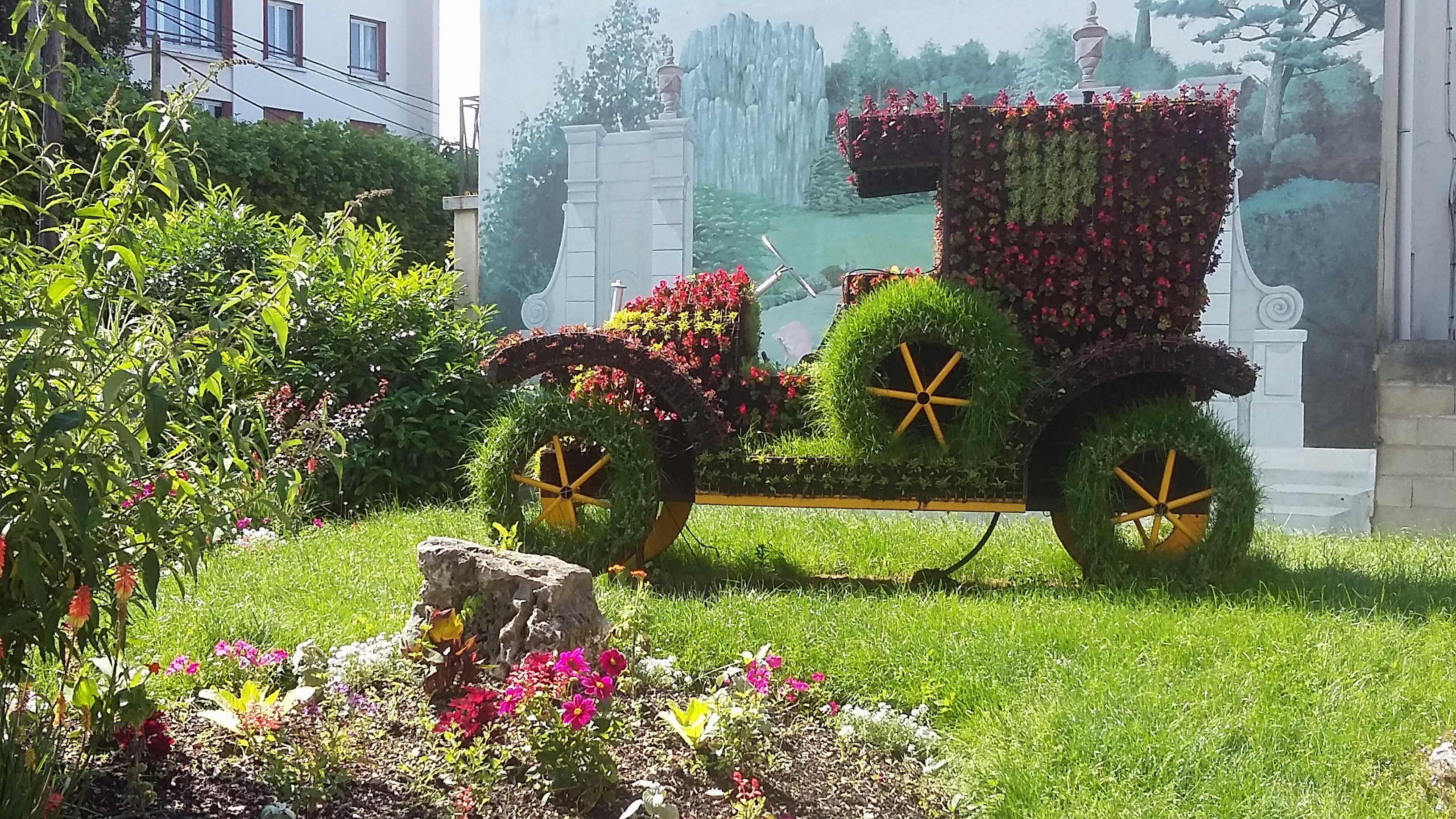
Taxi de la Marne 2019
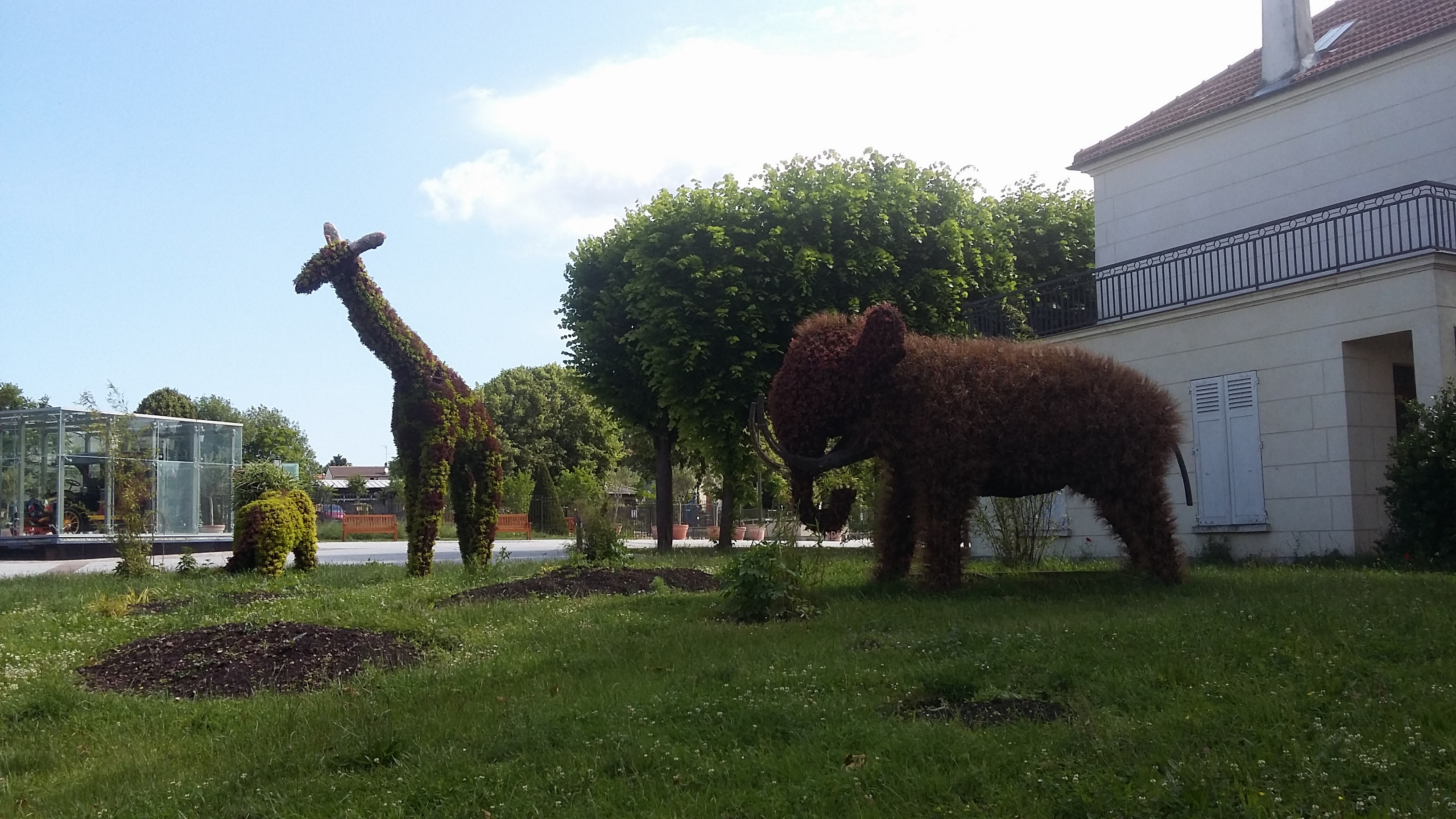
Lion girafe et éléphant 2019
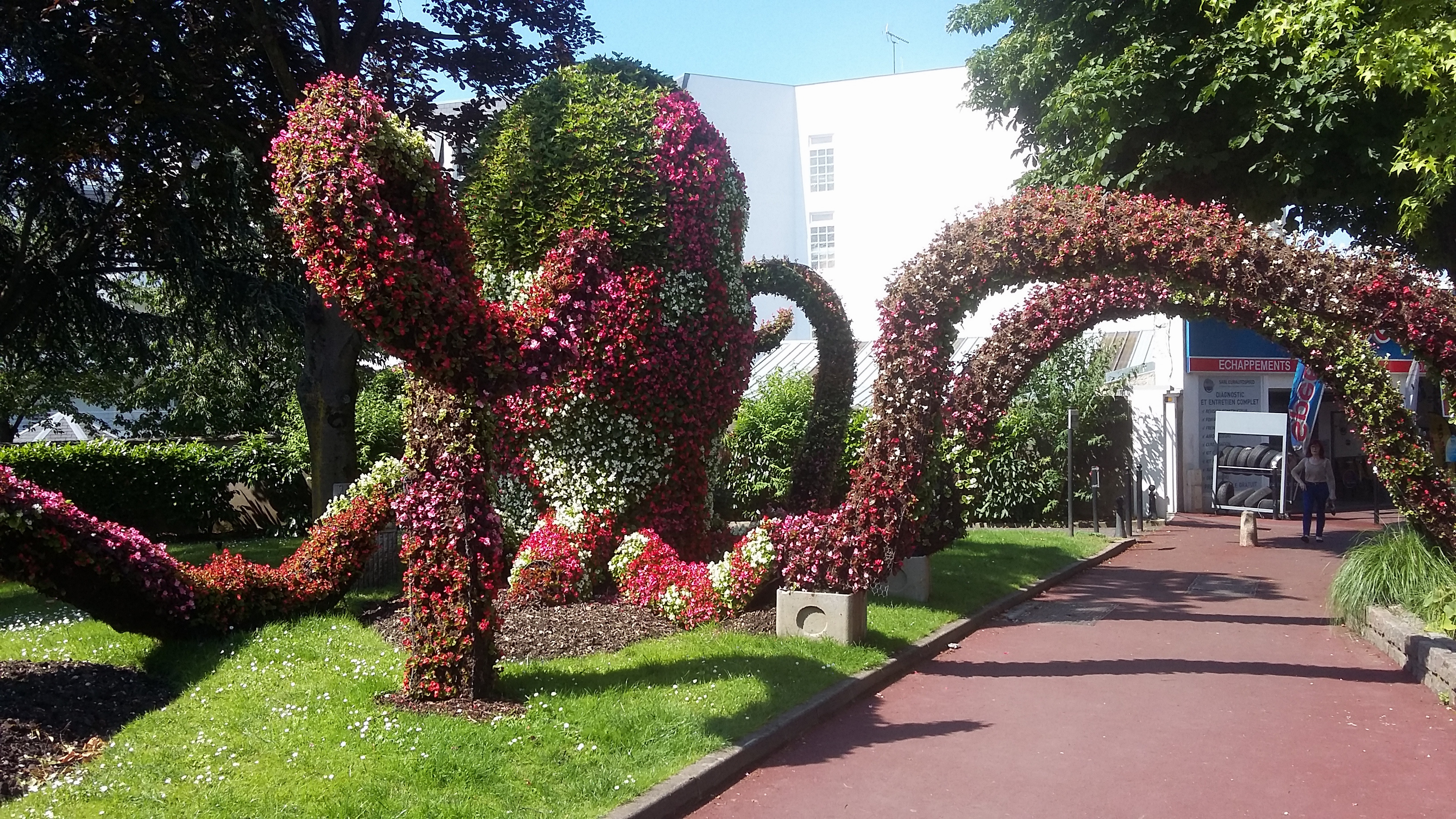
Octopussy, la pieuvre 2019
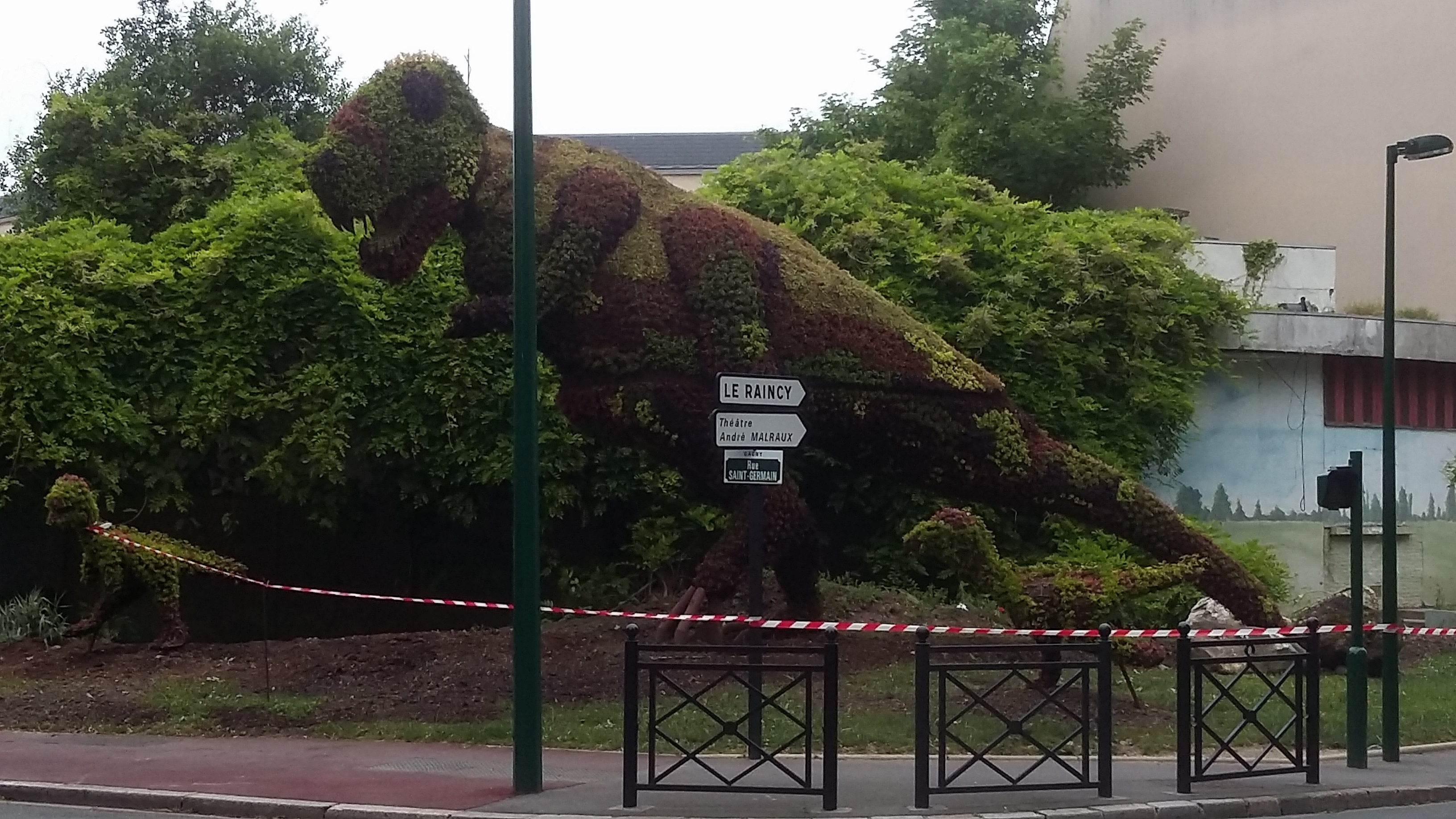
Le T-Rex 2019

### Enseignement

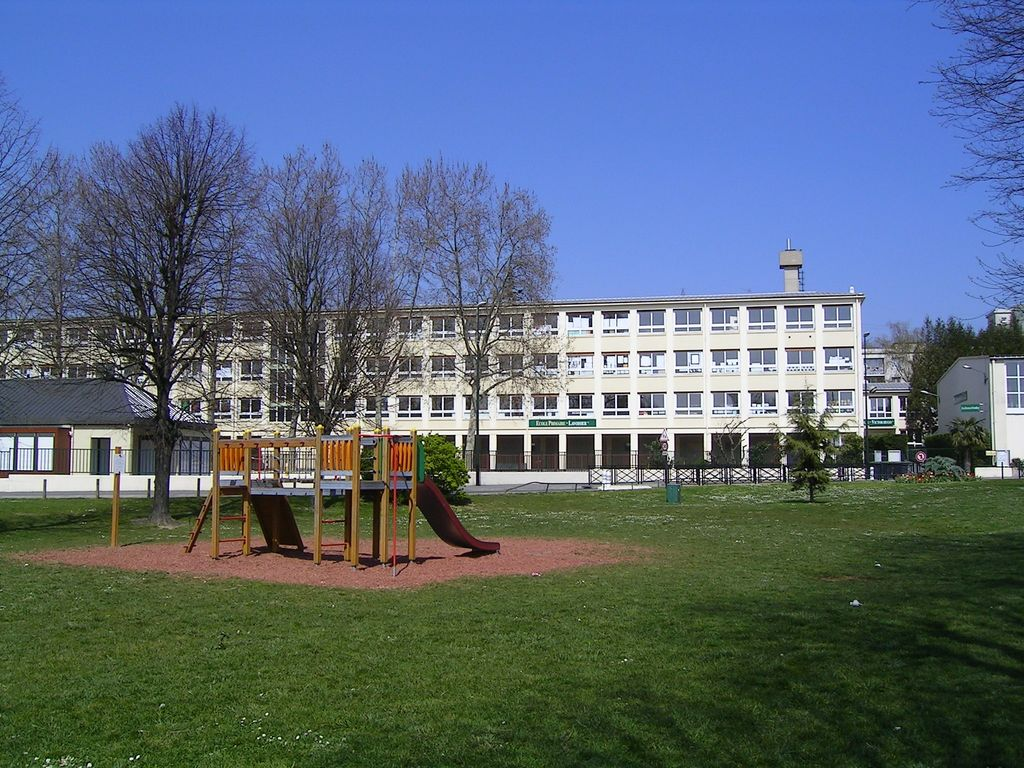
L'école primaire Lavoisier.

Gagny dispose des écoles maternelles suivantes : 
- École La Fontaine[49]
- École Louis-Pasteur[50]
- École Jules-Ferry[51]
- École Lamartine[52]
- École Victor-Hugo[53]
- École Émile-Cote[54]
- École Louise-Michel[55]
- École Blaise-Pascal[56]
- École Michel-Montaigne[57]
- École Merkaz Hatorah (Privé)[58]
- École Sainte Jeanne d'Arc (Privé)[59]

Les écoles primaires sont :
- École Antoine de Saint-Exupéry[60]
- École Blaise Pascal[61]
- École Émile Cote[62]
- École Lavoisier[63]
- École Victor Hugo[64]
- École Paul Laguesse[65]
- École Louis Pasteur[66]
- École Charles Péguy[67]
- École Marius Morin[68]
- École Merkaz Hatorah (Privé)[58]
- École Sainte Jeanne d'Arc (Privé)[59]

Les collèges de Gagny sont les suivants : 
- Collège Madame-de-Sévigné[70],[Note 6]
- Collège Pablo-Neruda[71]
- Collège Théodore-Monod[72]
- Collège Merkaz Hatorah (Privé)[58]

Les lycées suivants se trouvent à Gagny :
- Lycée Gustave-Eiffel[74]
- Lycée Professionnel Jean-Baptiste-Clément[75]
- Lycée Merkaz Hatorah (Privé)[58]

### Équipements culturels

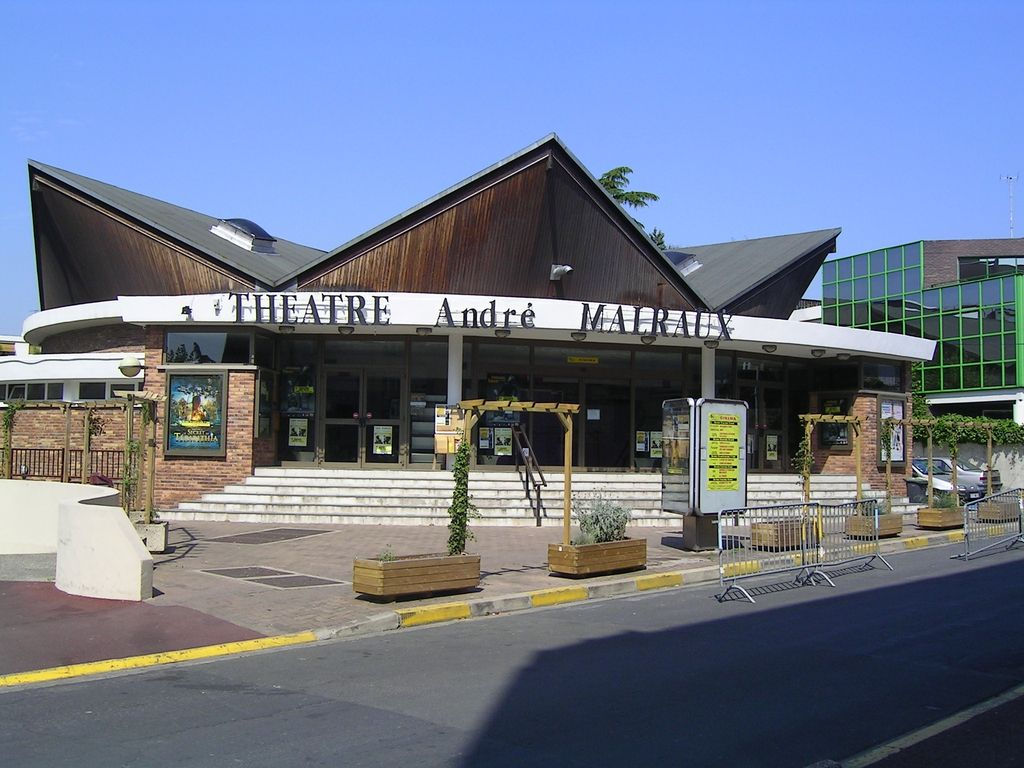
Théâtre et cinéma André-Malraux.

La ville met à la disposition de ses habitants quatre espaces culturels, qui offrent de nombreux spectacles tout au long de l'année:
- la bibliothèque médiathèque municipale Georges Perec[76].
- le conservatoire à rayonnement communal François-Joseph Gossec [77].
- le théâtre municipal André-Malraux[78].
- le cinéma municipal André-Malraux[79].

### Équipements sportifs
Pour la pratique des activités sportives la commune dispose des équipements suivants:
- Stade omnisports Jean Bouin[80]: deux terrains de football, une piste d'athlétisme (400m/8couloirs), sautoirs en longueur, hauteur et perche, aires de lancer du poids, disque et javelot, et deux salles de sports.
- Stade de l'Est[81]: terrain en sable pour le sport scolaire et la pratique du football.
- Complexe sportif Arena Léon-Yves Bohain[82]: conçue pour accueillir toutes sortes d'événements (sports, spectacles, expositions, congrès...), c'est la plus grande salle de l’Est Parisien.
- Complexe sportif Alain Mimoun[83]: 3 salles omnisports (volley, basket, badminton, tennis de table, danse, taekwondo).
- Gymnase Bernard Vérité[84]: salle omnisports (handball, basket-ball,volley-ball).
- Gymnase Camille Muffat[85].
- Gymnase Jules ferry[86]: sport scolaire.
- Gymnase Lamartine[87]: sport scolaire et tennis de table.
- Gymnase Marcel Cerdan[88]: salle omnisports (handball, basket-ball, tennis).
- Gymnase Victor Hugo[89]: gymnastique.
- Salle de sports Ecole Pasteur[90]: une salle de gymnastique (sport scolaire, gym volontaire, expression corporelle) et une salle pour la pratique de l’aïkido.
- Piscine[91]: bassin sportif (25 mètres/6 couloirs), bassin ludique, pataugeoire, plateau cardio-musculation, espace détente-balnéo, espace modelage, espace extérieur.
- Tennis Club[92]: 2 courts extérieurs en dur, 2 courts couverts en sol synthétique, 2 courts couverts en terre battue et 1 mur d’entraînement.
- Skate park[93].
- Pas de tir à l'arc[94].
- Parcours sportif du parc Courbet[95].
- Boulodrome du Sentier des Petits Clos[96].
- Boulodrome du Chénay[97].

### Santé
Depuis les années 1950, Gagny dispose d'une maison de retraite nommée "La Cerisaie". La commune compte également  un centre municipal de santé, deux centres de Protection Maternelle et Infantile (PMI), un centre de radiologie et deux laboratoires d’analyses médicales. En 2006, la commune comptait 22 médecins généralistes, 21 médecins spécialistes, 16 auxiliaires médicaux et 13 pharmacies. La ville est rattachée à l’hôpital intercommunal de Montfermeil.

## Population et société

### Démographie
L'évolution du nombre d'habitants est connue à travers les recensements de la population effectués dans la commune depuis 1793. Pour les communes de plus de 10 000 habitants les recensements ont lieu chaque année à la suite d'une enquête par sondage auprès d'un échantillon d'adresses représentant 8 % de leurs logements, contrairement aux autres communes qui ont un recensement réel tous les cinq ans,.

En 2022, la commune comptait 40 790 habitants, en évolution de +4,19 % par rapport à 2016 (Seine-Saint-Denis : +4,67 %, France hors Mayotte : +2,11 %).
| 1793 | 1800 | 1806 | 1821 | 1831 | 1836 | 1841 | 1846 | 1851  |
| ---- | ---- | ---- | ---- | ---- | ---- | ---- | ---- | ----- |
| 828  | 731  | 675  | 798  | 903  | 910  | 948  | 993  | 1 084 |

| 1856  | 1861  | 1866  | 1872  | 1876  | 1881  | 1886  | 1891  | 1896  |
| ----- | ----- | ----- | ----- | ----- | ----- | ----- | ----- | ----- |
| 1 120 | 1 347 | 1 487 | 1 735 | 1 954 | 2 358 | 3 007 | 3 236 | 3 670 |

| 1901  | 1906  | 1911  | 1921  | 1926  | 1931   | 1936   | 1946   | 1954   |
| ----- | ----- | ----- | ----- | ----- | ------ | ------ | ------ | ------ |
| 4 057 | 4 954 | 5 920 | 6 736 | 9 736 | 13 253 | 13 495 | 13 783 | 17 255 |

| 1962   | 1968   | 1975   | 1982   | 1990   | 1999   | 2006   | 2011   | 2016   |
| ------ | ------ | ------ | ------ | ------ | ------ | ------ | ------ | ------ |
| 29 004 | 35 780 | 36 772 | 34 861 | 36 059 | 36 715 | 37 729 | 39 378 | 39 148 |

| 2021   | 2022   | - | - | - | - | - | - | - |
| ------ | ------ | - | - | - | - | - | - | - |
| 40 189 | 40 790 | - | - | - | - | - | - | - |

### Sports et loisirs
L'Union Sportive Municipale de Gagny (USMG), club omnisports fondée en 1902, offre de nombreuses activités sportives dans ses 19 sections: athlétisme, badmington, basket ball, billard, boxe, cyclisme, cyclotourisme, golf, gymnastique, gym volontaire, judo, karaté, natation, pétanque, taekwondo, tennis, tennis de table, tir à l'arc, et Volley ball. La section cyclisme de l'Union sportive municipale organise chaque année une braderie du vélo et une bourse aux vélos.

Le FC Gagny, créé le 24/02/2021, est le club de football de la ville à la suite de l'arrêt de la section football de l'USMG. Il évolue au Stade Jean Bouin.

Le HBC Gagny a été créé en 1996 à la suite des déboires financiers de l'USMG Gagny Handball, club mythique des années 80. Il évolue au Gymnase Marcel Cerdan.

D'autres activités sportives (aquagym, danse, kickboxing, randonnées, etc.) sont proposées par des associations gabiniennes dont la liste est consultable ici.

La commune est également le siège de l'Association sportive culturelle francophone de Gagny.

### Manifestations culturelles et festivités
Le TMG (Théâtre Municipal de Gagny) André Malraux propose des programmes variés:
-
Pièces de théâtre (classique, boulevard) , spectacles de danse, musique, humour, cirque, galas (informations et programme ici).
- et du cinéma (informations et programme ici).
Chaque année les festivités suivantes sont organisées:
- Bourse Multicollections: en mars à l'Arena Léon-Yves Bohain (34ème édition le 23 mars 2025[116]).

- Fête de la Nature[117]: depuis 2012, en mai au parc forestier du Bois de l'Etoile (13ème édition en 2024).

- Brocante du centre-ville en mai.
- Brocante du Chénay en mai.

- Fête lacustre[118]: depuis 1998[119], au mois de juin au lac de Maison Blanche.

- Fête de la Musique[120]: le 21 juin en différents lieux.

- Les Estivales: depuis 2020[121], animations sportives, culturelles et festives. Plusieurs WE de mi-juin à fin août.

- Le Forum des Associations[122]: forum rassemblant une centaine d'associations en septembre à l'Arena Léon-Yves Bohain.

- Journées européennes du patrimoine[123]: visites des bâtiments communaux historiques.

- Fêtes des vendanges[124]: début octobre, défilé de chars du Stade de l'Est au Parc Courbet où se déroule la fête (32ème édition en 2024[125]).

- Bourse aux Vélos: l'USMG cyclotourisme et les Amis du Vélo de Gagny organisent La Braderie du vélo (vente de vélos et matériels) en novembre ou décembre à l'Arena Léon-Yves Bohain (13ème édition en 2024[126]).

- Village de Noël[127]: de début décembre à début janvier au Parc Courbet, avec ses chalets à thème et les marionnettes de Jean-Claude Dehix.

- Marché de Noël[128]: dans la salle des fêtes de l'hôtel de ville

### Cultes

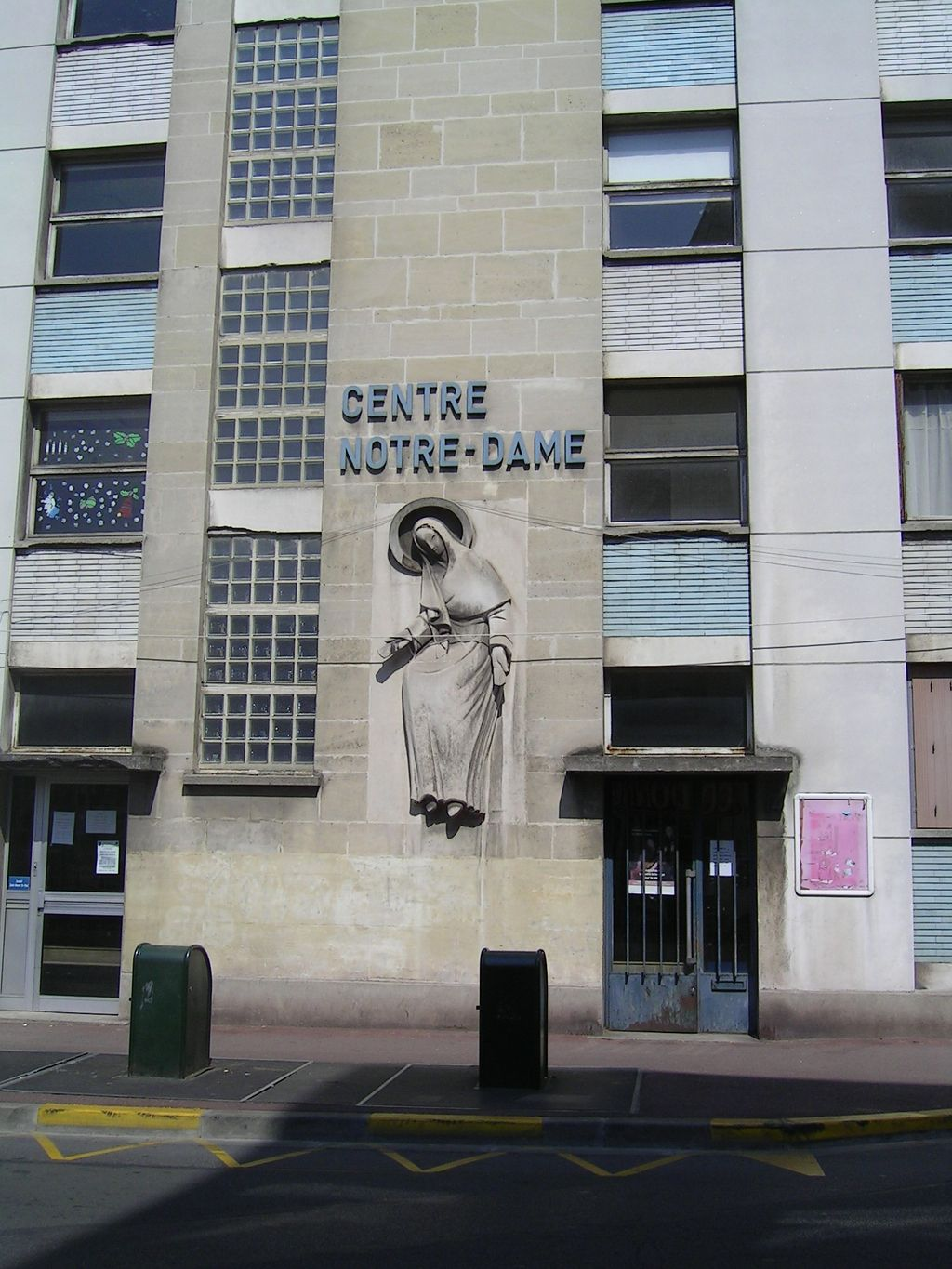
Le Centre Notre-Dame.

Les Gabiniens disposent de lieux de culte catholique, israélite, musulman, orthodoxe et protestant.
- Culte catholique: 
  - Église Sainte-Thérèse (quartier du Chénay)[129]
  - Église Saint-Germain (centre-ville)[130]
  - Église paroissiale Saint-Bernadette[131]
- Culte israélite :
  - Synagogue du Raincy-Villemomble-Gagny[132],[133].
- Culte musulman :
  - Au sens architectural du terme, il n'existe pas de mosquée sur la commune, mais trois salles de prières sont à la disposition de la communauté musulmane:
    - salle de prière des Dahlias (Association alqalam des Dahlias) ;
    - salle de prière des Peupliers (Association As-Salam) ;
    - salle de prière du Chénay (Association ABCG).

Les associations de Gagny  sont fédérées par l'UAMG
- Culte orthodoxe :
  - Paroisse Saint-Séraphin de Saroy[135].
- Culte protestant :
  - Église protestante unie de France du Raincy et des environs[136],[137].

Le cimetière du Centre et le cimetière de l'Est sont les deux lieux de sépulture communaux.

## Économie
En bordure du Raincy, d'anciennes carrières où était prélevé le gypse depuis le XVIIe siècle sont toujours visibles. L'exploitation du plâtre fin, dit « de Paris », fut la principale industrie gabinienne jusqu'aux années 1950. Les anciennes carrières Mussat cessèrent leur activité en 1965.
Dès la fin du XIXe siècle, dans certaines carrières désaffectées, on cultivait déjà les champignons de Paris.
Les ex-carrières de Gagny : carrière de gypse remplacée par un grand projet de centre commercial, lui-même remplacé par le bois de l'étoile, une plantation d'arbres. Ce changement radical fait suite à un procès, car la carrière était inconstructible.

### Revenus de la population et fiscalité
Population, revenu médian, taux de pauvreté
| | 2017   | 2018   | 2019   | 2020   | 2021   |
| --- | ------ | ------ | ------ | ------ | ------ |
| Nbre de ménages fiscaux                                                                                            | 15 252 | 15 218 | 15 305 | 15 280 | 15 407 |
| Nbre de personnes dans les ménages fiscaux                                                                         | 41 153 | 41 069 | 41 356 | 41 180 | 41 171 |
| Revenu fiscal médian des ménages                                                                                   |        |        |        |        |        |
| Gagny | 21 400 | 21 910 | 21 940 | 22 340 | 23 090 |
| France métropolitaine                                                                                              | 21 110 | 21 730 | 21 930 | 22 400 | 23 080 |
| Autres informations                                                                                                |        |        |        |        |        |
| Taux de pauvreté en %                                                                                              | 17     | 18     | 17     | 17     | 18     |
| Part des ménages fiscaux imposés                                                                                   | 61     | 60     | 66     | 60     | 61     |
| Sources: Insee / base de données IRIS / Fichier Localisé Social et Fiscal (FiLoSoFi): 2017, 2018, 2019, 2020, 2021 |        |        |        |        |        |

### Emploi
Les données ci-dessous sont extraites des données annuelles et du Dossier complet de l'INSEE à la suite du recensement de 2021.
La ville de Gagny atteignait 40 189 habitants (19 297 hommes et 20 892 femmes).

La population active comptait 19 485 personnes (9 765 hommes et 9 721 femmes) dont 17010 ayant un emploi (8 539 hommes et 8 471 femmes).
Activité et emploi de la population de 15 à 64 ans
|                        | 2017   | 2018   | 2019   | 2020   | 2021   |
| ---------------------- | ------ | ------ | ------ | ------ | ------ |
| Population             | 25 274 | 25 226 | 25 248 | 25 283 | 25 812 |
| Actifs                 | 19 310 | 19 238 | 19 257 | 19 147 | 19 485 |
| Taux d'activité en %   | 76,4   | 76,3   | 76,3   | 75,7   | 75,5   |
| Actifs ayant un emploi | 16 672 | 16 621 | 16 638 | 16 626 | 17 010 |
| Taux d'emploi en %     | 66,0   | 65,9   | 65,9   | 65,8   | 65,9   |
| Chômeurs               | 2 638  | 2 617  | 2 619  | 2 521  | 2 475  |
| Taux de chômage en %   | 13,7   | 13,6   | 13,6   | 13,2   | 12,7   |

Taux d'emploi et taux d'activité
|                                               | 2017   | 2018   | 2019   | 2020   | 2021   |
| --------------------------------------------- | ------ | ------ | ------ | ------ | ------ |
| Nombre emploi dans la zone                    | 5 423  | 5 315  | 5 338  | 5 293  | 5 475  |
| Actifs ayant un emploi résidant dans la zone  | 16 912 | 16 880 | 16 897 | 16 918 | 17 256 |
| Indicateur de concentration d'emploi          | 32,1   | 31,5   | 31,6   | 31,3   | 31,7   |
| Taux d'activité parmi les 15 ans ou plus en % | 63,6   | 63,2   | 63,2   | 62,8   | 62,9   |

## Culture locale et patrimoine

### Lieux et monuments

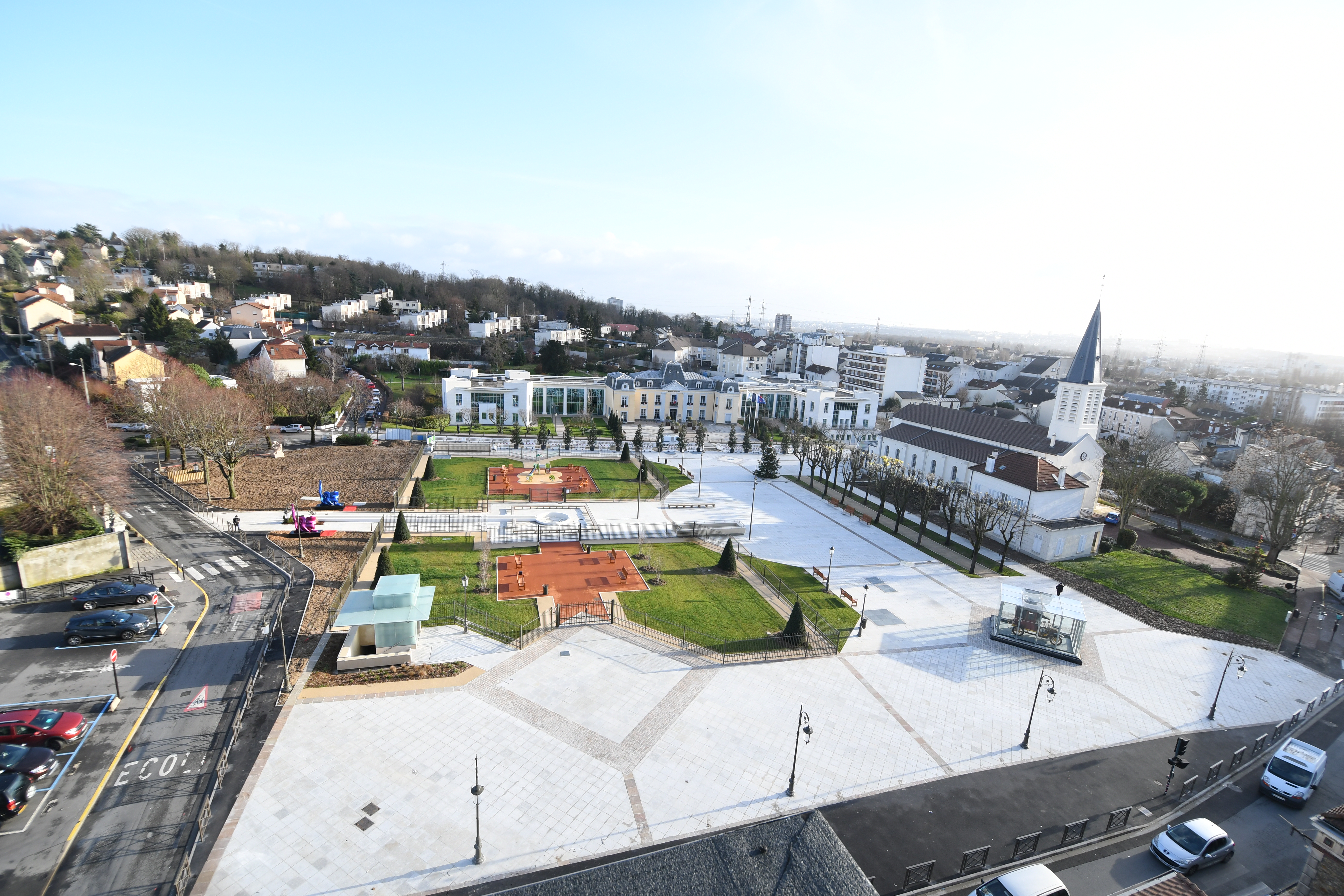
La place Foch, la Mairie, le taxi de la Marne et l'église Saint-Germain.

- L'hôtel de ville (XVIIIe siècle) : construit en 1715 pour François Normand, avocat au parlement de Paris.
- Un taxi de la Marne (XXe siècle) : en 1984, la ville acquiert un taxi G7 de l'époque de 1914, exposé sur la place Foch face à l'Hôtel de ville.
- Le monument aux morts (Place Foch) et la stèle sous laquelle reposent les cendres de déportés prélevées dans les camps de la mort.
- Le monument aux morts (Place du Souvenir Français / Avenue Jean Jaurès)
- L'ancienne propriété Baschet (1887) : propriété de style normand, construite pour l'éditeur René Baschet à la fin du XIXe siècle.
- Le château de Montguichet (XVIIIe siècle) : en 1950, Armand Marquiset offrit le château à l'Association des Petits Frères des pauvres.
- Le château de Maison-Blanche (XVIIIe siècle) : de style Louis XVI, il est devenu un hôtel en 1929. Racheté par la commune en 1987, il accueillera les collectionneurs l'Association Philatélique de Gagny jusqu’à sa rénovation en 2011[143],[144].
- L'église Saint-Germain (XIXe siècle) : construite en 1839, à partir des plans de l’architecte diocésain Blondel. Aujourd'hui, elle abrite un autel en bois créé par Michel-Victor Cruchet en 1872, une fresque murale de Maurice Denis, "La Bataille de la Marne"[145] (1920) et une Statue de Jeanne d’Arc de François-Raoul Larche (vers 1920).
- L'église Sainte-Bernadette de la Dhuys, ornée en 1936 de trois verrières réalisées par les ateliers Lorin de Chartres, alors dirigées par Charles Lorin, sur des cartons de M. Dano[146].
- L'église Sainte-Thérèse du Chénay, également dotée, de 1934 à 1936, de douze vitraux réalisés par les ateliers Lorin sur des cartons de M. Dano[147],[148].
- The Blue and pink tigers (oeuvre de Patricia Peides - Place Foch)

Lieux et monuments de Gagny en images

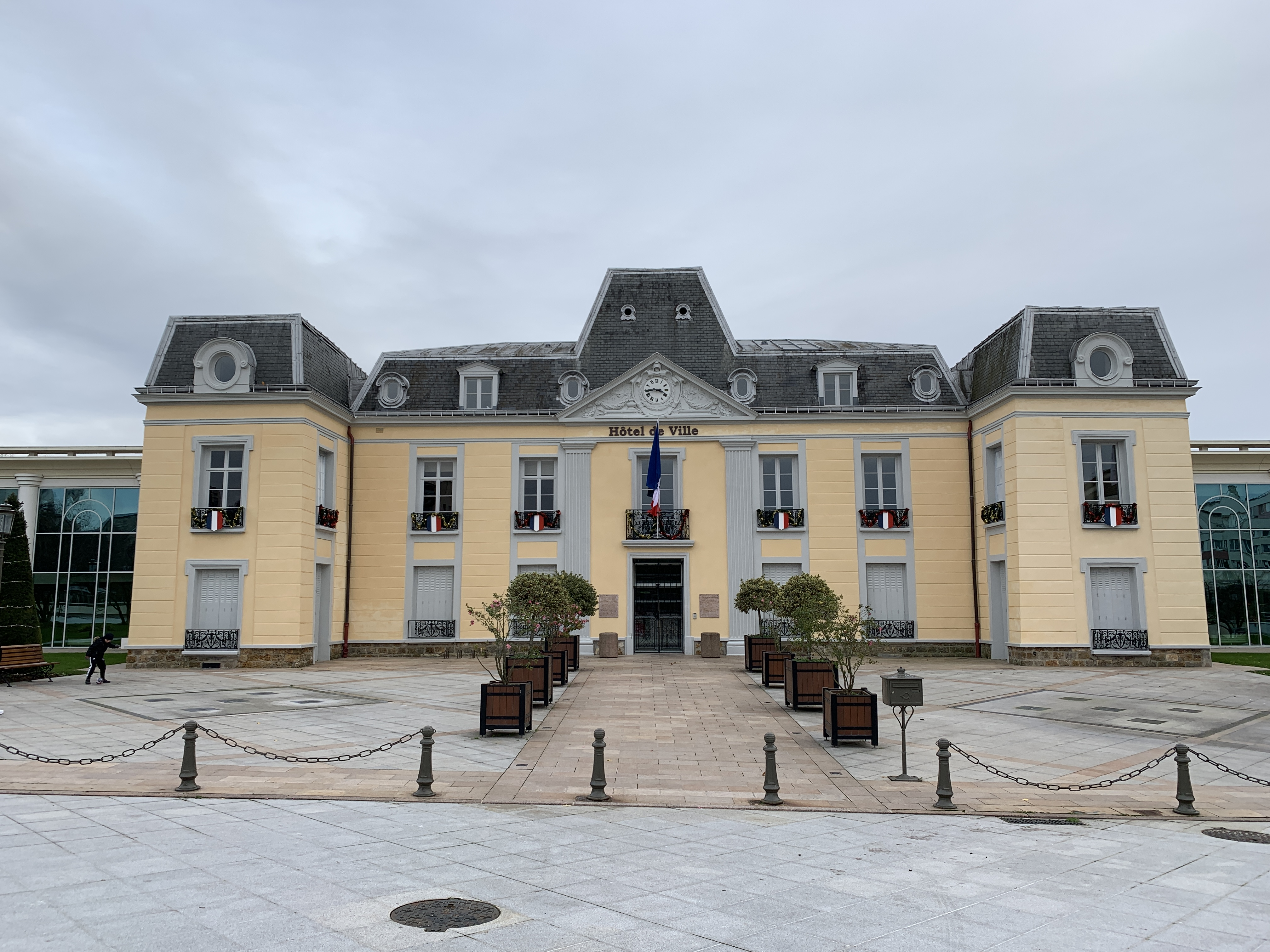
L'Hôtel Ville de Gagny
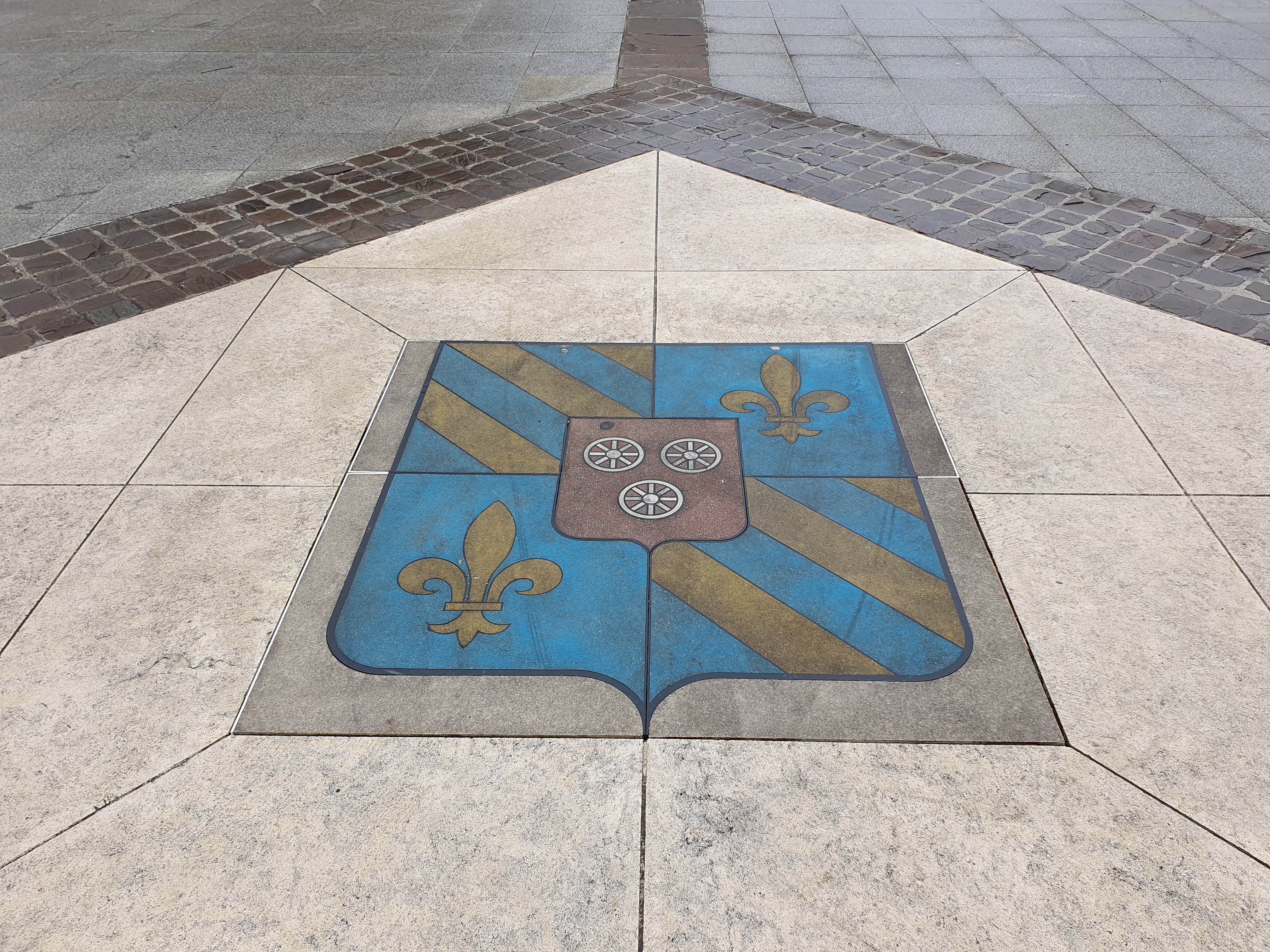
Le blason Place Foch
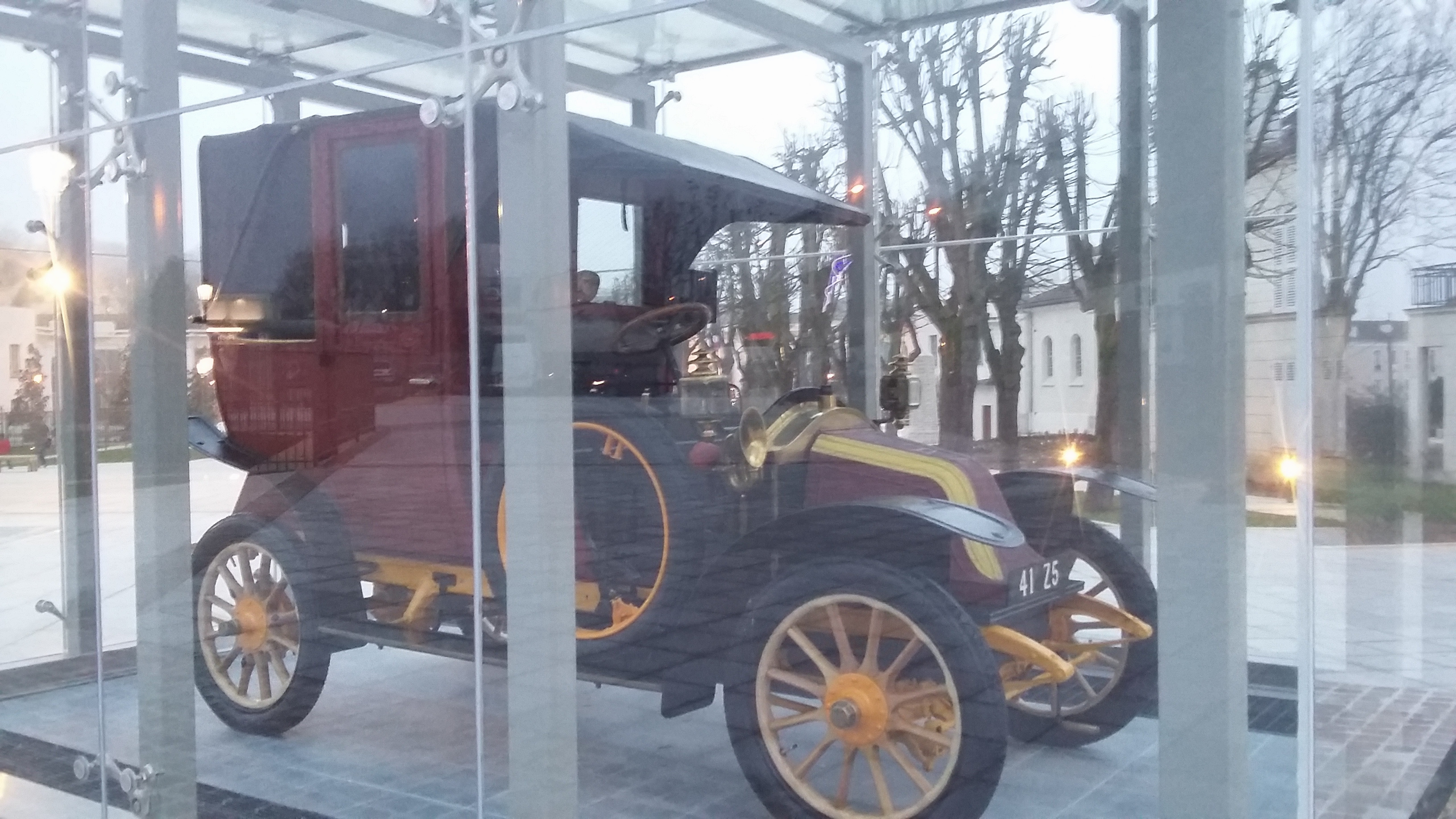
Le taxi de la Marne Place Foch
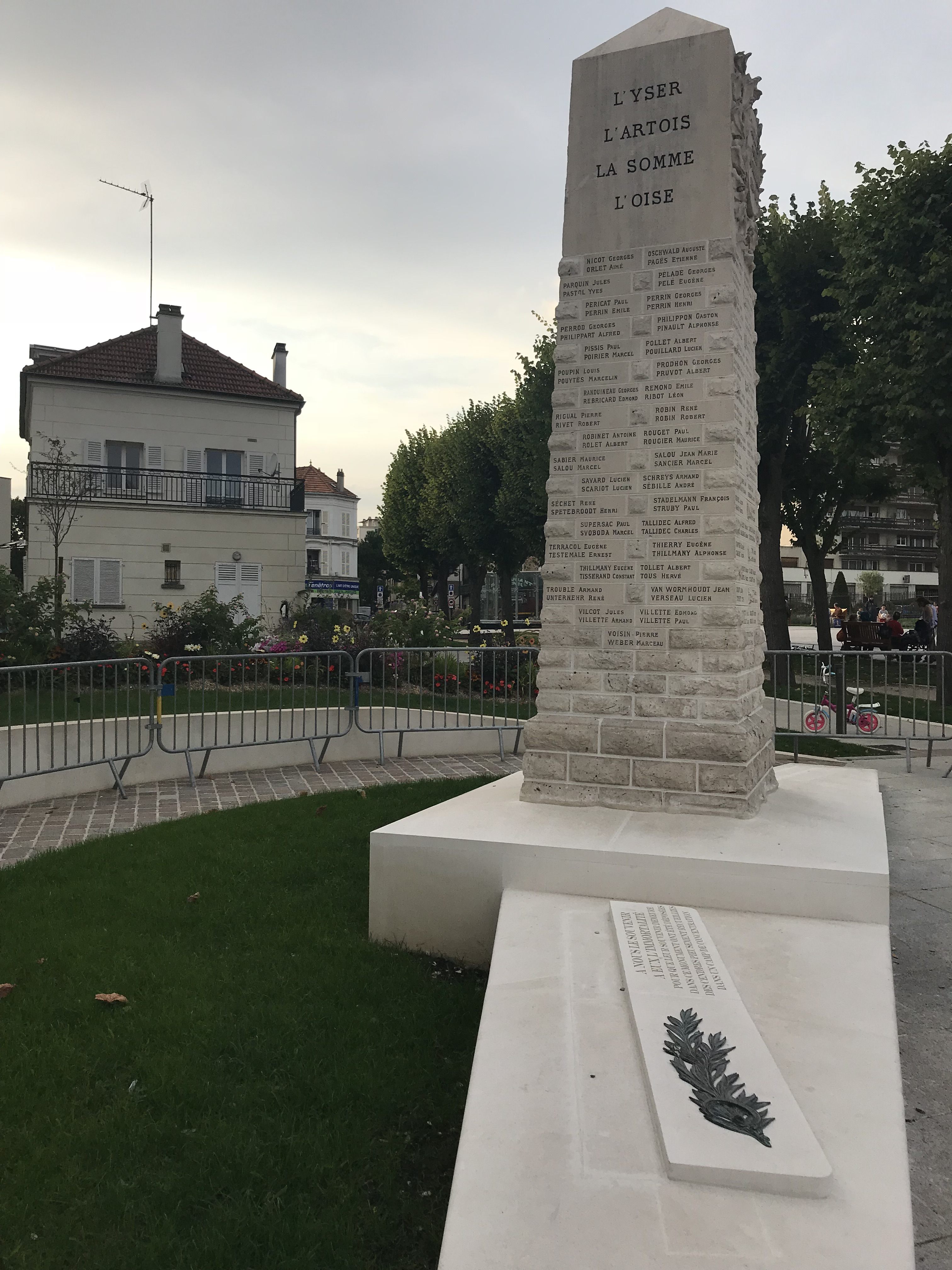
Le monument aux morts Place Foch
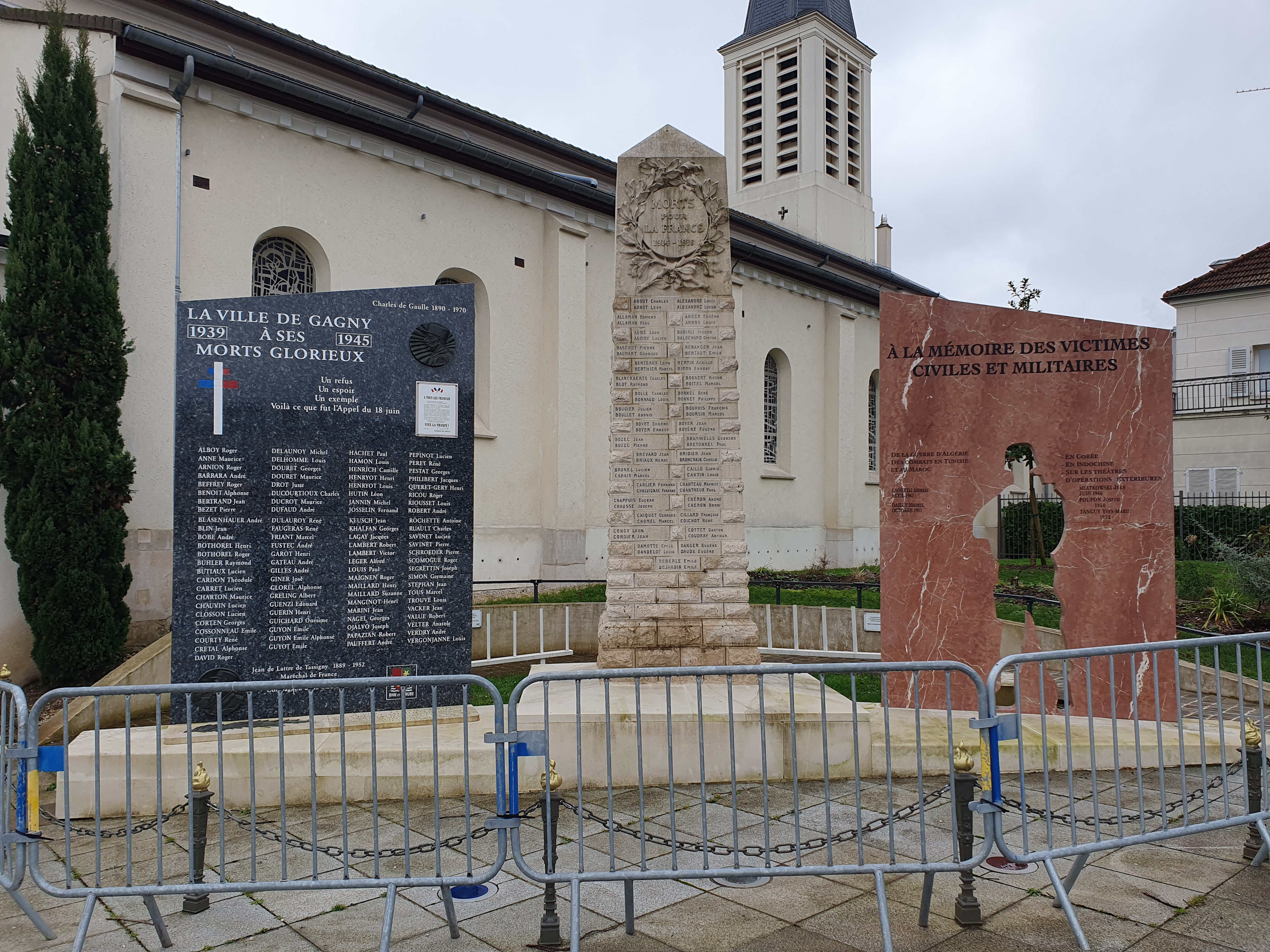
Le monument aux morts Place Foch
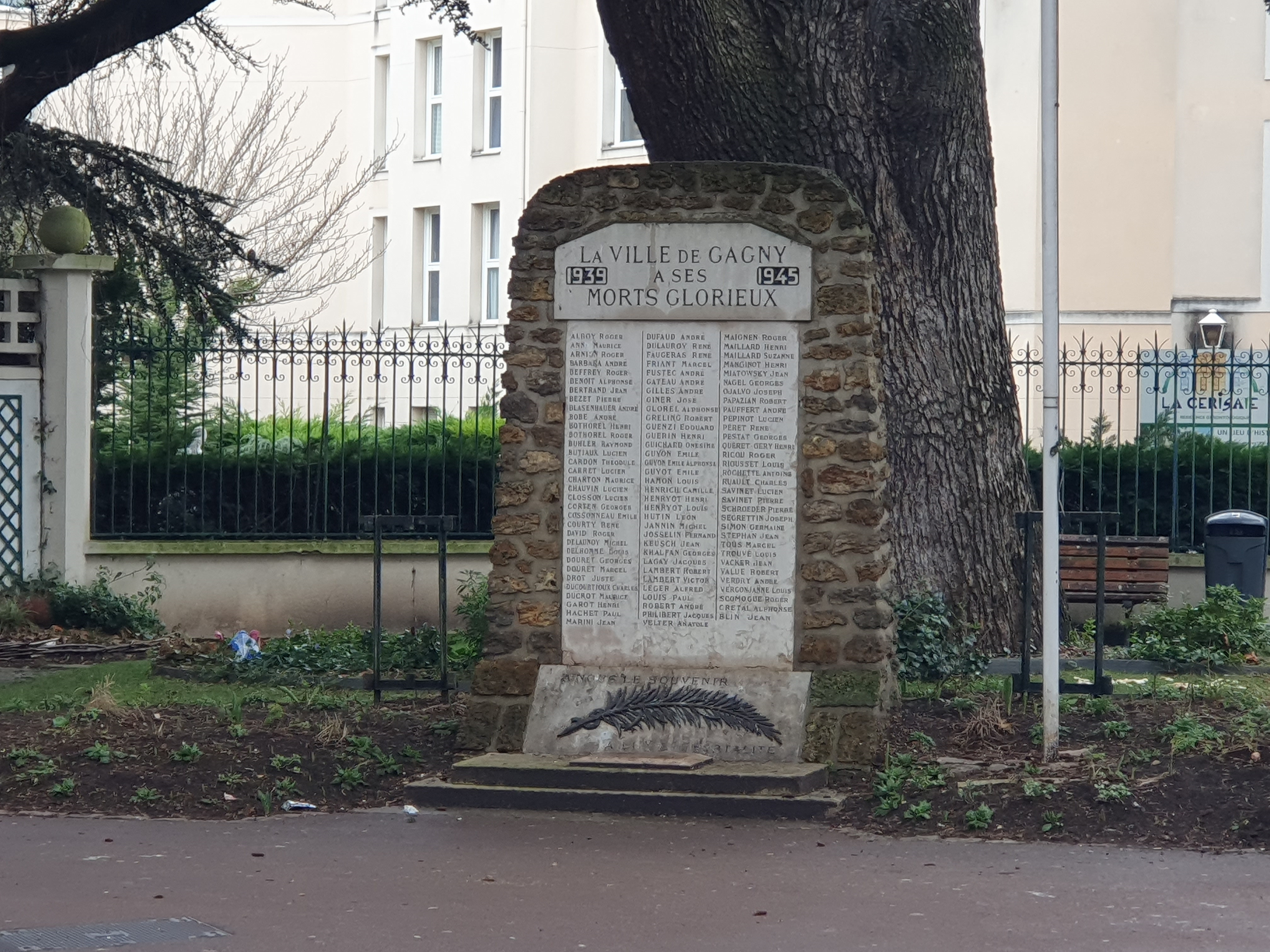
Le monument aux morts Rue Jean Jaurès
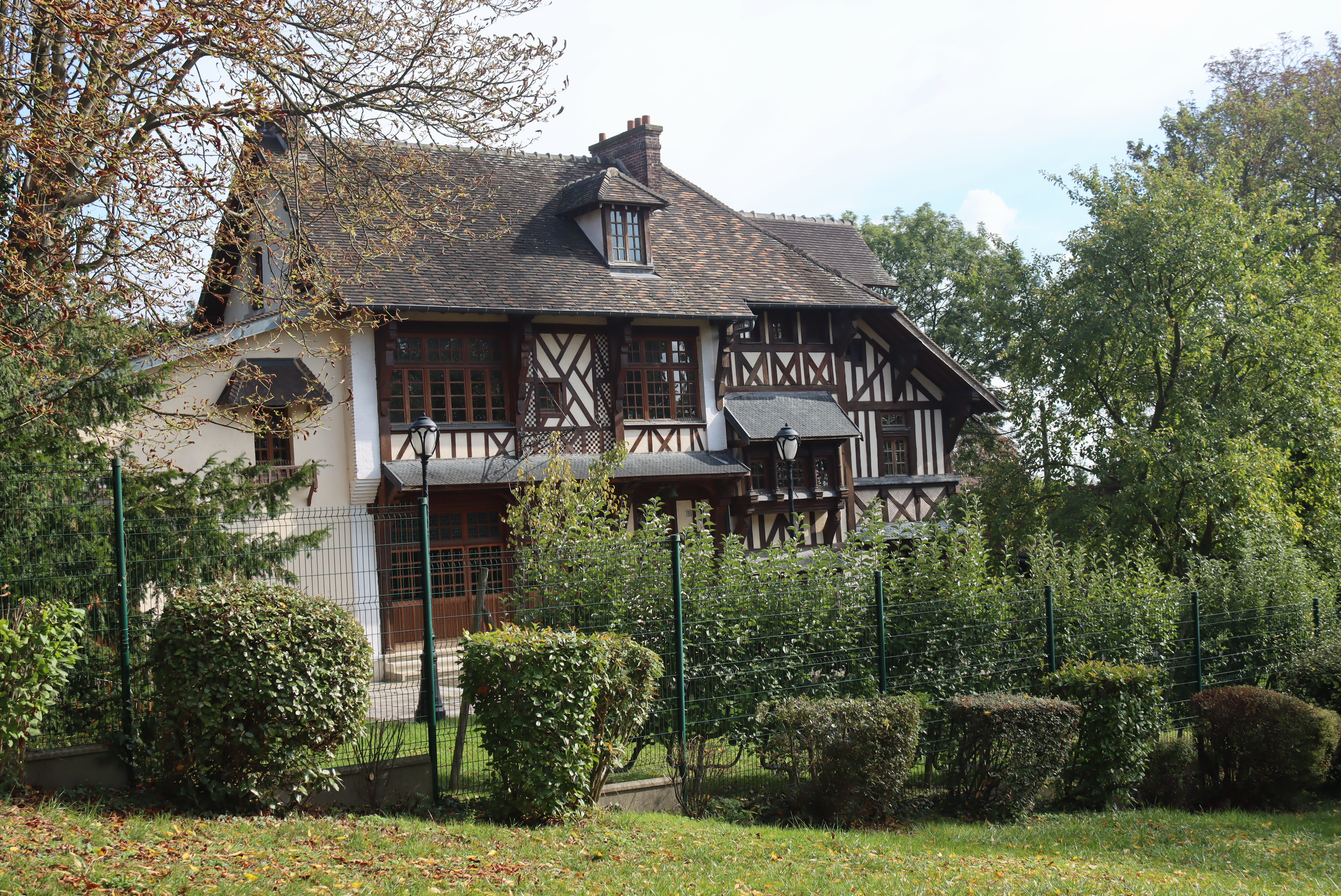
La Maison Baschet - Parc Courbet
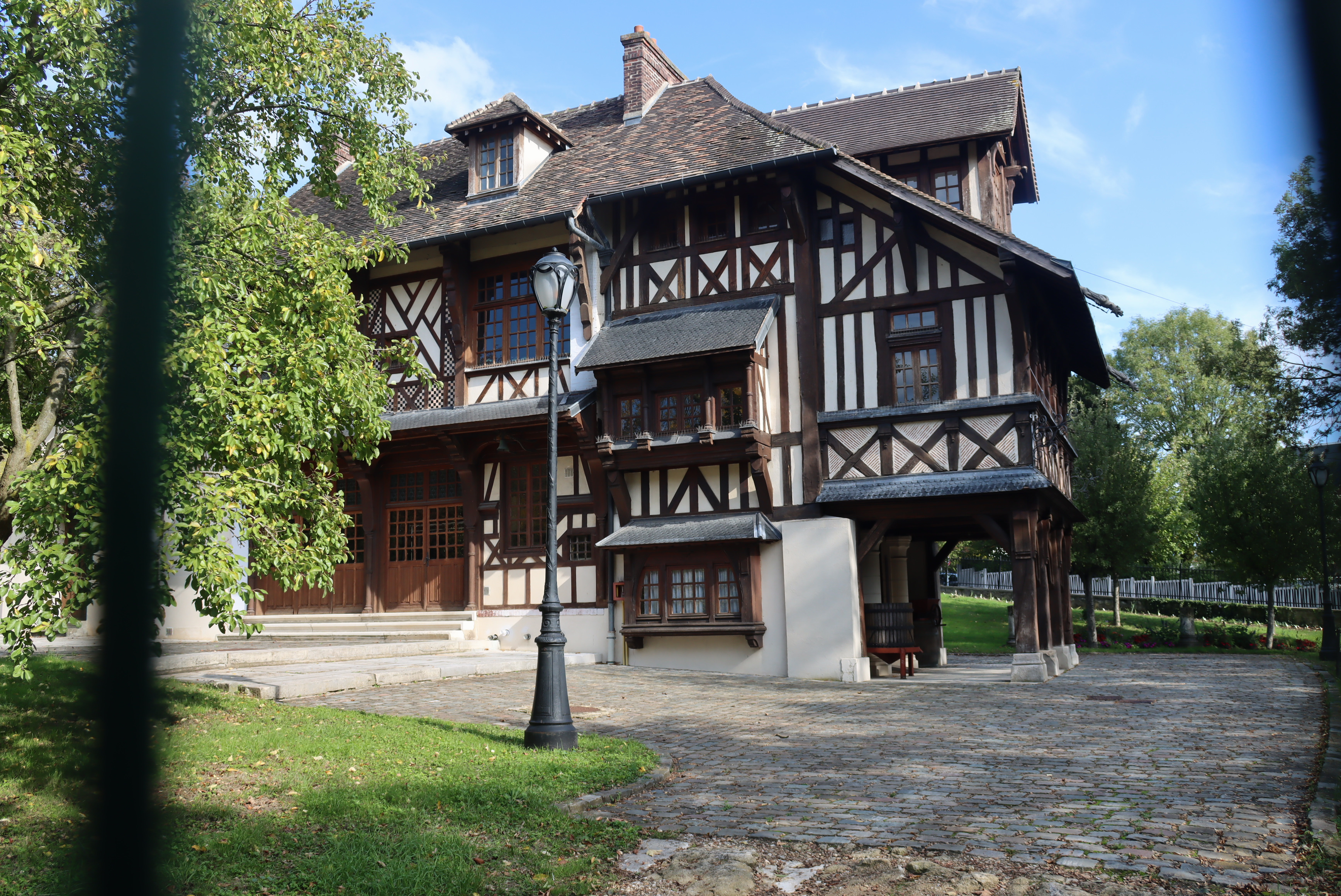
La Maison Baschet - Parc Courbet
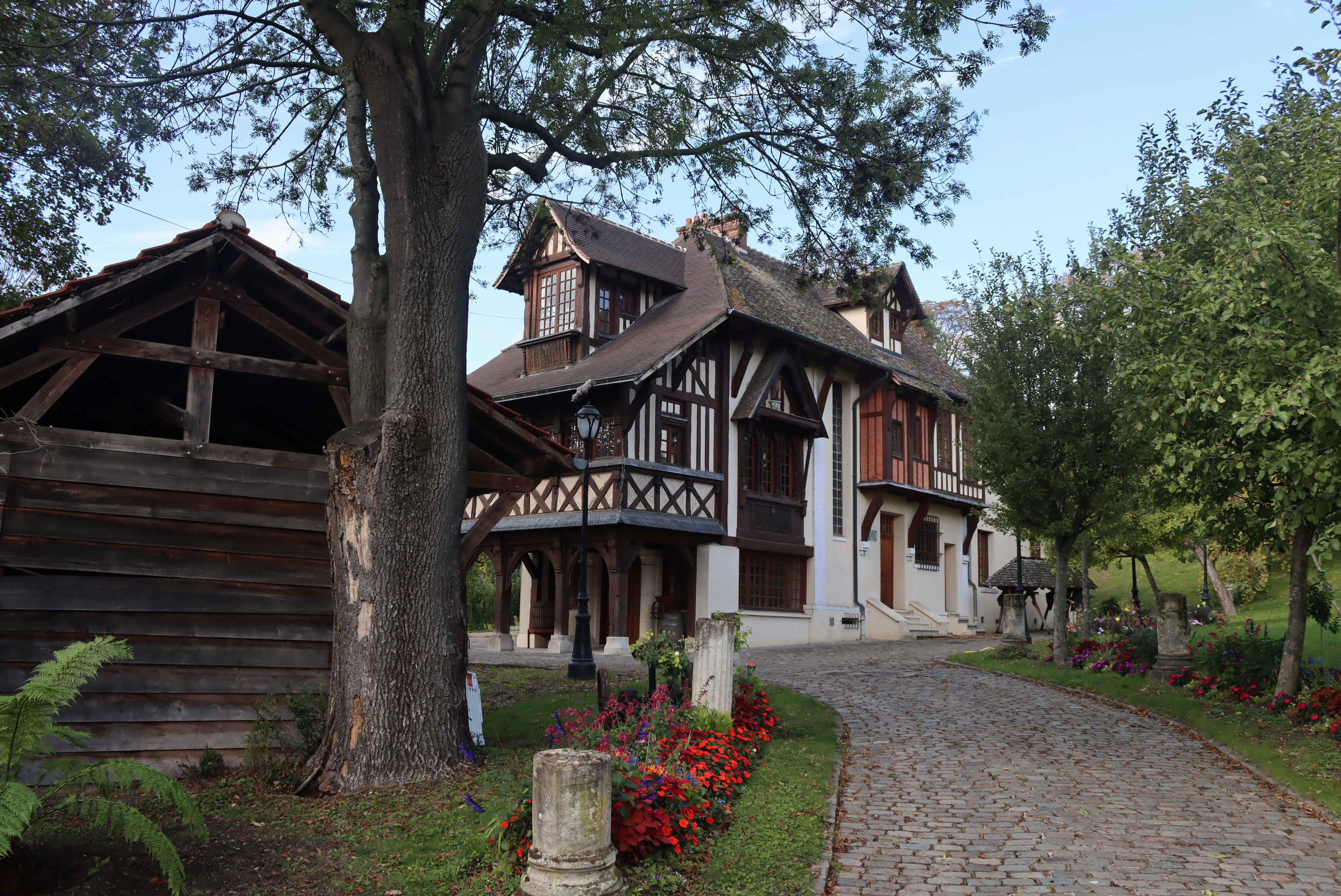
La Maison Baschet - Parc Courbet
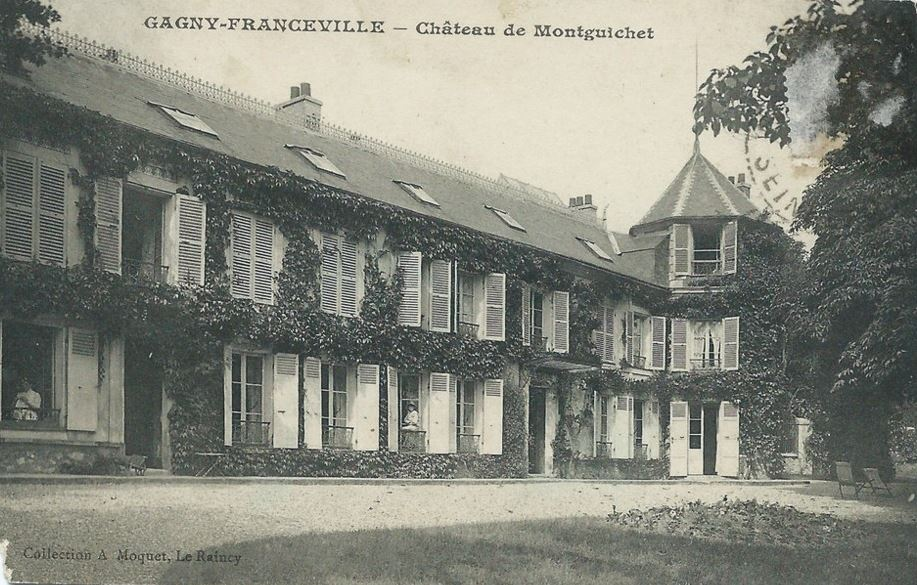
Le château de Montguichet
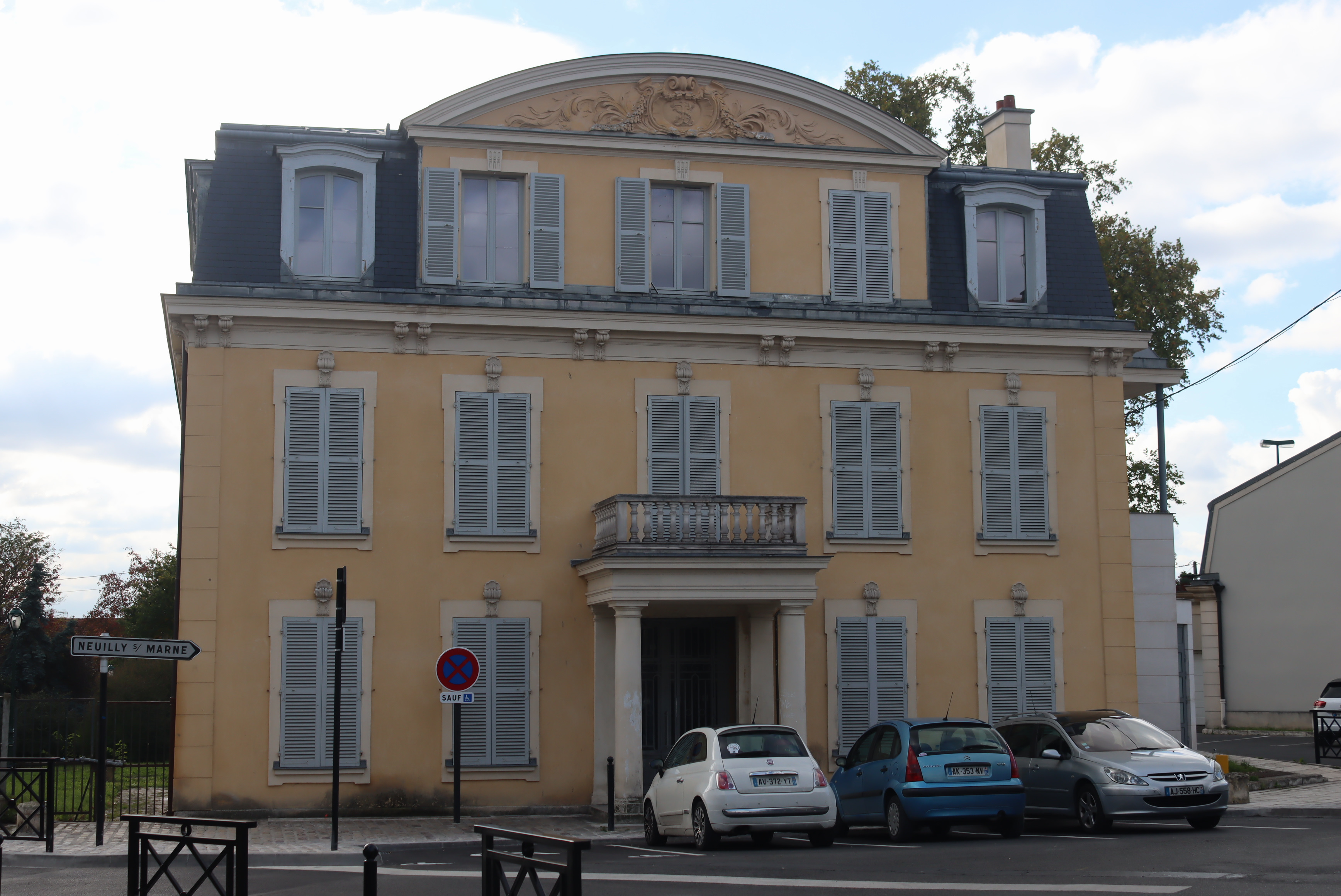
Le château de Maison Blanche
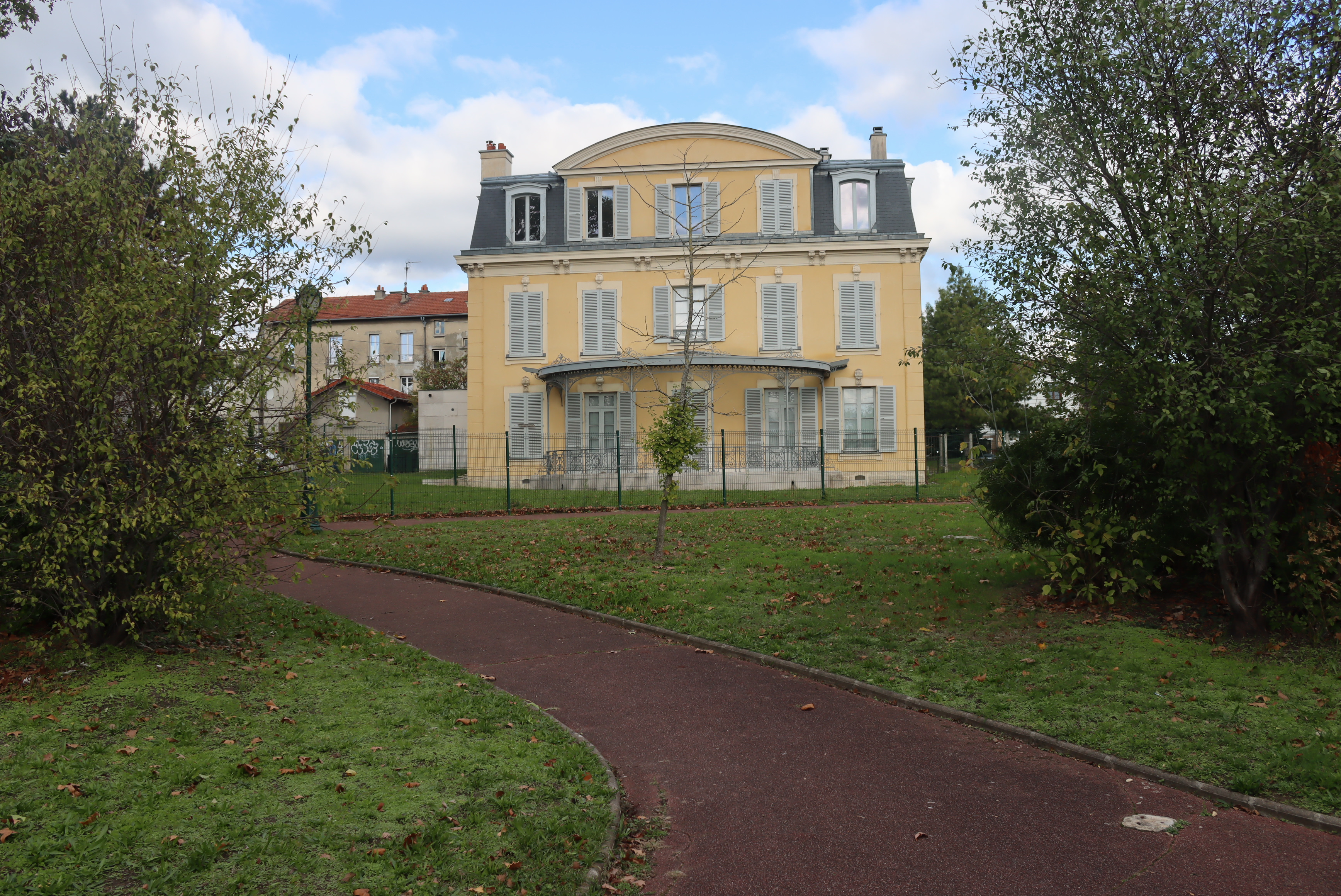
Le château de Maison Blanche
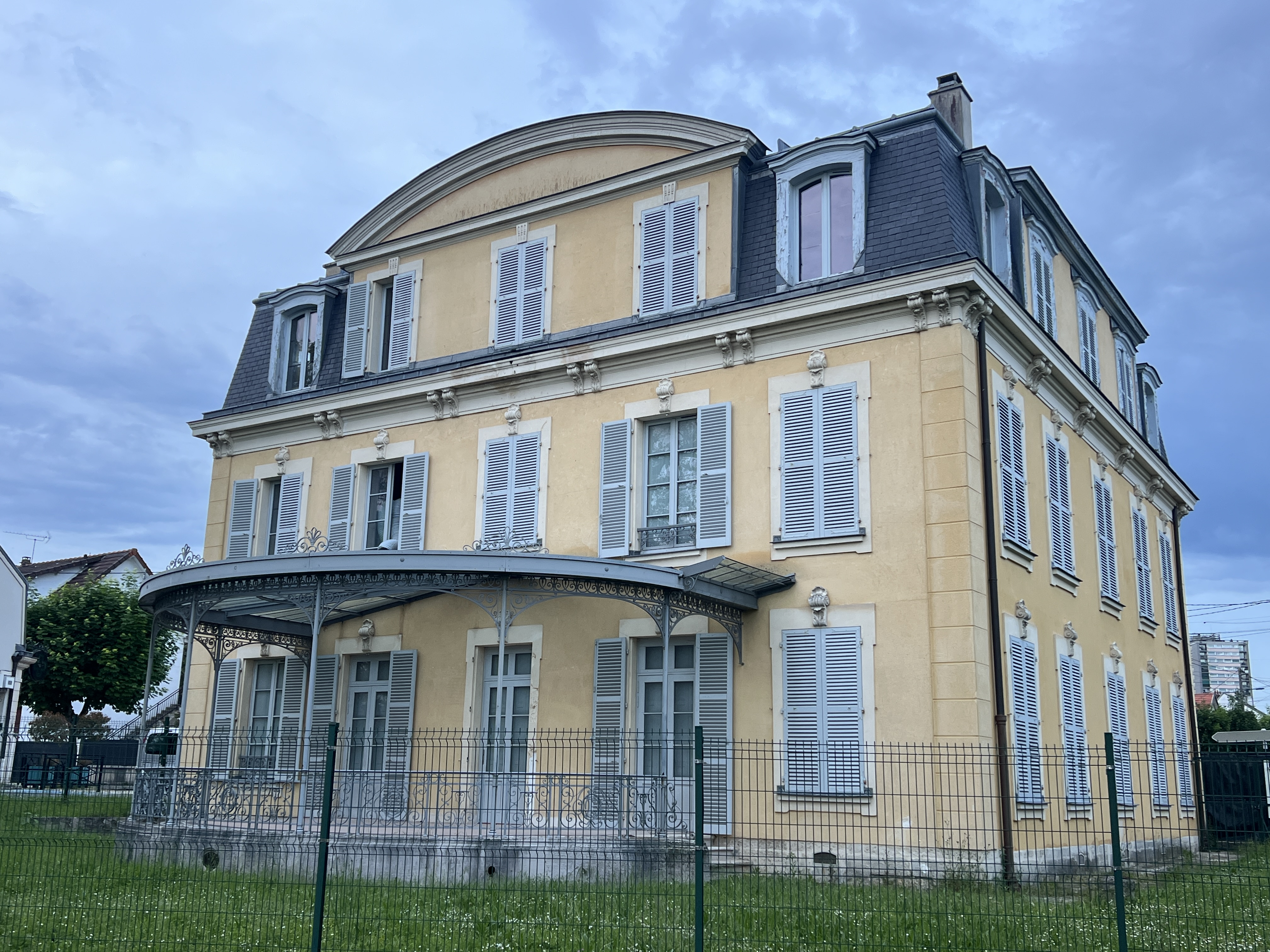
Le château de Maison Blanche
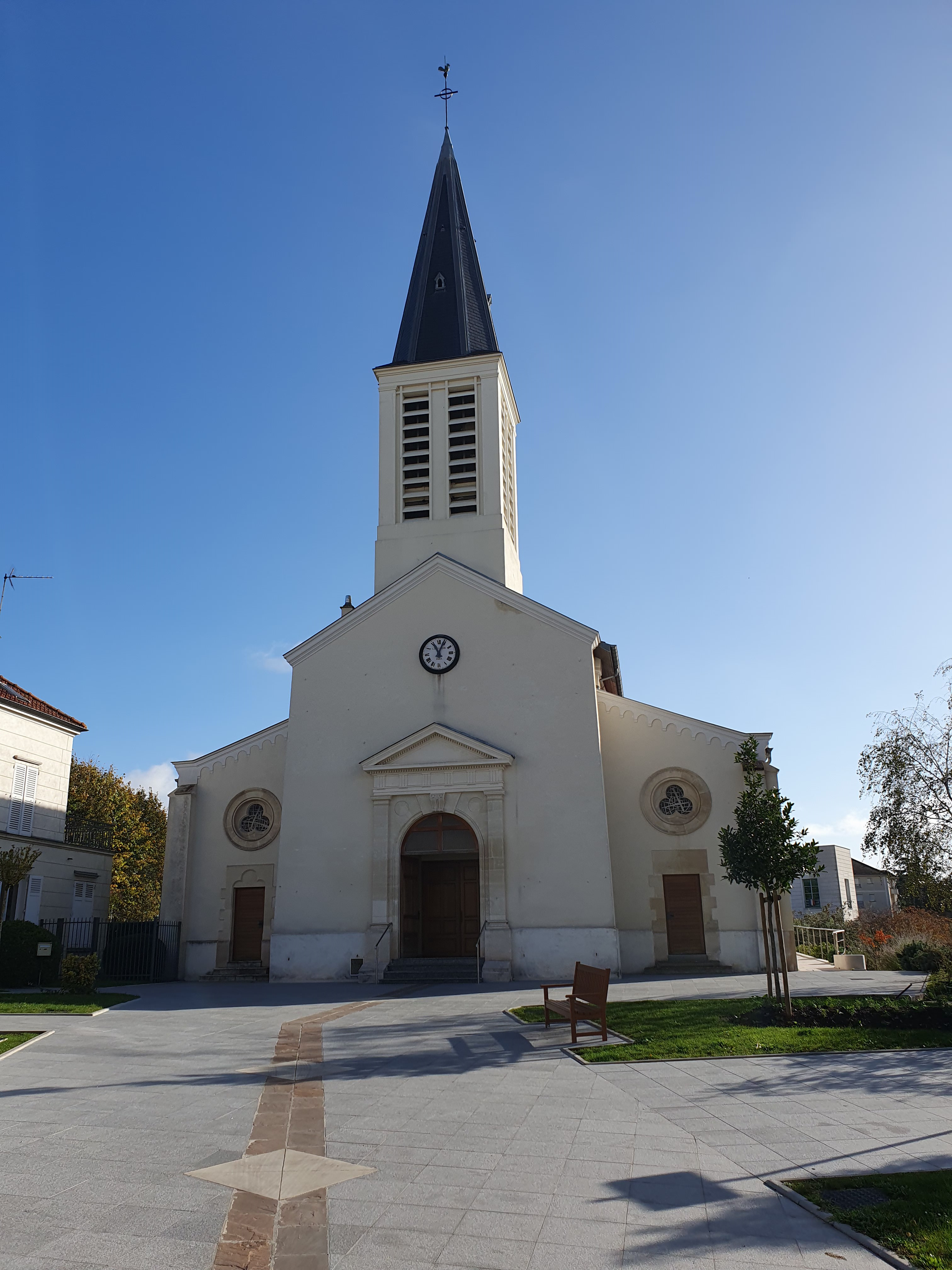
L'église Saint-Germain
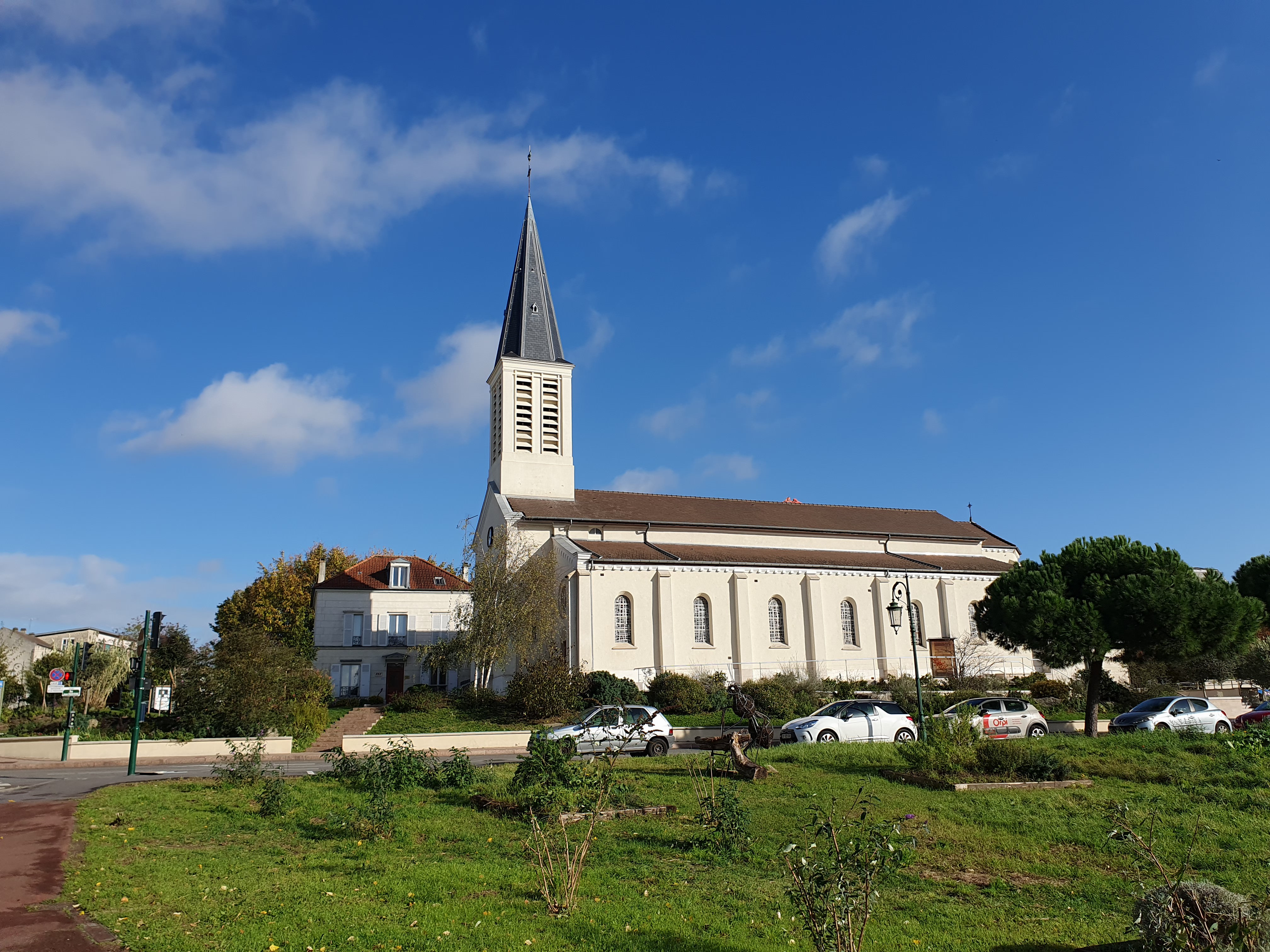
L'église Saint-Germain
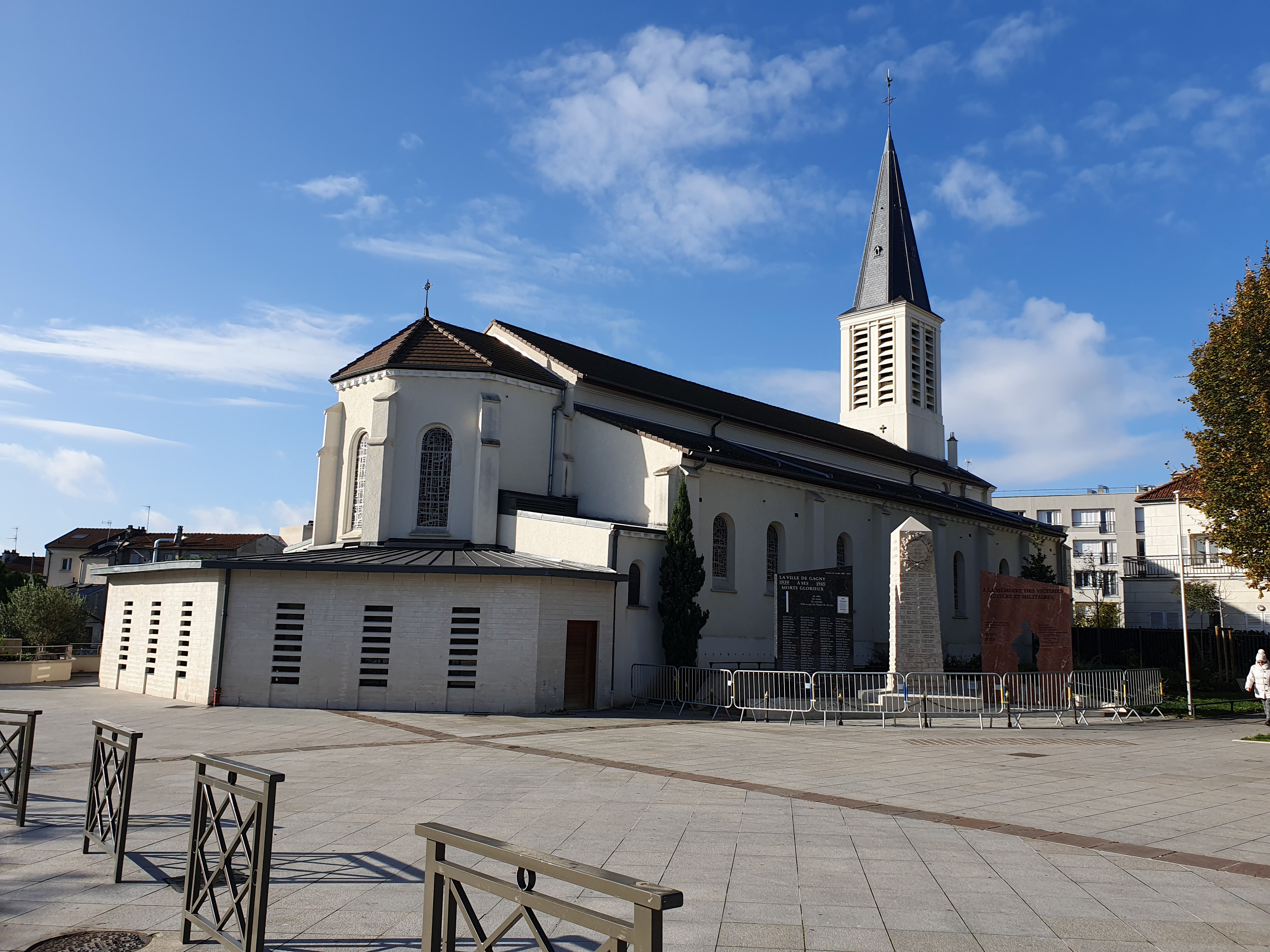
L'église Saint-Germain et le monument aux morts
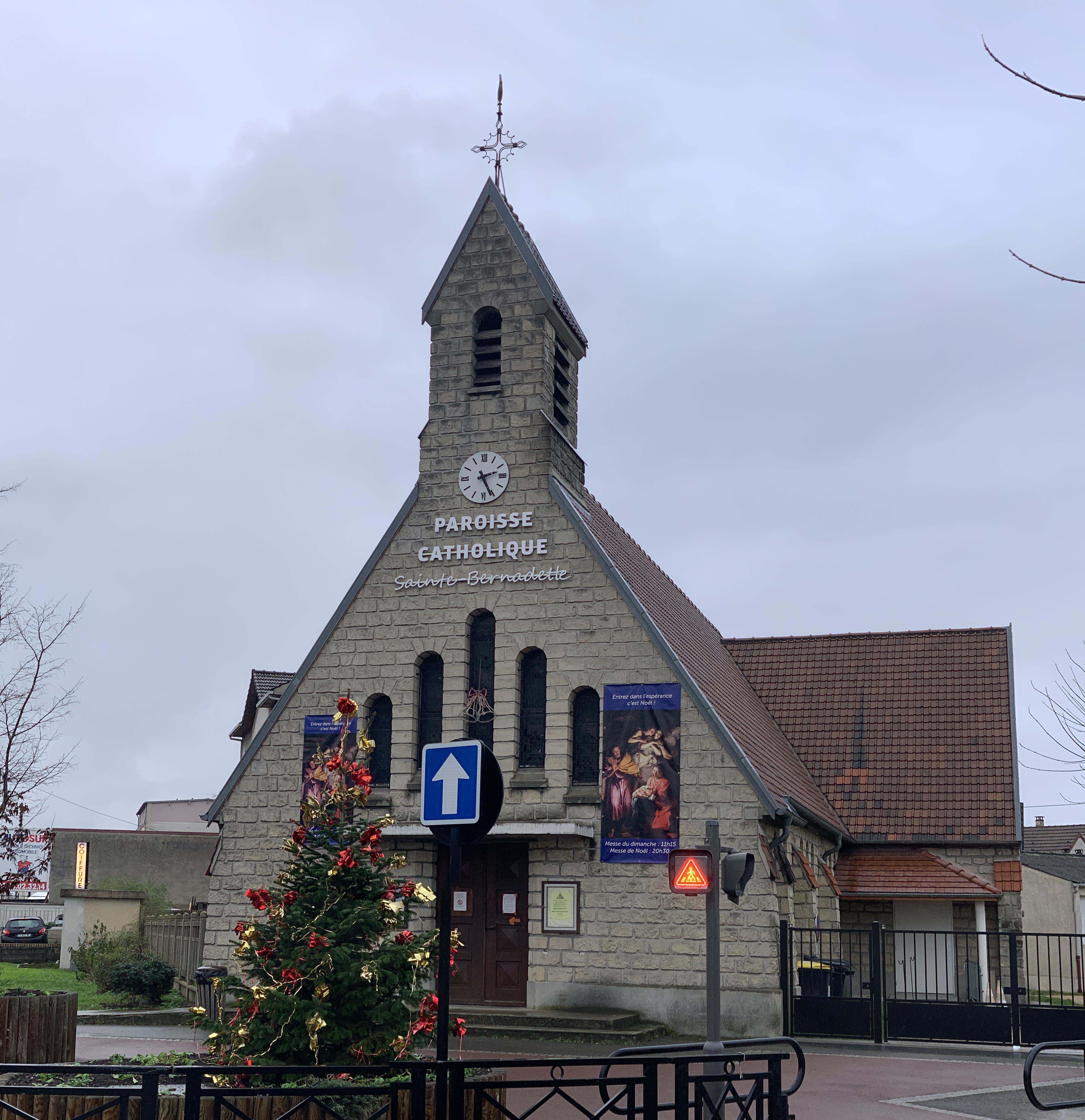
L'église Sainte-Bernadette
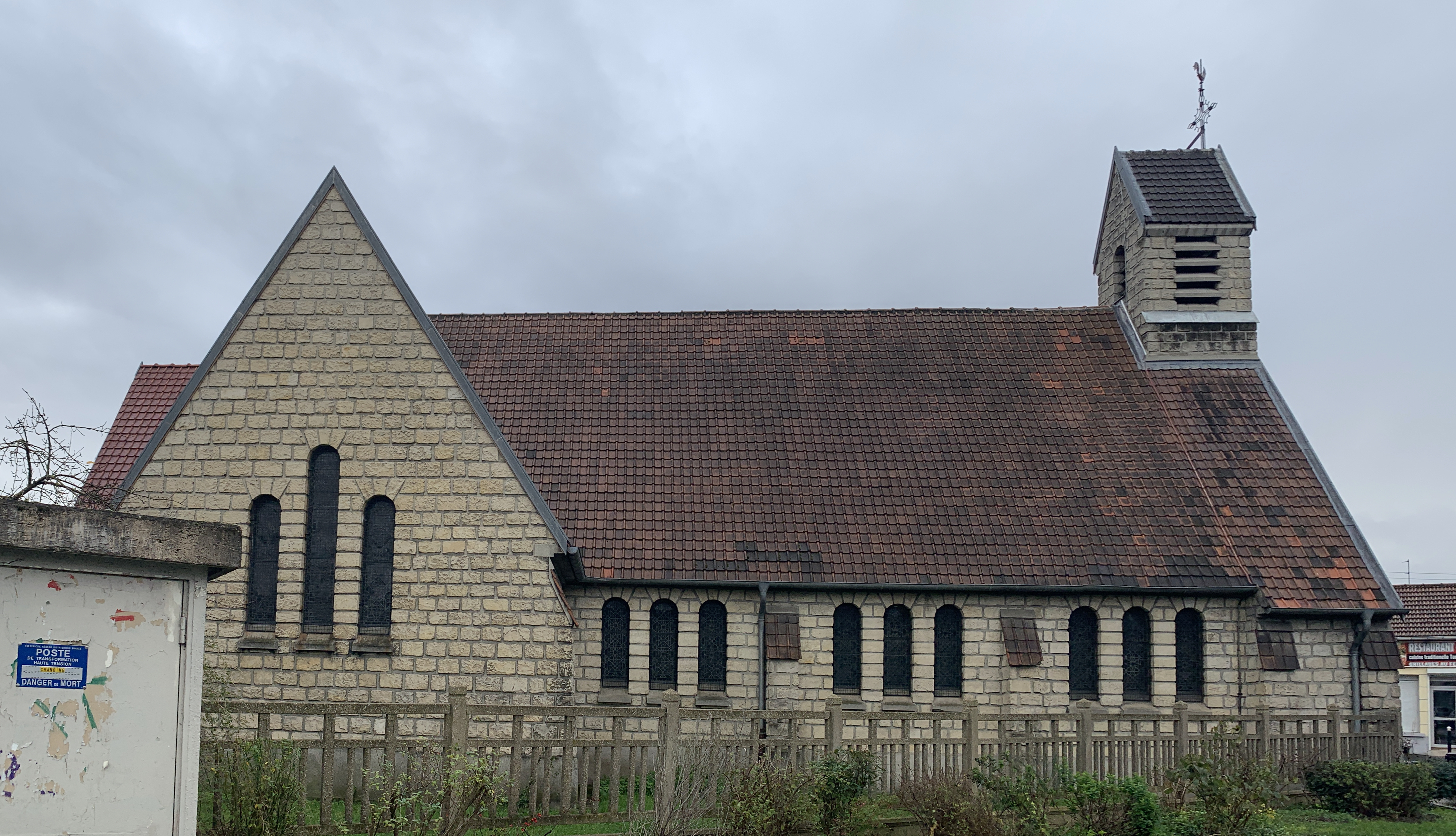
L'église Sainte-Bernadette
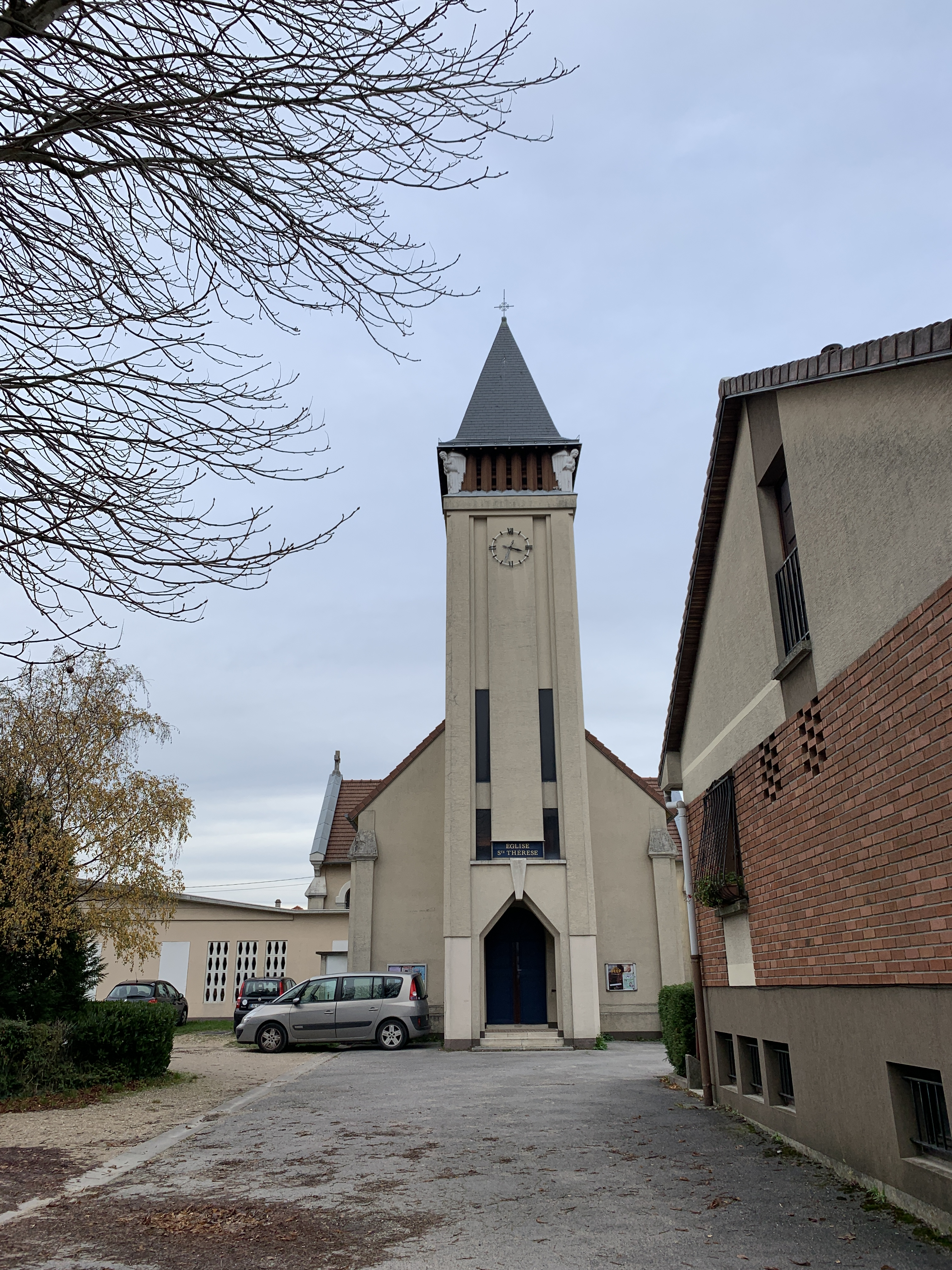
L'église Sainte-Thérèse
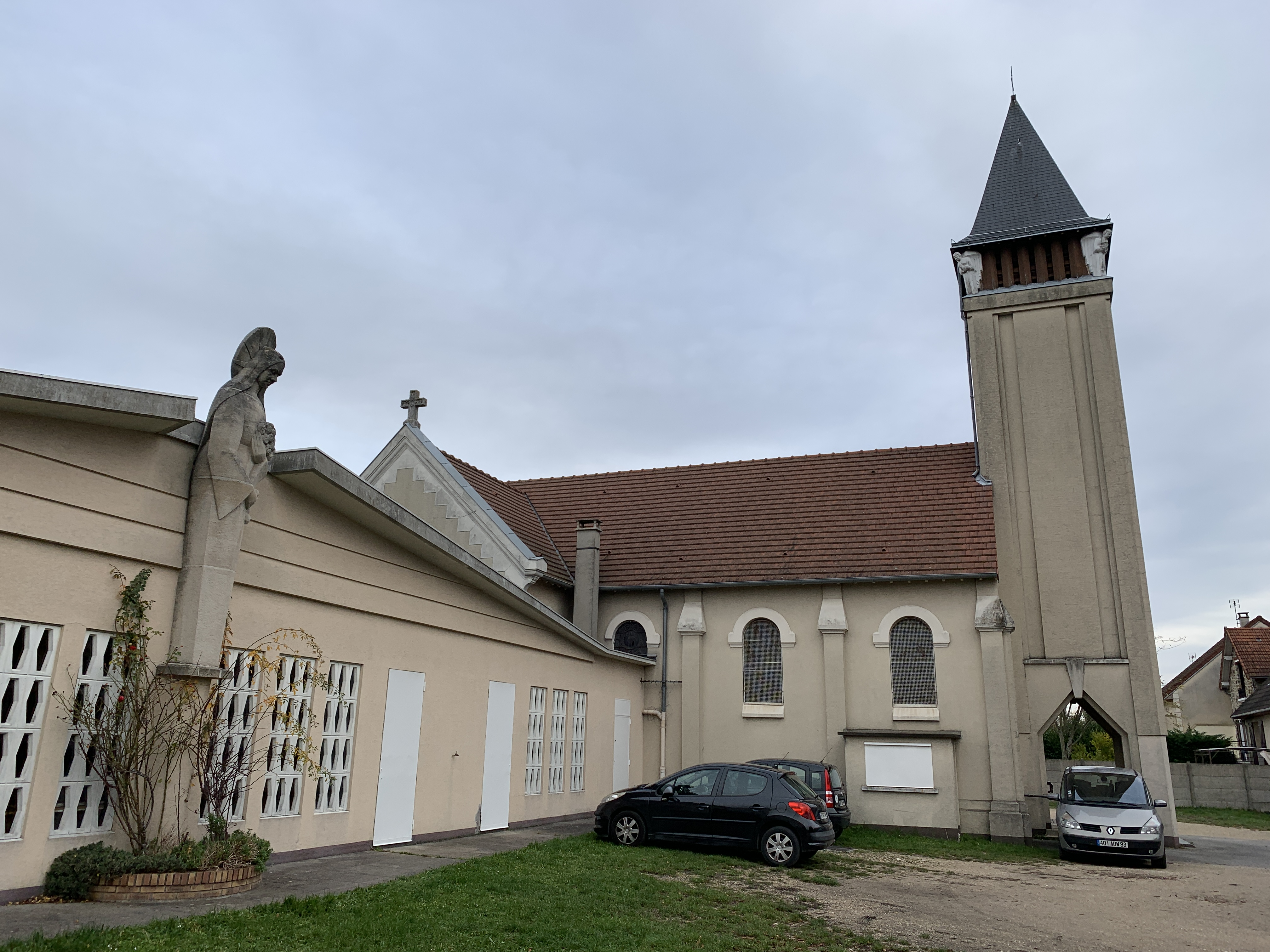
L'église Sainte-Thérèse
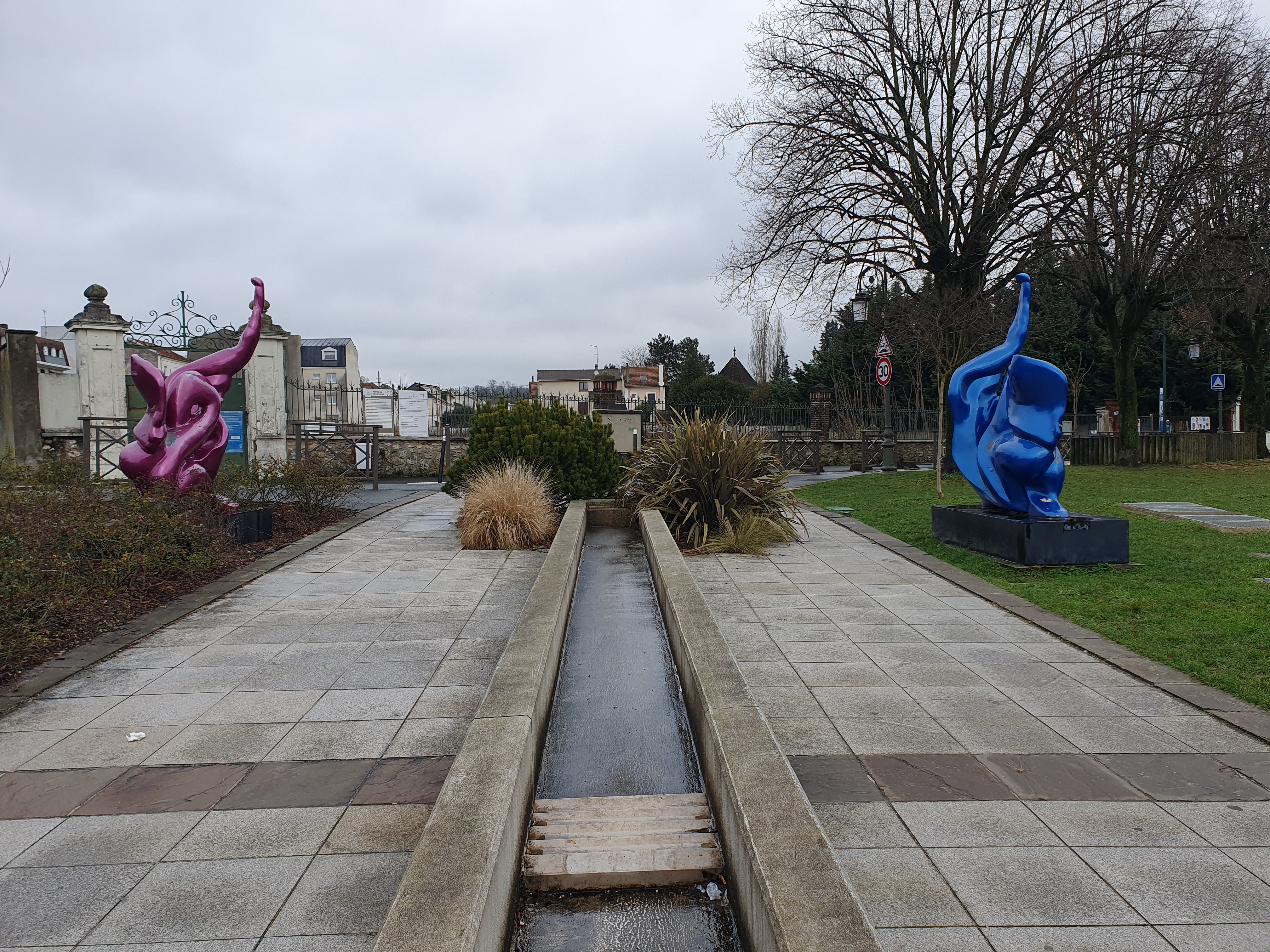
The Blue and pink tigers
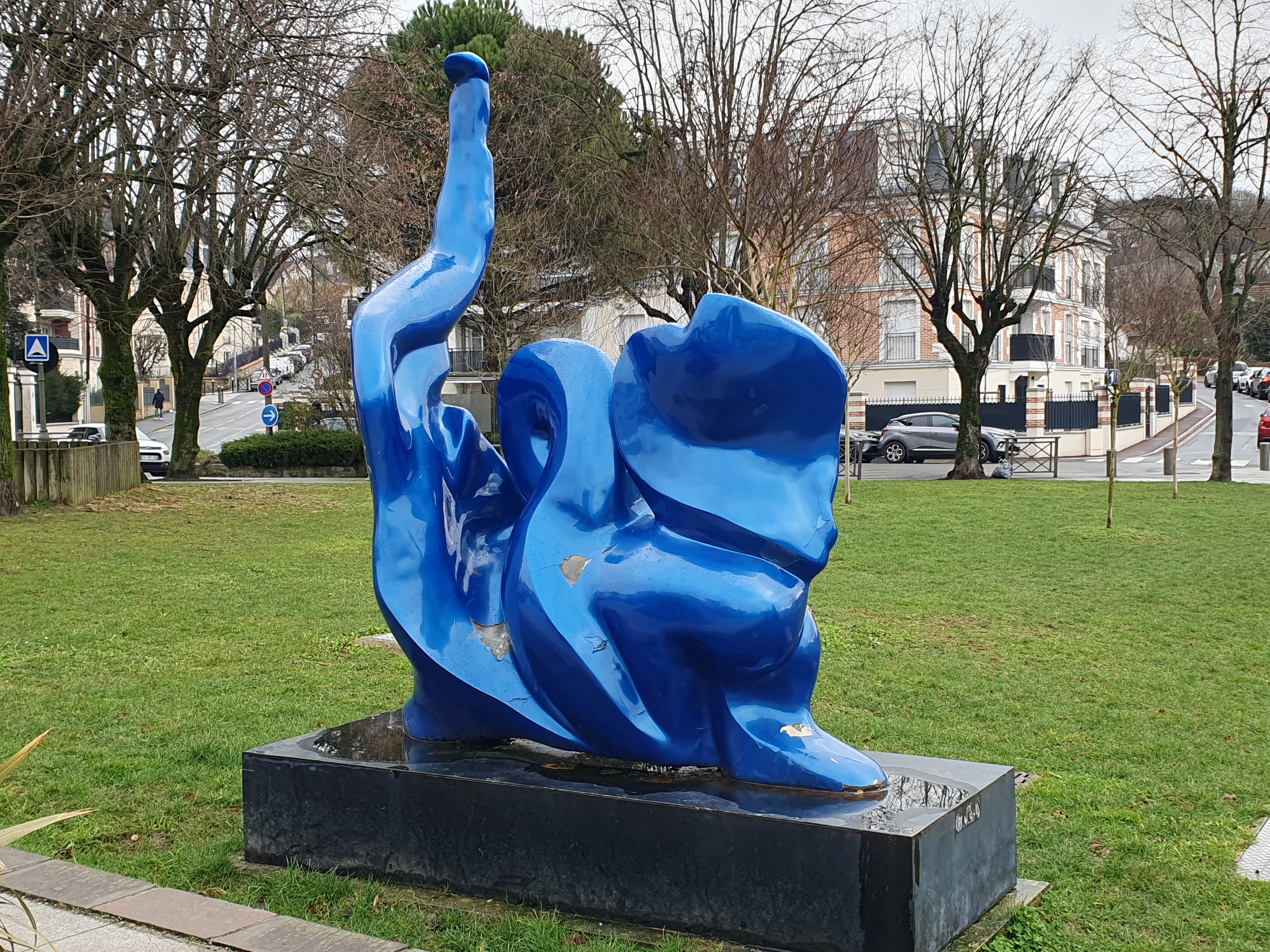
The Blue and pink tigers
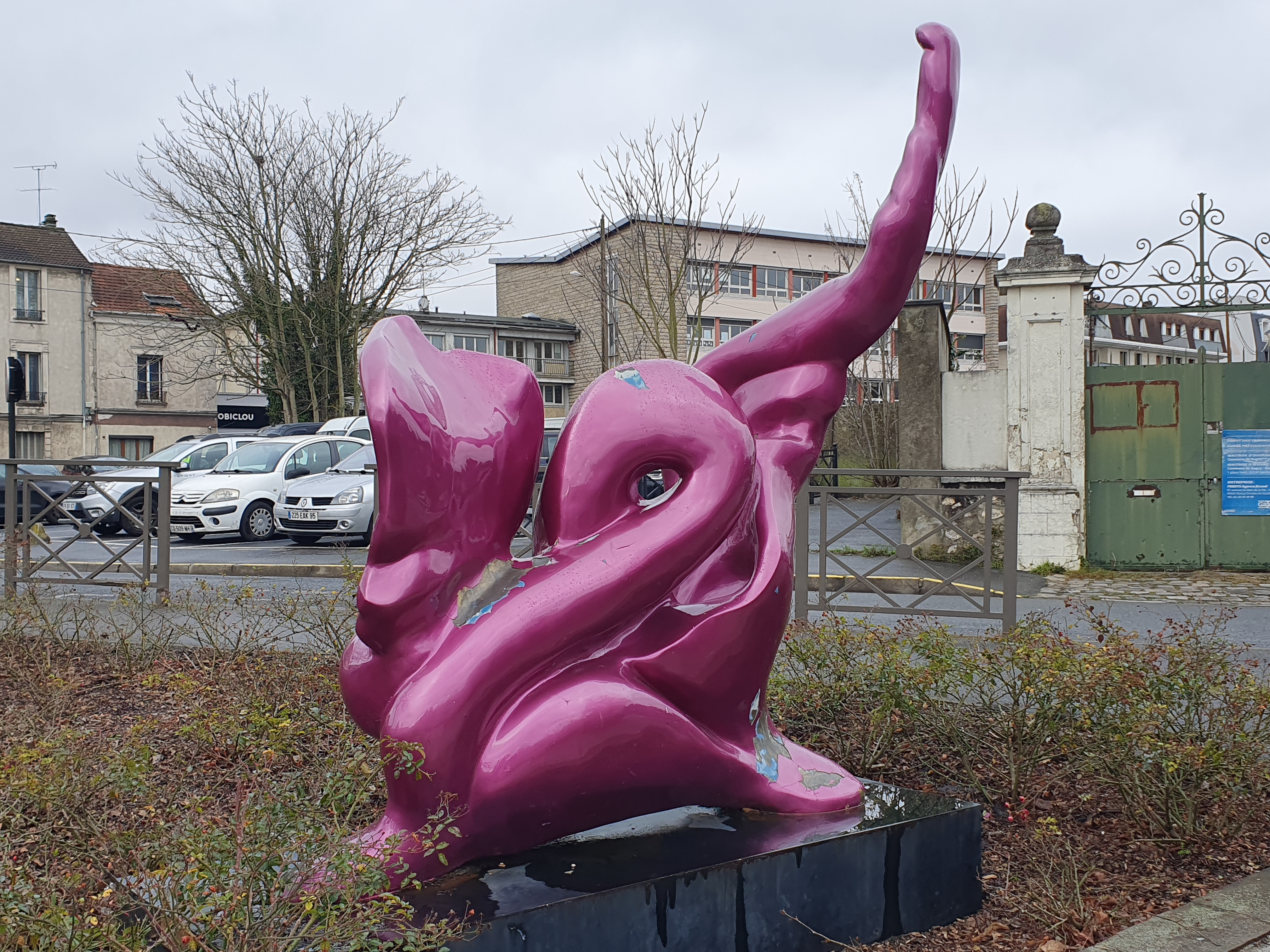
The Blue and pink tigers

### Patrimoine naturel
De nombreux parcs et jardins peuvent être visités :
- l'aqueduc de la Dhuis.
- le lac de la Maison-Blanche.
- le mail du Chénay.
- le place des Fêtes (château de Maison-Blanche).
- le parc Gustave Courbet.
- le ru Saint-Roch.
- les squares de la place Foch.
- le square des Collines.
- les étangs de Maison-Rouge.
- le parc de l'Hôtel-de-Ville.
- l'arboretum, chemin du Bois de l'Étoile.
- le Bois de l'Étoile.
- les Jardins des Dahlias (jardins communautaires).
- le cèdre du Liban: 30m de hauteur, 6m de circonférence; planté vers 1760[149], classé "Arbre remarquable" le 25/11/2019[150] et labellisé A.R.B.R.E.S. en 08/2023[151].

Le patrimoine naturel de Gagny en images

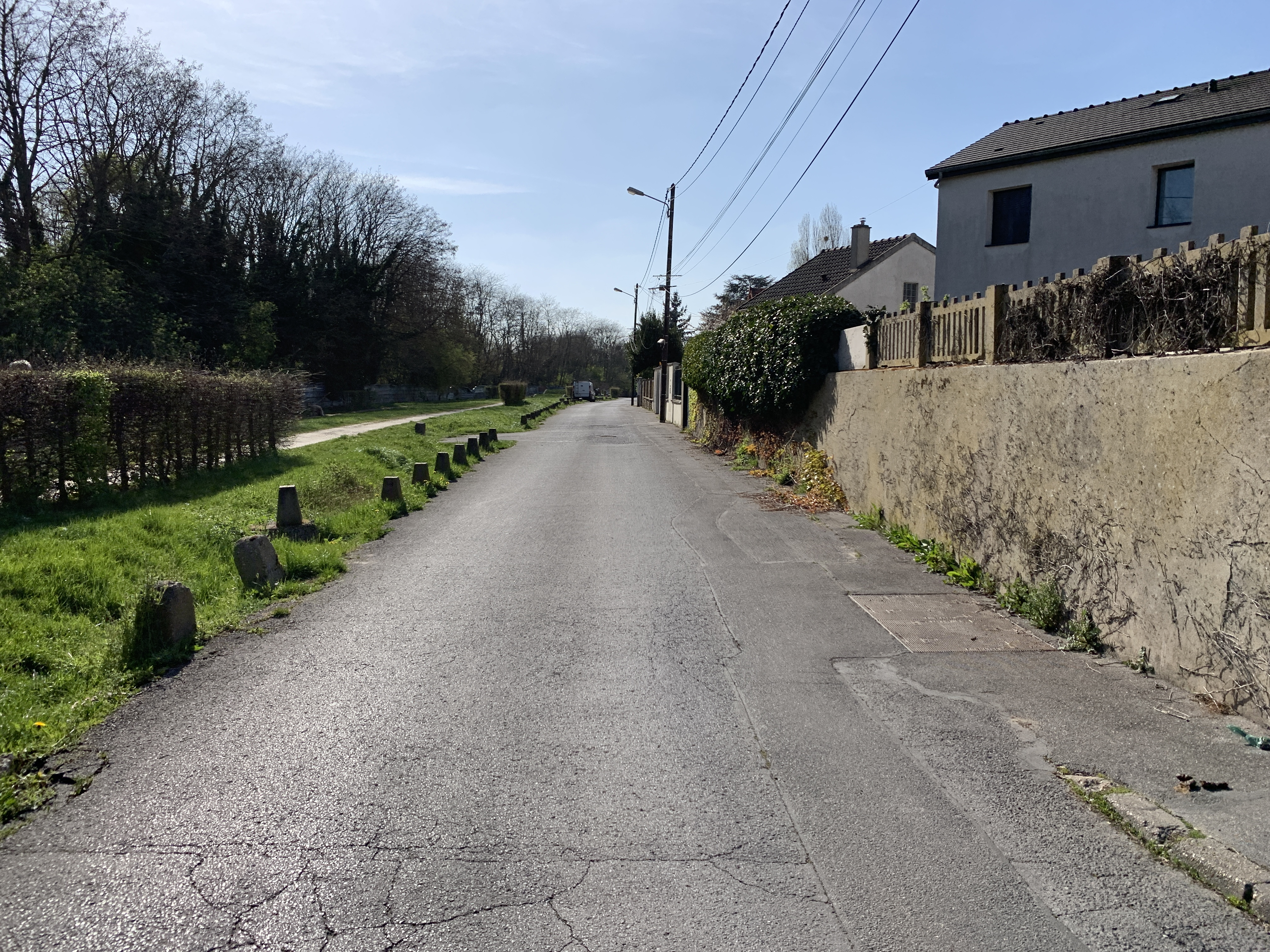
Allée de la Dhuys
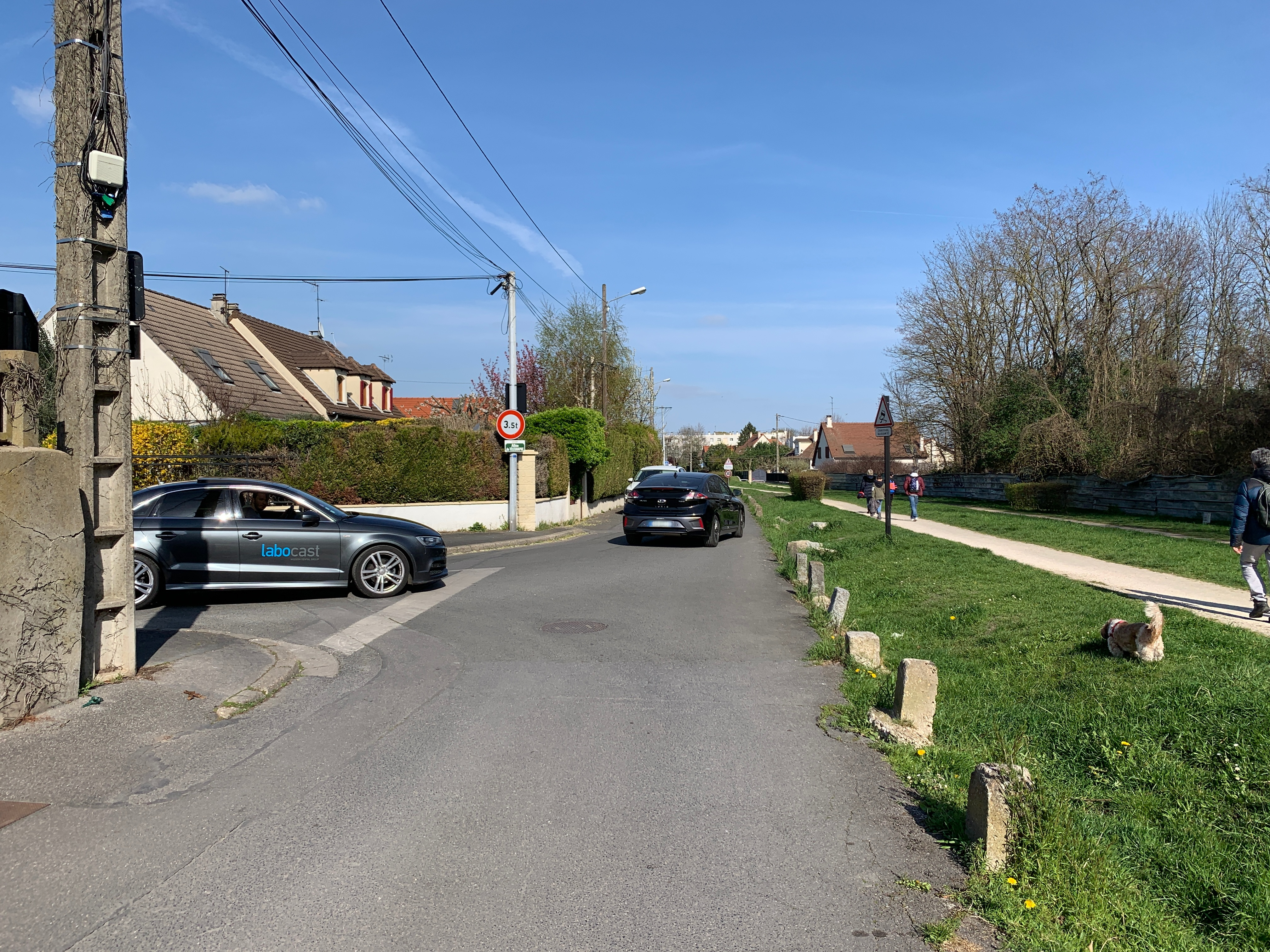
Allée de la Dhuys
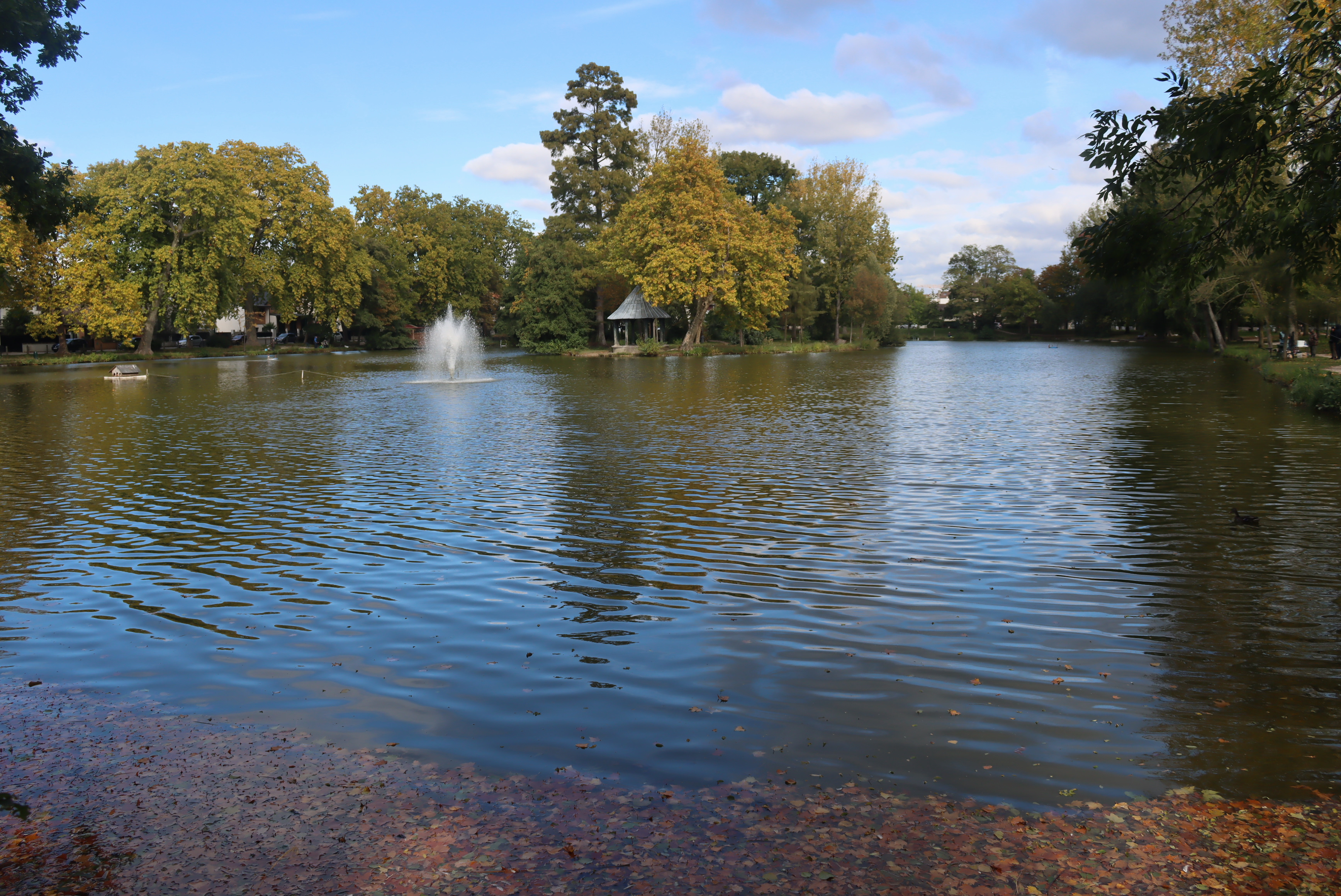
Le lac de Maison Blanche
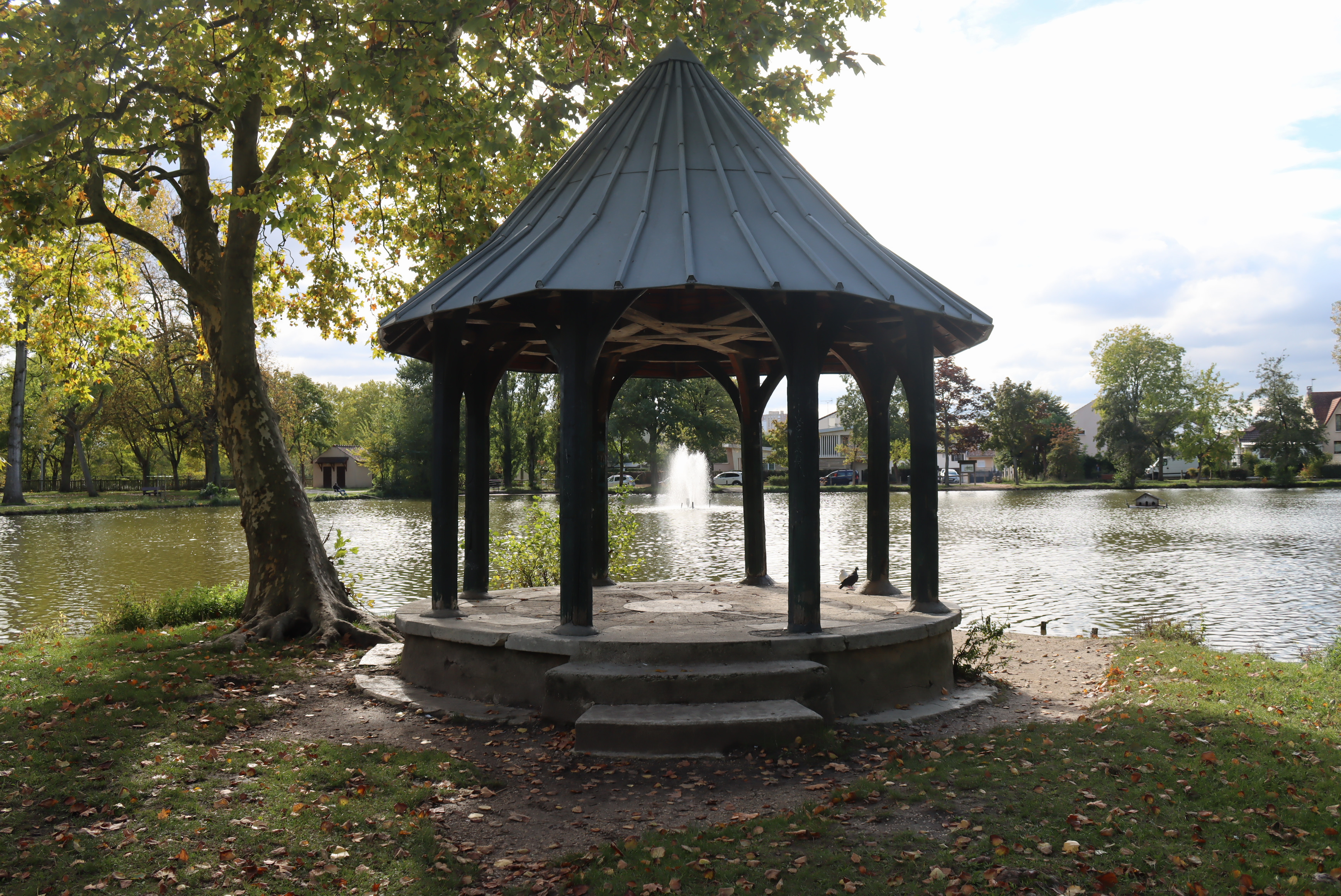
Le lac de Maison Blanche
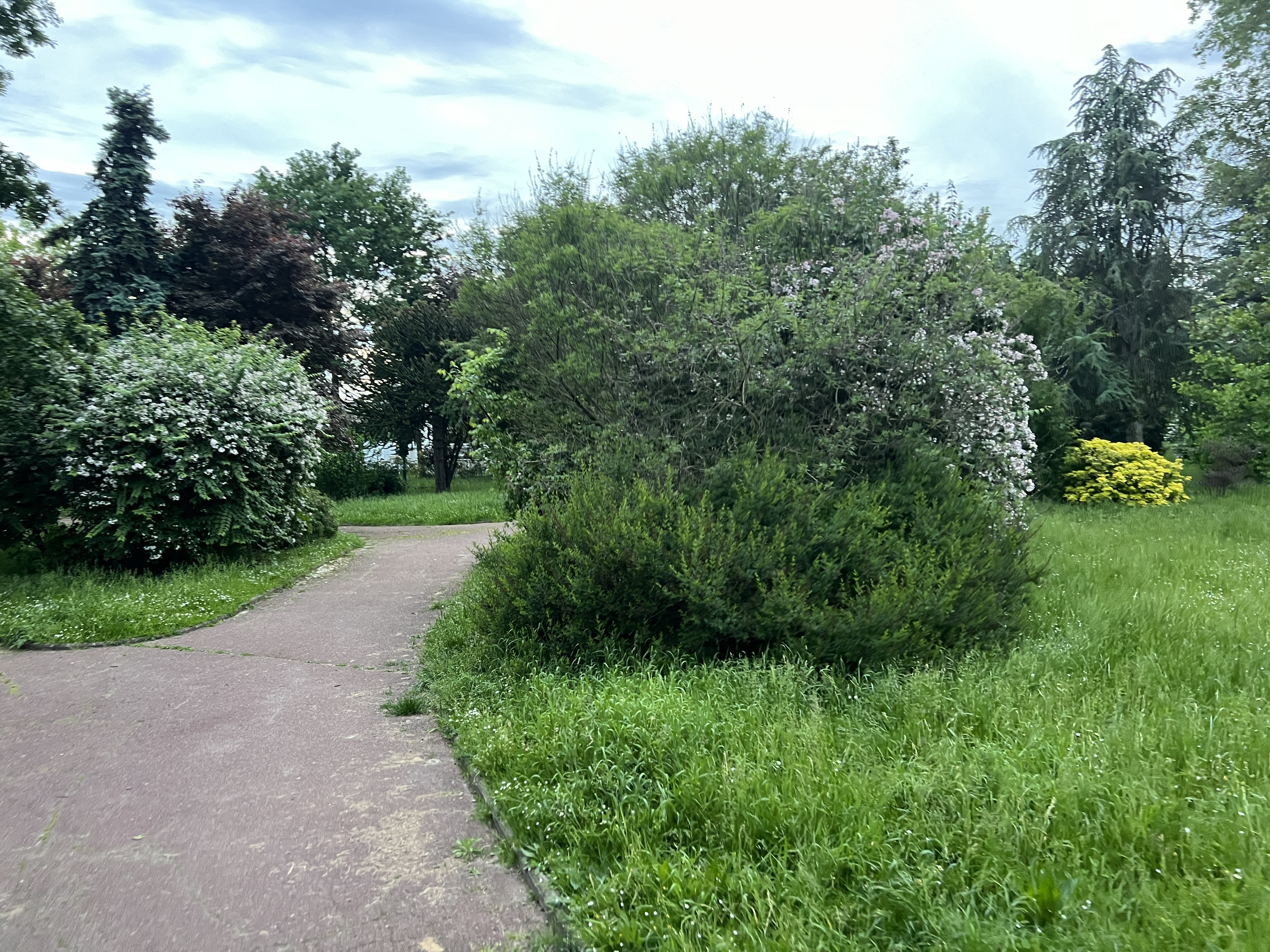
La place des Fêtes (Château de Maison Blanche)
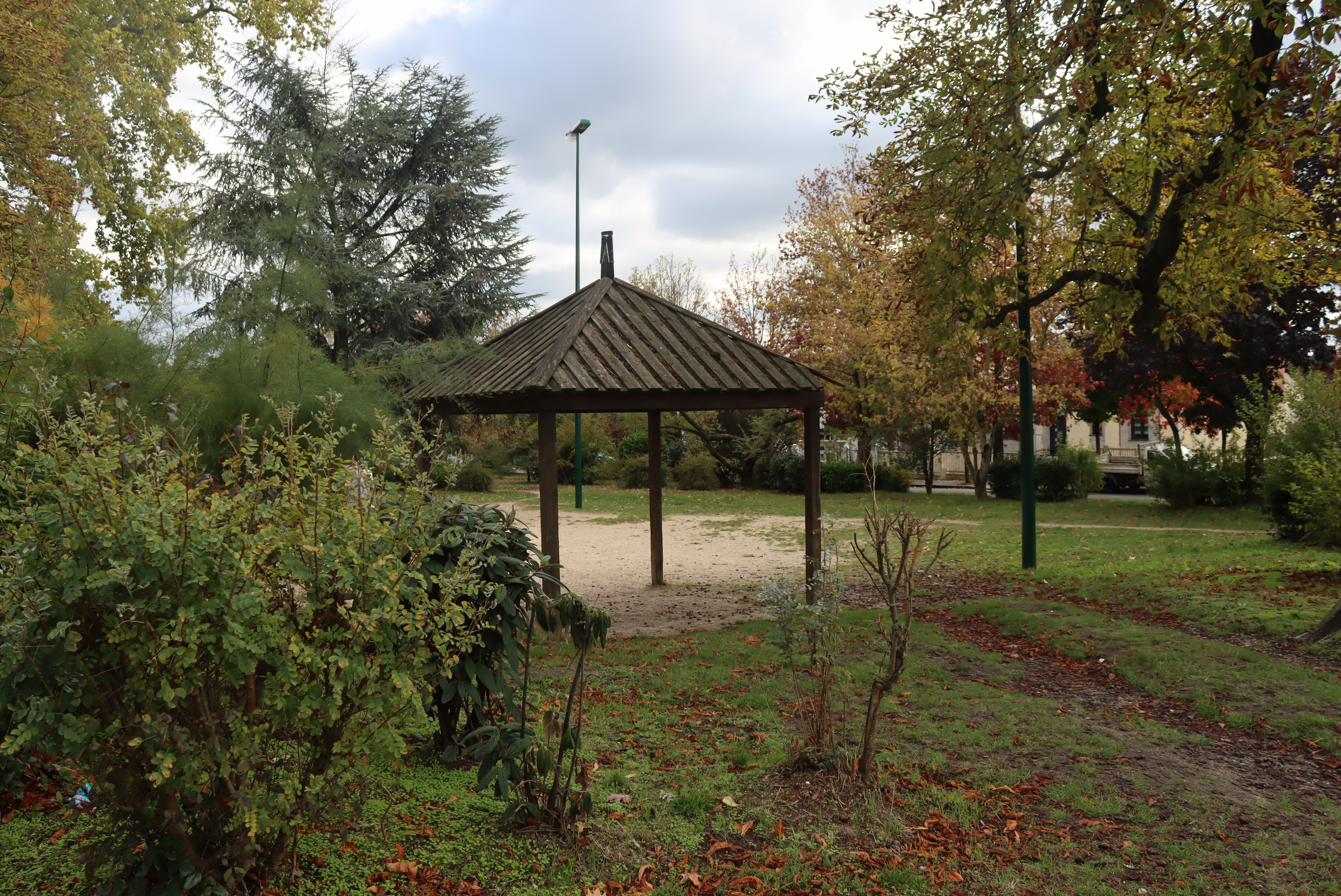
La place des Fêtes (Château de Maison Blanche)
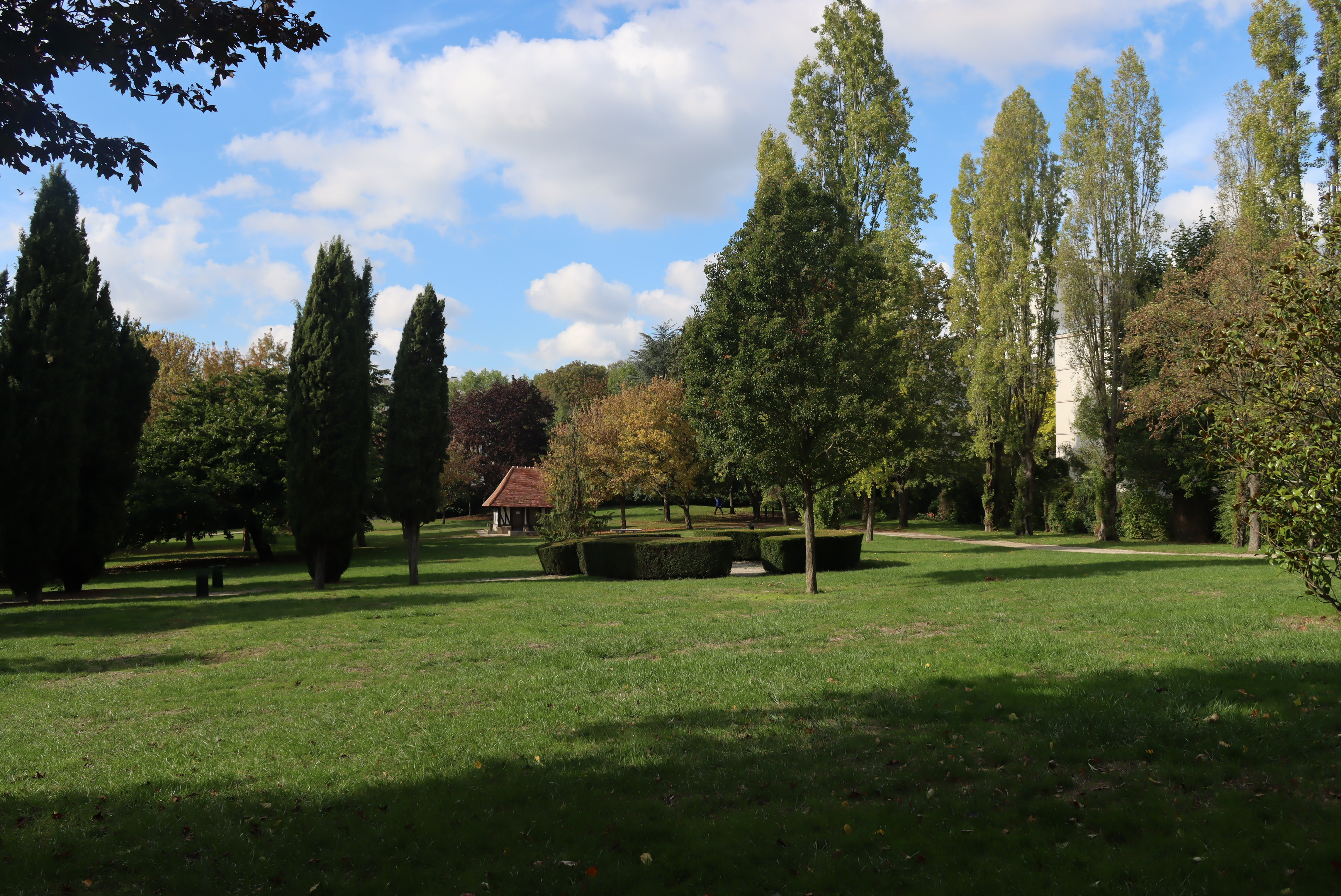
Le parc Courbet
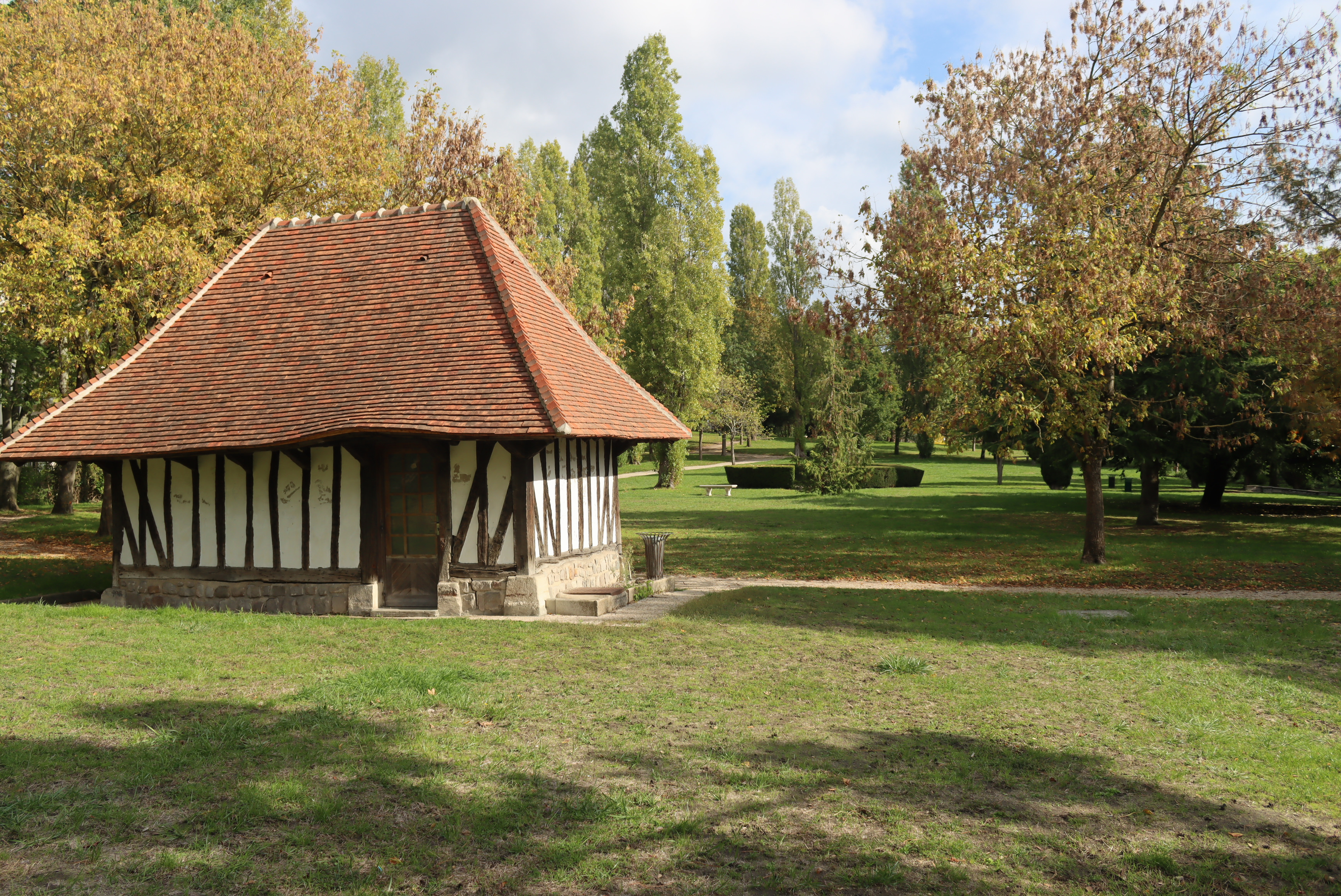
Le parc Courbet
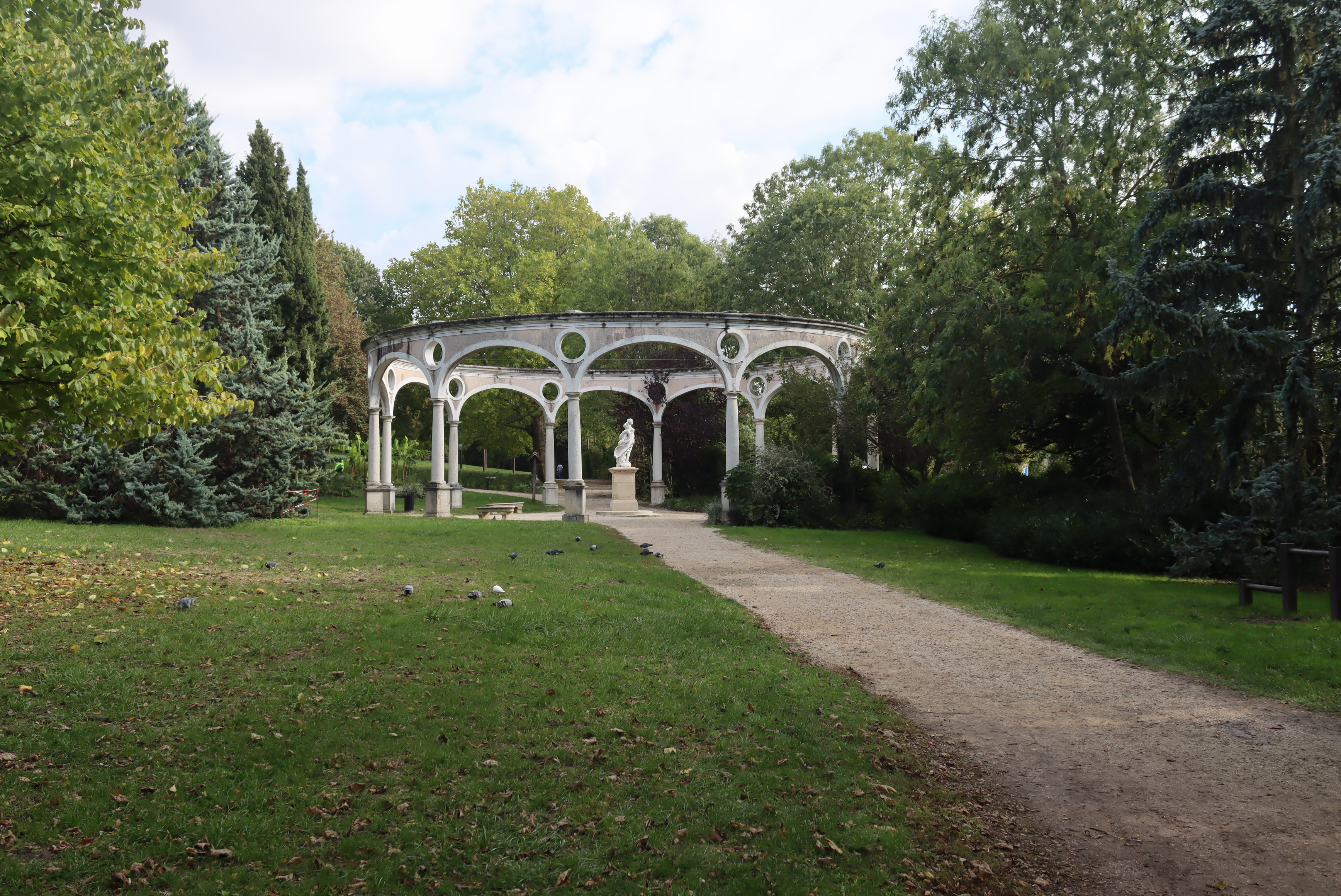
Le parc Courbet
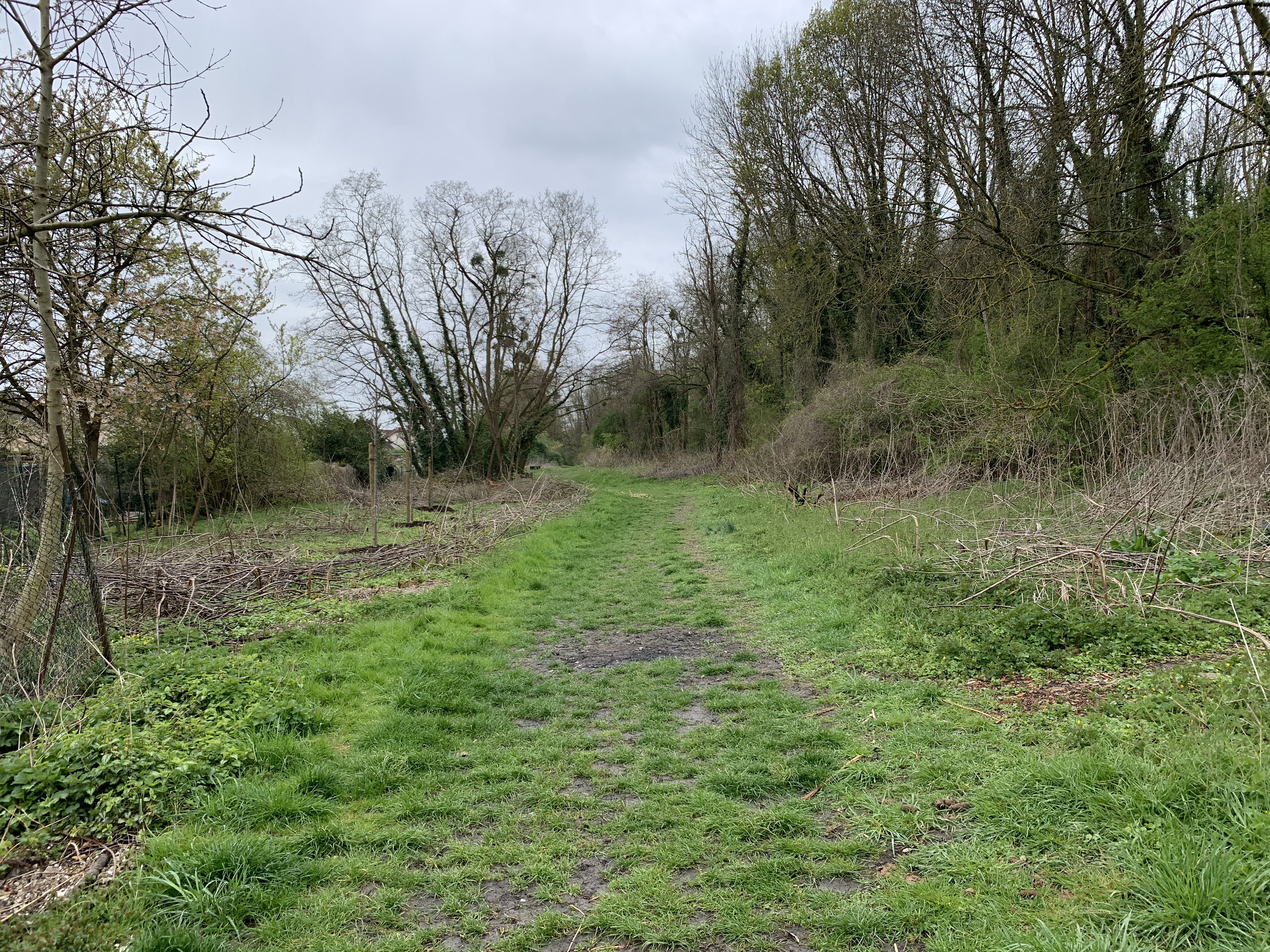
Chemin Saint-Roch
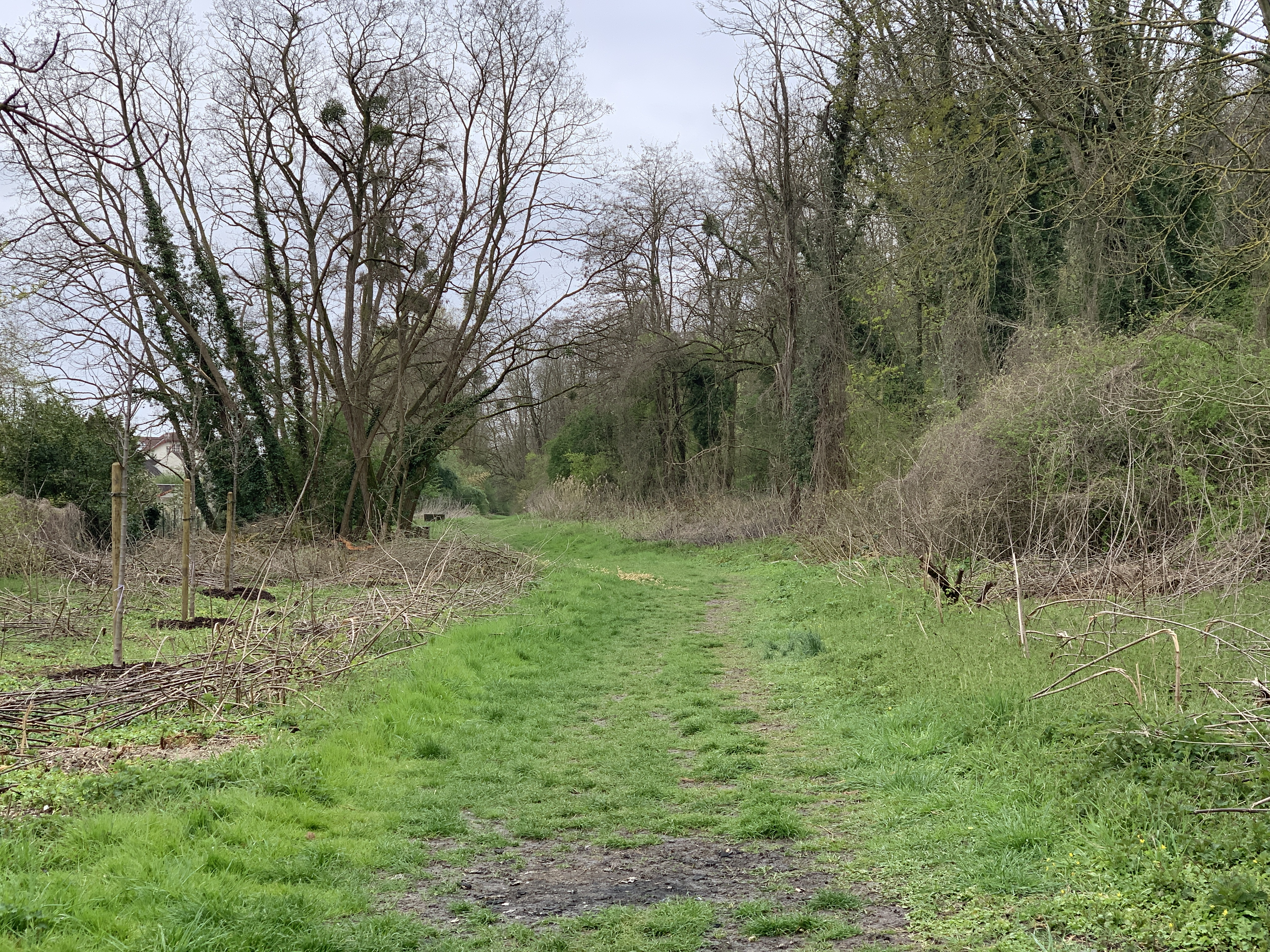
Chemin Saint-Roch
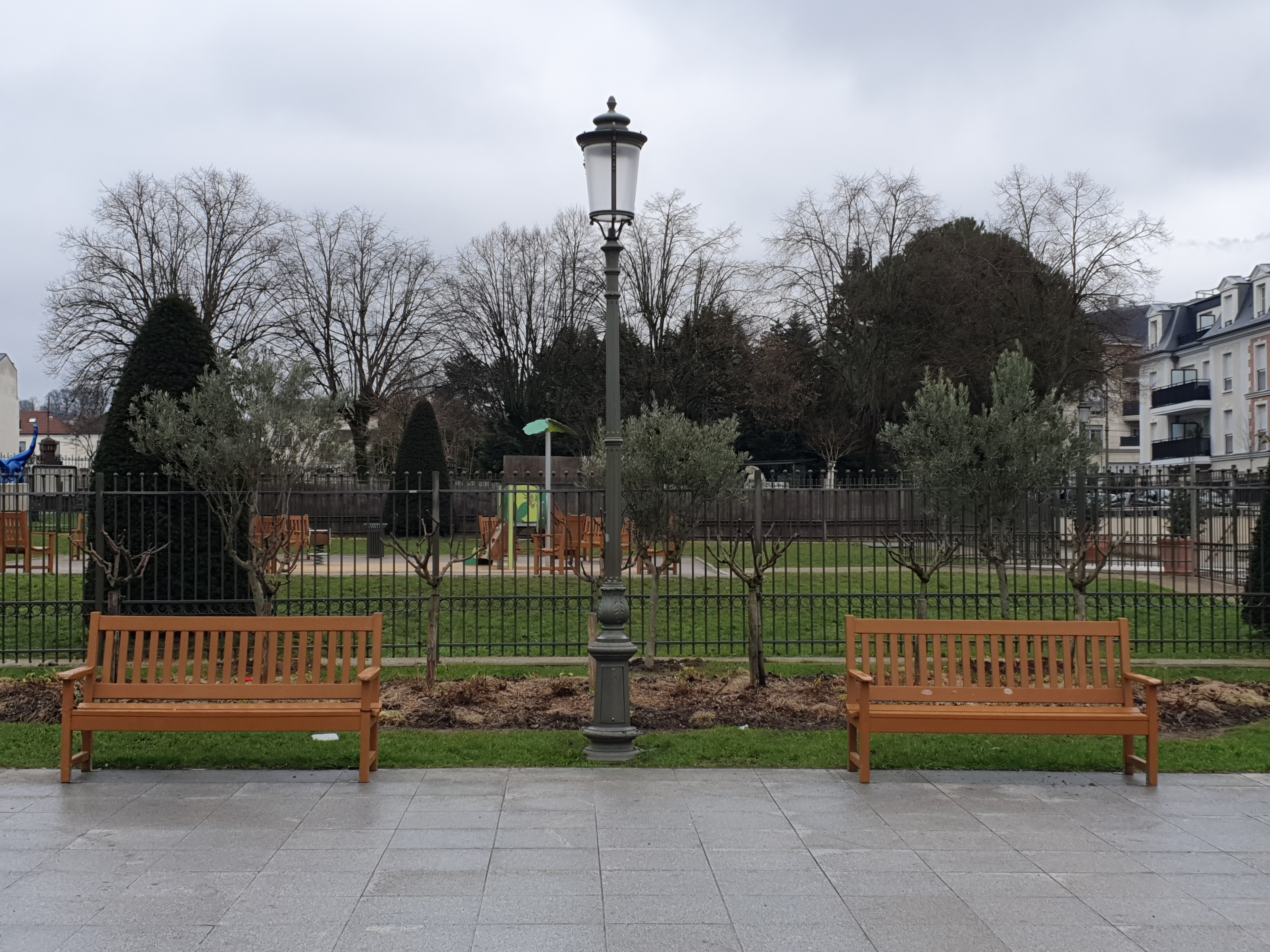
Le square Place Foch
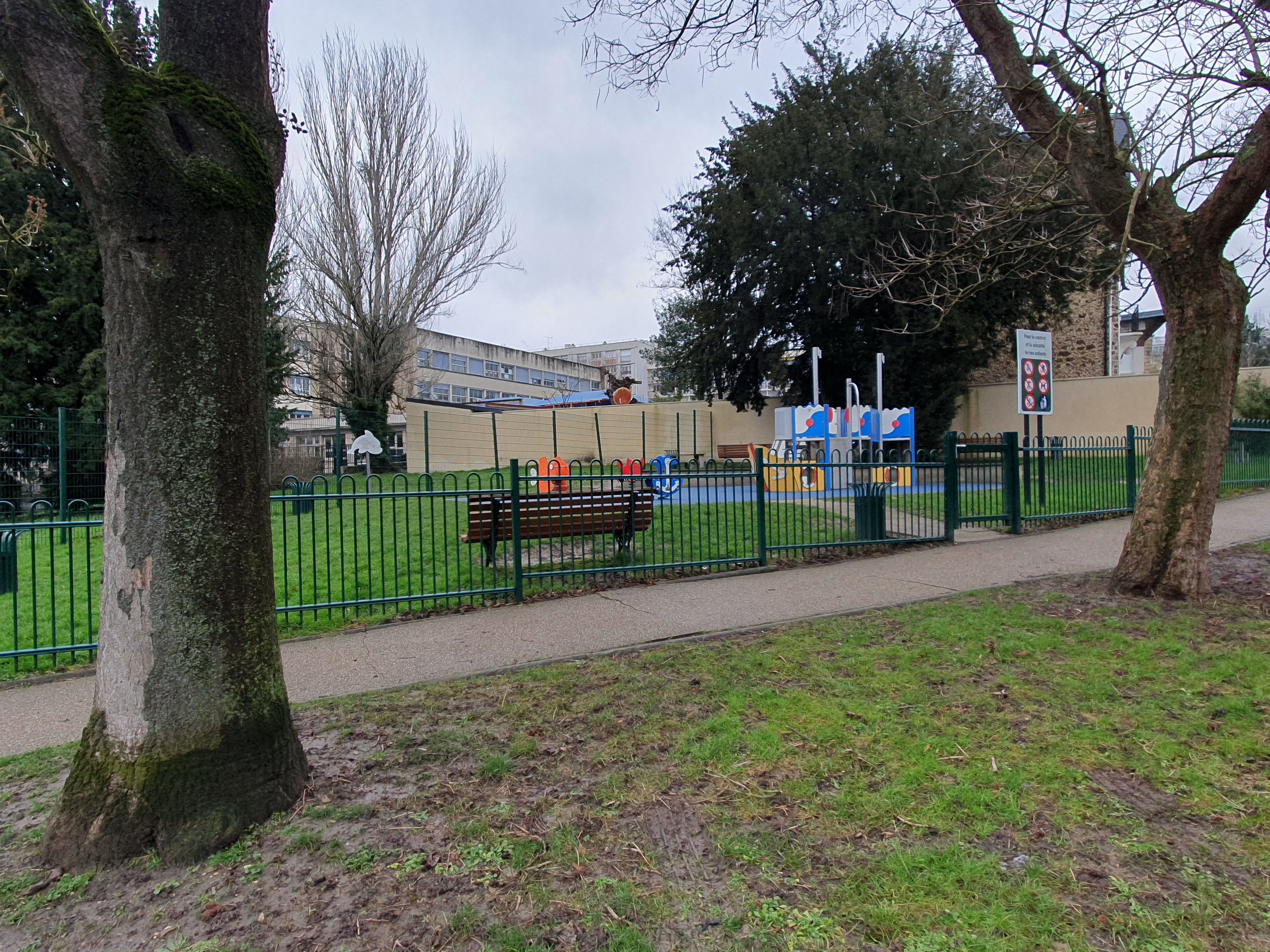
Le square des Collines
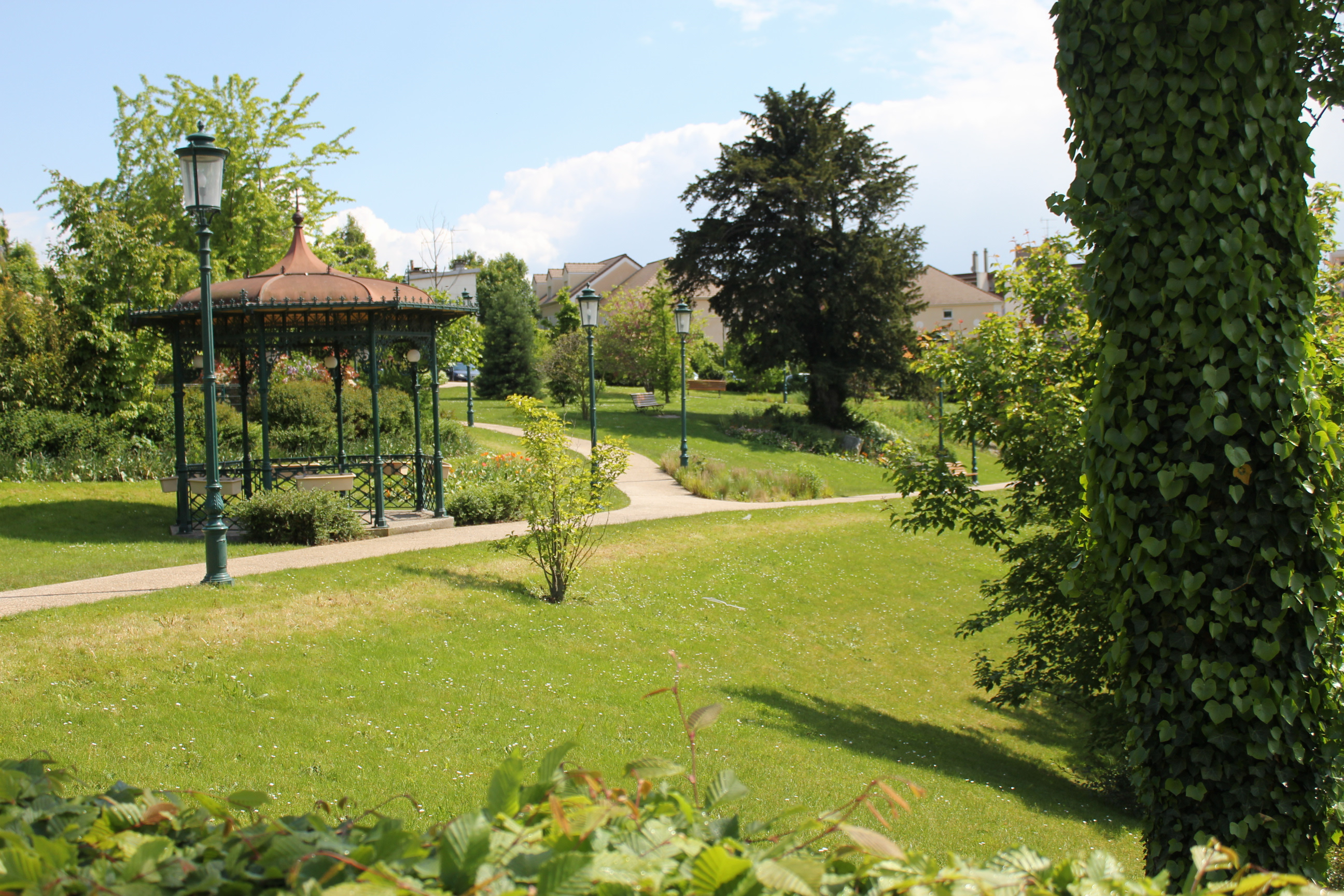
Le parc de la mairie
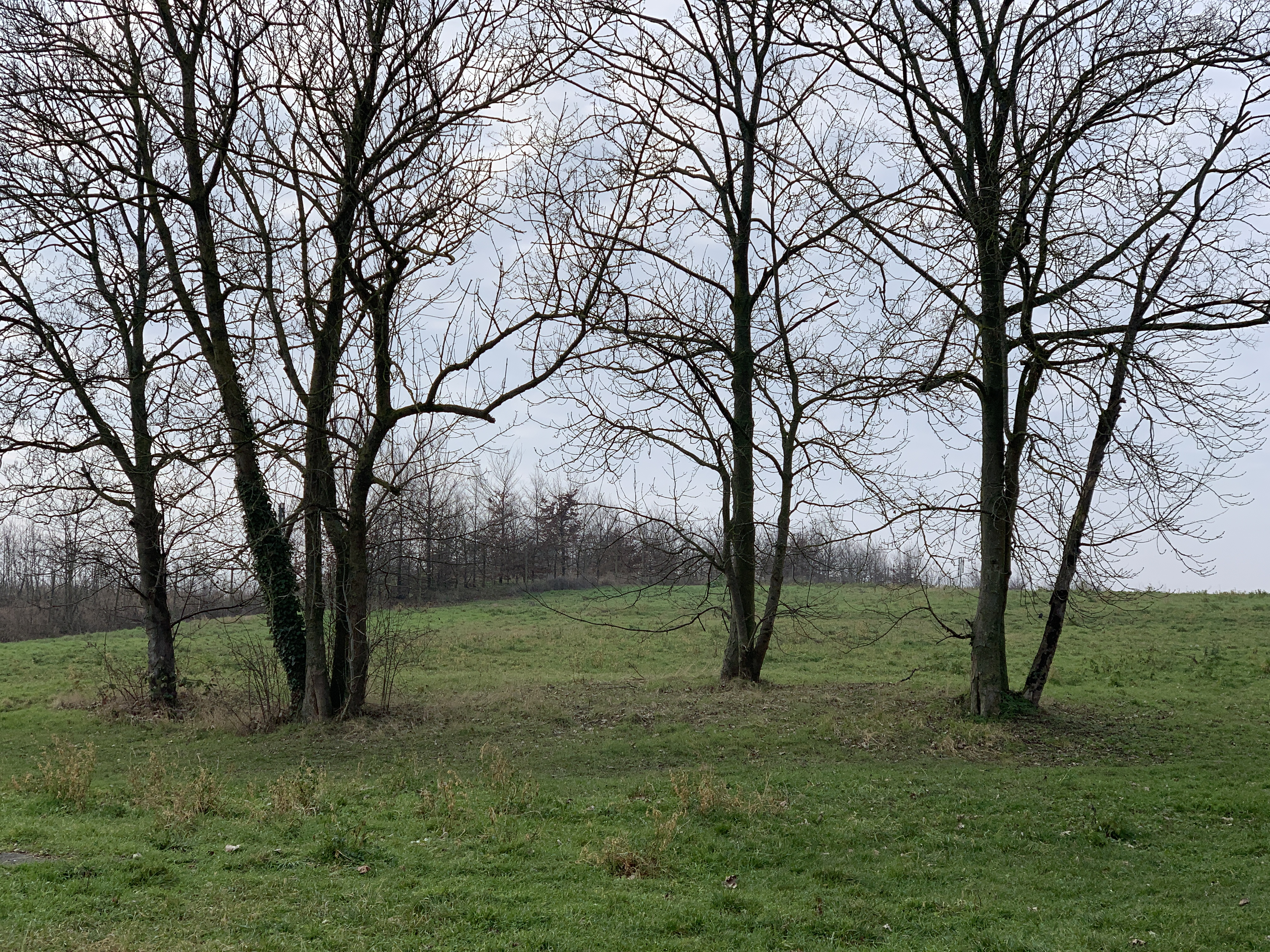
Le parc forestier du Bois de l'Etoile
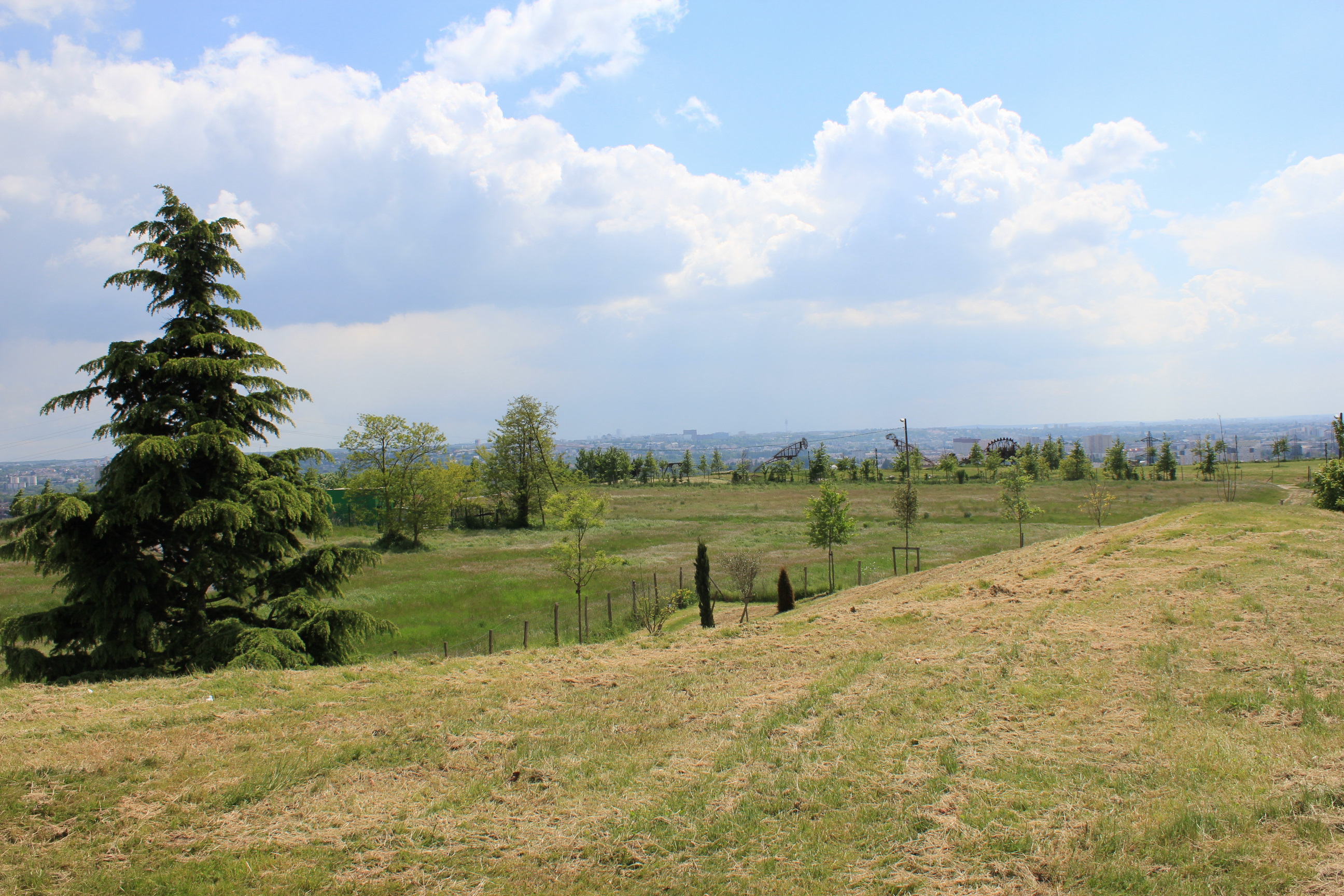
Le parc forestier du Bois de l'Etoile
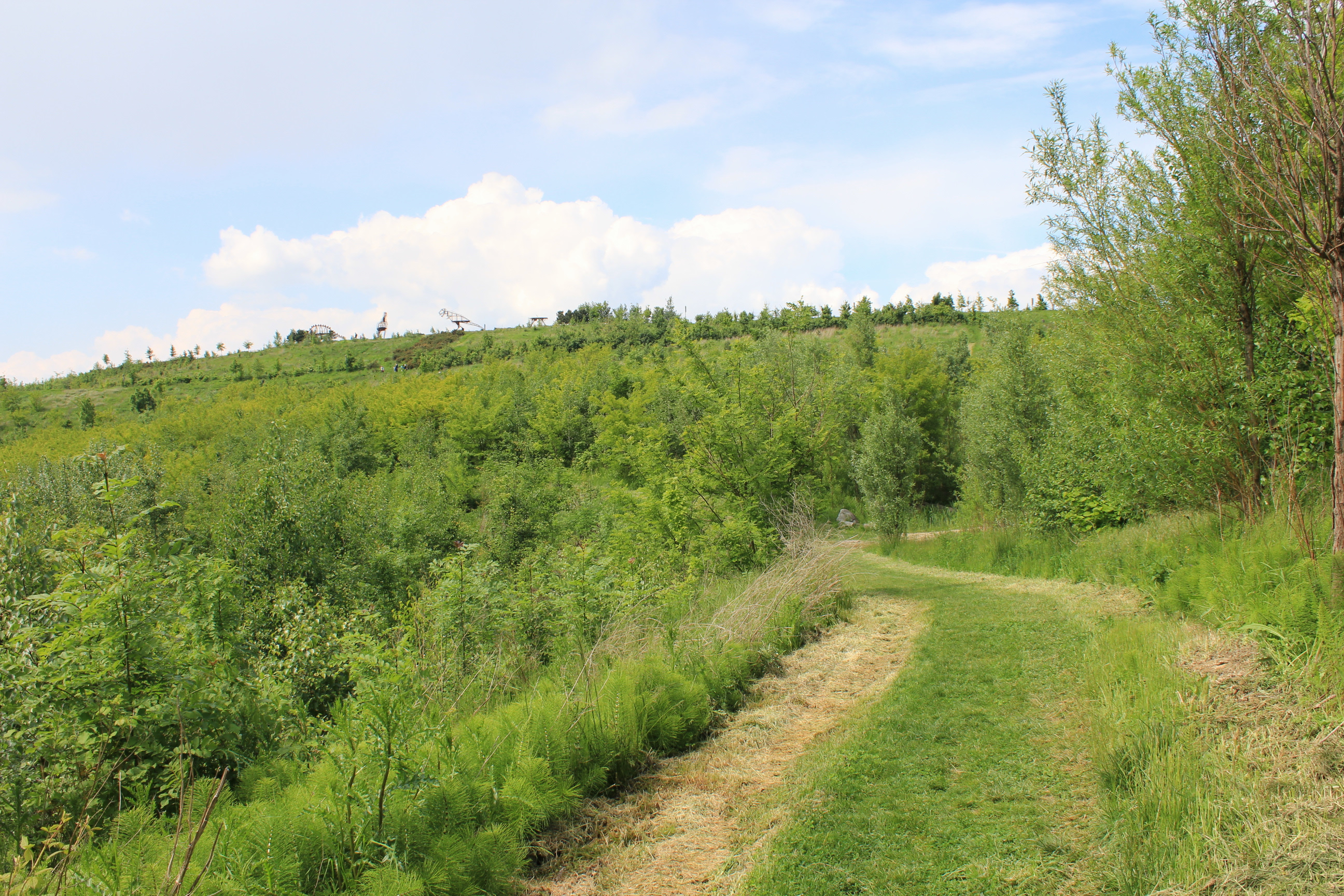
Le parc forestier du Bois de l'Etoile
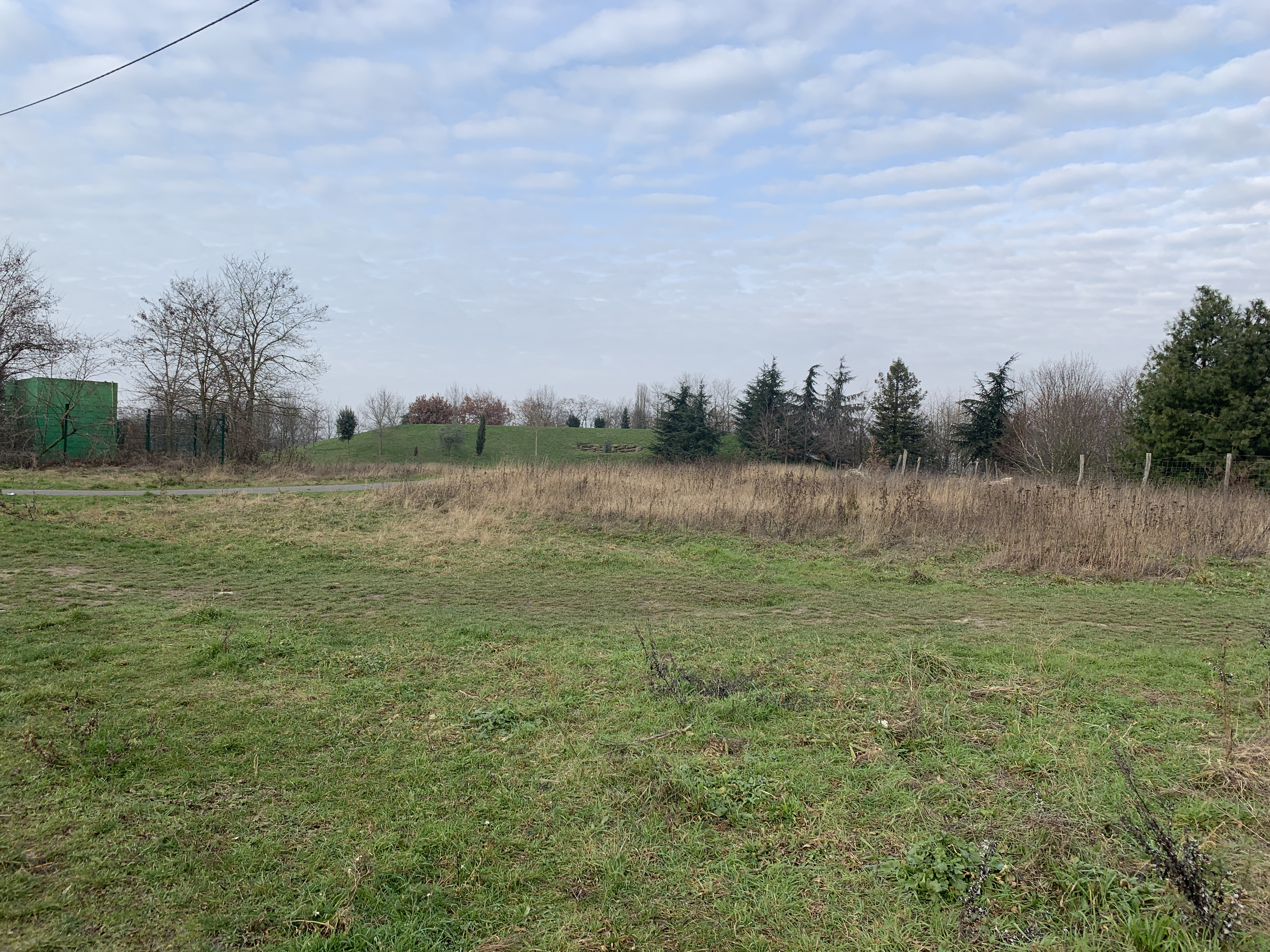
Le parc forestier du Bois de l'Etoile
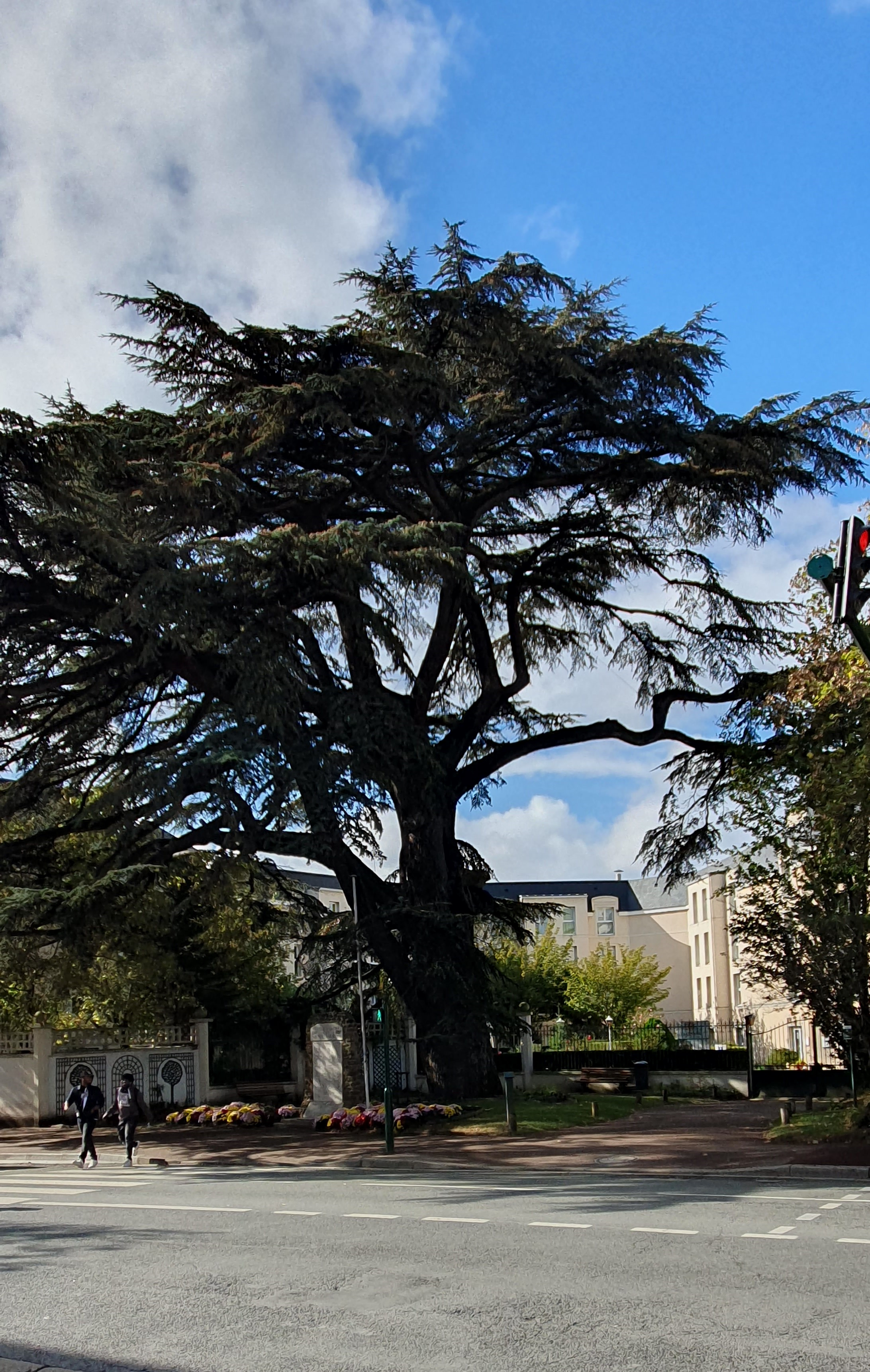
Le cèdre du Liban
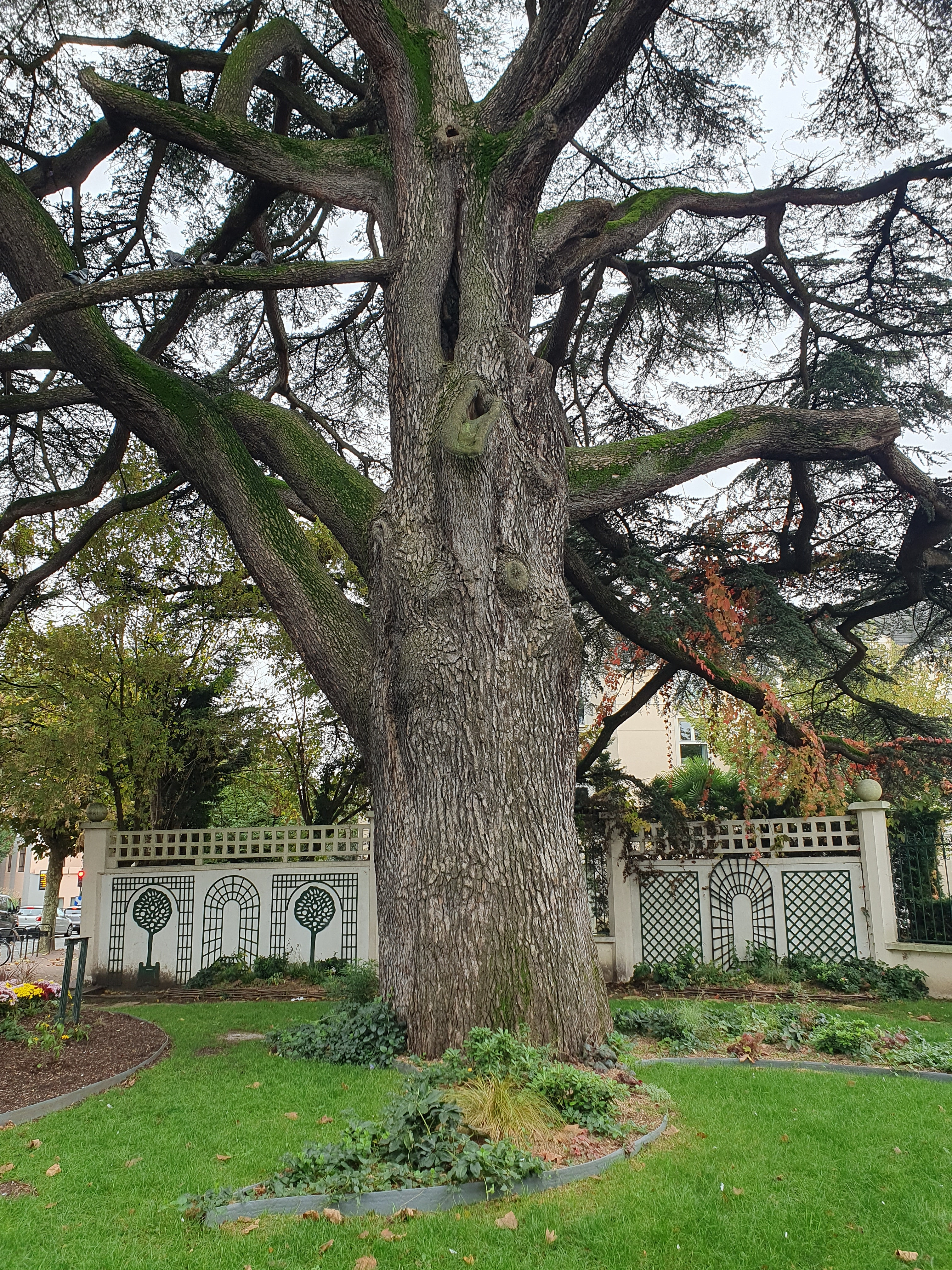
Le cèdre du Liban

### Personnalités liées à la commune
- Paul-Adrien Gouny (1852-1926), architecte français, vécut et est mort dans la commune.
- Marie de Rohan, duchesse de Chevreuse, passa les dernières années de sa vie au château de Maison-Rouge.
- Domicile d'Antoine Chassepot, inventeur du fusil Chassepot. Se chargeant par la culasse, ce fusil fut grandement utilisé par l'armée française.
- Valérie Nicolas, ancienne gardienne de but de l'équipe de France féminine de handball, a commencé sa carrière à l'USM Gagny, l'ancien club de handball de la ville.
- Roger Coquoin (Gagny 1897 - Paris 1943), alias Lenormand, résistant, responsable de l'Armée Secrète (AS) pour la région P (Paris), Compagnon de la Libération[152], assassiné par la Gestapo le 29 décembre 1943 à Paris
- Michel-Victor Cruchet, sculpteur et ornemaniste, il a exercé des fonctions au sein de la paroisse de Gagny. Il y a dirigé le conseil de fabrique, une institution chargée du financement de l’entretien d’une église et de ses biens. C’est sous sa direction que fut construit en 1872 l'autel de l'église de Gagny.
- Michel Teulet, homme politique français ayant travaillé durant de longues années auprès du cabinet de Jacques Chirac à Matignon et à l'hôtel de ville de Paris lorsque ce dernier était Premier ministre et maire de Paris. Né à Gagny, il en a été le maire de juin 1995 jusqu'à son décès en juillet 2019.
- Manuel Ferrara, acteur pornographique et réalisateur de films X français. Né au Raincy mais il a grandi à Gagny.
- Jean-Pierre Mussat (1920-2010), skieur alpin français, natif de Gagny ;
- Yves Mussat (1921-1995), skieur alpin français, natif de Gagny ;
- Bakary Samake (2003 - ), boxeur français, a grandi à Gagny[153].
- Jean Stephan (1912-1942) Infirmier, résistant français (Chevalier de la Légion d'honneur). Domicilié à Gagny. Il a une rue à son nom dans la commune.

### Héraldique
| Blason de Gagny | Blason  | Écartelé : au premier et au quatrième bandé d'or et d'azur, au deuxième et au troisième d'azur à la fleur de lys d'or ; sur le tout de gueules aux trois roues d'automobile d'argent. DeviseExierunt mille ad victoriam (Ils partirent mille vers la victoire) |
| Blason de Gagny | Détails | Le statut officiel du blason reste à déterminer. |

Le blason de Gagny, créé par Georges Guyonnet et Robert Louis, est inspiré des armes des religieux de l'abbaye de Saint-Faron de Meaux. L'écu rouge reprend celles des Hocquart, seigneurs de Montfermeil, mais dont les trois roses ont été remplacées par trois roues pour rappeler l'épisode des Taxis de la Marne des 6 et 7 septembre 1914,.

## Pour approfondir